# Т-26
Т-26 — советский лёгкий танк. Самый многочисленный танк Красной армии и финской армии к началу Великой Отечественной войны, а также армии Испанской Республики времён гражданской войны в Испании, второй по количеству выпущенных после Т-34 советский танк 1930-х — 1940-х годов. Создан на основе британского танка Vickers Mk E (также известного как «Виккерс 6-тонный»), закупленного в 1930 году. Принят на вооружение в СССР в 1931 году.

## История создания

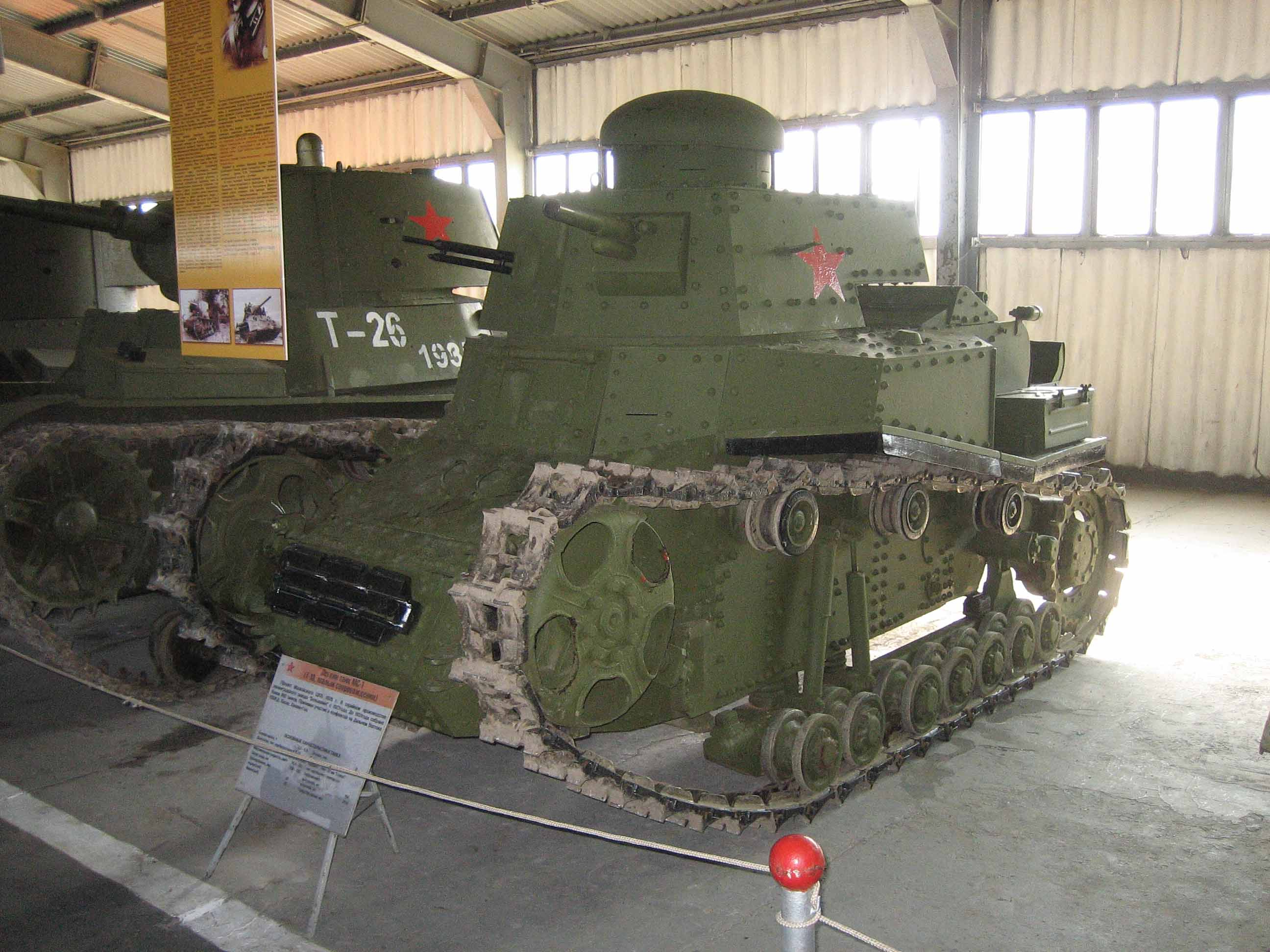
Лёгкий танк сопровождения пехоты Т-18

К началу 1930-х годов танковый парк СССР состоял в первую очередь из массового лёгкого танка непосредственной поддержки пехоты Т-18, а также разнотипных британских танков времён Первой мировой войны. Т-18 выполнил задачу насыщения РККА боеспособными и сравнительно современными танками, а также их освоения промышленностью. Однако характеристики Т-18, являвшегося глубокой модернизацией французского FT-17, уже к 1929 году не удовлетворяли требованиям Генерального штаба РККА. В конце 1929 года на заседании коллегии главного управления военной промышленности был сделан вывод о том, что в связи с отсутствием у советских танковых конструкторов должного опыта и неразвитостью промышленной базы сроки разработки советских танков и их заданные характеристики не выдерживаются, а созданные проекты не пригодны для серийного производства. В связи с этим 5 декабря 1929 года комиссией под председательством Наркома тяжпрома Г. Орджоникидзе принято решение об обращении к зарубежному опыту.
После ознакомления с опытными немецкими танками в ходе советско-германского сотрудничества, а также с танками других стран во время ознакомительной поездки начальника Управления моторизации и механизации РККА И. А. Халепского по США и странам Европы, начавшейся 30 декабря 1929 года, был сделан вывод об отставании уровня советских танков.
В 1930 году была создана закупочная комиссия под руководством И. А. Халепского и начальника инженерно-конструкторского бюро по танкам С. А. Гинзбурга, чьей задачей являлись отбор и закупка образцов танков, тракторов и автомобилей, пригодных для принятия на вооружение РККА. Прежде всего комиссия весной 1930 года направилась в Великобританию, считавшуюся в те годы мировым лидером в производстве бронетехники. Внимание комиссии привлёк лёгкий танк Vickers Mk E или «Виккерс 6-тонный» (англ. 6-ton), созданный фирмой «Виккерс-Армстронг» в 1928—1929 годах и активно предлагавшийся на экспорт. Комиссия планировала приобрести лишь по одному экземпляру нужной техники, но продавать одиночные образцы, а тем более с документацией, фирма отказалась, в результате было достигнуто соглашение о закупке малых партий танков, в том числе 15 Mk.E по цене 42 тысячи рублей в ценах 1931 года, с полным комплектом технической документации и лицензией на производство в СССР. Поставки танков должны были быть осуществлены с сентября 1930 по январь 1931 года. «Виккерс-Армстронг» предлагала несколько вариантов танка, в частности, «Модель A» с двумя одноместными башнями с 7,7-мм пулемётами «Виккерс» и «Модель B» с двухместной башней с 47-мм короткоствольной пушкой и 7,7-мм пулемётом, но советская сторона закупила только двухбашенные машины. В СССР Mk.E получил обозначение В-26 (Виккерс-26) .
Сборка танков осуществлялась на заводах «Виккерс-Армстронг», в ней принимали участие и советские специалисты для ознакомления с технологией. Первый В-26 был отправлен в СССР 22 октября 1930 года, до конца года в СССР поступили ещё три танка.

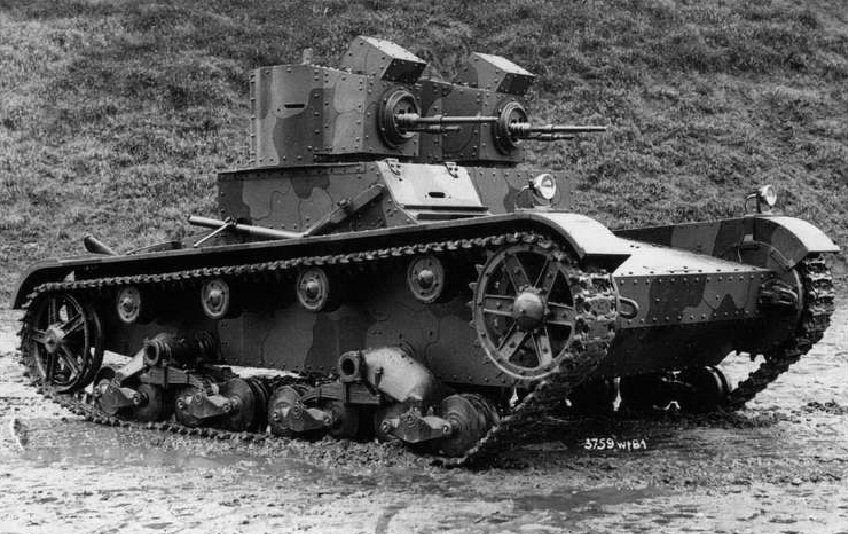
Лёгкий танк «Виккерс» Mk.E Model A

В СССР первые из прибывших танков поступили в распоряжение «специальной комиссии по новым танкам РККА» под руководством С. Гинзбурга, задачей которой являлся выбор танка для принятия на вооружение армии. С 24 декабря 1930 года по 5 января 1931 года три В-26 подвергнуты испытаниям в районе Поклонной горы, на основании которых комиссией сделаны «довольно сдержанные» выводы. Но на состоявшейся 8 января — 11 января демонстрации двух танков перед представителями высшего командования РККА и Московского военного округа В-26 вызвал у них бурное одобрение и уже 9 января последовало распоряжение К. Ворошилова: «…решить наконец вопрос об целесообразности организации производства В-26 в СССР», а Гинзбургу было приказано представить Наркомвоенмору список отмеченных в ходе испытаний преимуществ и недостатков В-26 по сравнению с Т-19.
В докладе, представленном 11 января 1931 года, сделан вывод о надёжности и простоте трансмиссии и ходовой части В-26 и соответствии этих систем требованиям РККА, но также говорилось о том, что двигатель является неподходящим для установки на танк, а его конструкция не допускает повышения мощности традиционными методами форсирования. Среди преимуществ танка отмечались также хорошие оптические прицелы пулемётов и простая в производстве форма корпуса, среди недостатков — затруднённый доступ к двигателю и трансмиссии и невозможность проведения текущего ремонта двигателя в бою изнутри танка. В целом отмечалось, что «…В-26, несмотря на рассмотренные недостатки, способен развить высокую скорость и маневренность и является без сомнения лучшим образцом из всех известных в настоящее время образцов заграничных танков». В сравнении с Т-19 отмечалось, что по срокам выполнения и стоимости наиболее выгодным является освоение в производстве Т-19, менее — комбинированного танка, сочетавшего узлы Т-19 и В-26 и наименее — организация производства В-26 в неизменном виде. В общем выводе доклада говорилось о необходимости начать проектирование нового танка на основе конструкций Т-19 и В-26, с мотором, корпусом и вооружением от первого и трансмиссией и ходовой частью последнего, а также организации совместных испытаний Т-19 и В-26 для получения более полных результатов.
Свой проект предложила и ВАММ, которая после ознакомления с документацией на В-26 предложила приступить к проектированию танка с использованием конструкции корпуса британской машины, но с усиленным бронированием и двигателем «Геркулес» или «Франклин» мощностью 100 л. с., как более подходящим для условий производства в СССР. По результатам заседаний комиссии 16—17 января 1931 года выданы два технических задания: конструкторской группе С. Гинзбурга на создание гибридного танка, получившего название «Т-19 улучшенный» и ВАММ на создание «Танка малой мощности» (ТММ). Работы по обоим проектам продвигались, в частности, эскизный проект «Т-19 улучшенного» был принят уже 26 января того же года, но корректировку в планы внесла международная обстановка. Так, 26 января И. Халепский направил Гинзбургу письмо, в котором говорилось, что согласно данным разведки, Польша тоже ведёт закупку образцов «Виккерс» Mk.E и может, по оценкам руководства РККА, уже к концу текущего года с англо-французской помощью произвести более 300 танков этого типа, что дало бы польским танковым войскам преимущество. В связи с этим РВС РККА счёл целесообразным рассмотрение вопроса о немедленном принятии на вооружение В-26 в существующем виде. В результате, 13 февраля 1931 года РВС, заслушав доклад Халепского о ходе работ по новым танкам, постановил принять В-26 на вооружение РККА как «основной танк сопровождения общевойсковых частей и соединений, а также танковых и механизированных частей РГК» с присвоением ему индекса Т-26.

## Запуск в серию и дальнейшее развитие

### Начало производства
Для производства Т-26 за отсутствием альтернатив был выбран ленинградский завод «Большевик», до этого занимавшийся выпуском Т-18. Позднее предполагалось подключить к производству и достраивавшийся Сталинградский тракторный завод. Рассматривался и Челябинский тракторный завод, тоже находившийся в процессе строительства. Проектными работами по подготовке производства, а впоследствии и модернизации танка, руководил С. Гинзбург. Первоначально заводу «Большевик» был выдан план на производство 500 Т-26 в 1931 году, позднее это число было сокращено до 300 с выпуском первого танка не позднее 1 мая, но и этой цифры достичь не удалось. Хотя завод ранее выпускал подобными темпами Т-18, новый танк оказался значительно сложнее в производстве. Весной 1931 года отдел завода, который состоял лишь из 5 человек, подготовил к производству и изготовил два эталонных экземпляра танка. К 1 мая были закончены рабочие чертежи, а 16 июня одобрен технологический процесс и начато изготовление оборудования для массового производства.
В июле 1931 года планировалось начать изготовление по временной технологии двух прототипов танков с корпусами из неброневой стали, с широким использованием импортных комплектующих. Машины были готовы в августе. Конструкция их в точности повторяла британский оригинал, отличаясь лишь вооружением, состоявшим из 37-мм пушки ПС-1 в правой башне и 7,62-мм пулемёта ДТ-29 в левой. В ходе производства сразу выявился ряд серьёзных проблем, при этом, хотя конструкторское бюро с самого начала работ неоднократно предлагало ввести в конструкцию доработки, направленные на упрощение технологии изготовления, все эти попытки пресекались высшим руководством. Больше всего проблем приносил двигатель танка, который, несмотря на кажущуюся простоту, требовал более высокой культуры производства, чем мог обеспечить советский завод — первое время считалось нормальным, если брак по двигателям составлял до 65 %. Кроме этого, Ижорскому заводу, поставлявшему корпуса танков, поначалу не удавалось из-за высокого процента брака наладить производство 13-мм бронелистов, в результате чего на значительной части корпусов вместо них применялись 10-мм. Но и 10-мм листы на поставляемых корпусах имели многочисленные сквозные трещины и на испытаниях пробивались 7,62-мм бронебойной пулей с дистанции 150—200 м. До ноября корпуса танков выпускались со сборкой полностью на болтах и винтах, чтобы обеспечить замену бронелистов кондиционными. В итоге на танках установочной партии двигатели фактически не работали, и передвигаться танки могли лишь при перестановке на них импортного двигателя с эталонного В-26.

### Двухбашенные танки

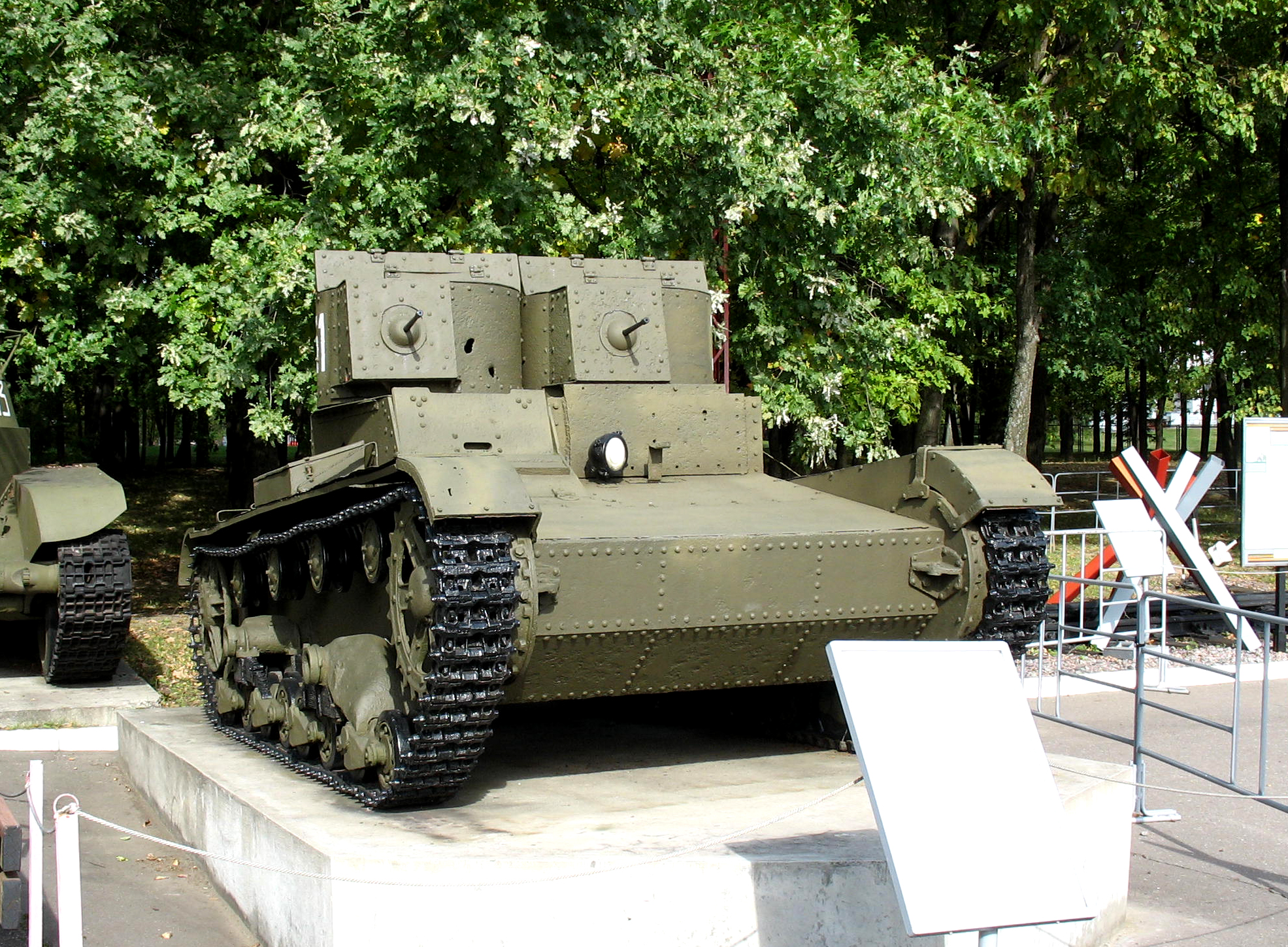
Двухбашенный Т-26 ранних выпусков с клёпаными корпусом и башнями с ДТ

В августе 1931 года началось изготовление установочной партии из 10 танков, отличавшихся от предсерийных башнями увеличенной высоты со смотровыми лючком и щелями в верхней части, более приспособленными для производства на доступном оборудовании. Но и на этих танках двигатели оказались неработоспособны, и добиться движения серийных танков своим ходом удалось только осенью того же года. Спешка с освоением производства привела к тому, что на заводе до 1934 года не было точно установленного технологического процесса, а стоимость танков почти вдвое превышала стоимость изготовленных в Великобритании В-26. К концу 1931 года были изготовлены 120 танков, но из-за низкого качества ни один из них сдать военной приёмке поначалу не удавалось. Лишь после длительных переговоров армия согласилась принять 100 танков, причём большинство из них условно. Даже полностью принятые военной приемкой 17 танков не имели вооружения. Впрочем, на танках двигатели заводу было предписано заменить, так как при работе под нагрузкой они «издавали множественные посторонние шумы и испытывали перебои». Примерно 35 танков из этой первой сотни имели корпуса и башни из не броневой стали. Впоследствии они должны были получить полноценную бронезащиту.
Такая ситуация привела к возобновлению работ над Т-19 и ТММ, а также созданию упрощённого малого танка Т-34, с помощью которого предлагалось компенсировать численную нехватку танка сопровождения в случае угрозы войны. Тем не менее, принятый в сентябре 1931 года план, предусматривавший выпуск 3000 Т-26 в 1932 году, скорректирован не был даже после того, как стала ясной неспособность СТЗ присоединиться в то время к производству. Лишь в феврале 1932 года Комиссия обороны разрешила заводу вносить в конструкцию танка любые изменения, которые «не снижали бы боевых качеств и способствовали увеличению выпуска». Кроме того, для лучшей организации работ танковое производство на заводе «Большевик» было с февраля выделено в отдельный завод № 174. Число предприятий-смежников к концу 1932 года достигло пятнадцати, в их число входили: «Ижорский завод» (броневые корпуса и башни), «Красный Октябрь» (коробки передач и карданные валы), «Красный путиловец» (ходовая часть), «Большевик» (полуфабрикаты двигателей) и Завод № 7 (котельно-жестяные изделия). Кроме того, к производству двигателей планировалось привлечь НАЗ и АМО. На ряде из них с производством столь сложных узлов возникли проблемы, в результате чего сроки поставок комплектующих затягивались, а процент брака, по докладу директора завода № 174 К. Сиркена от 26 апреля, доходил до 70-88 % по двигателям и 34-41 % по корпусам. В результате всего этого план производства танков вновь был сорван: к июлю сдан армии был лишь 241 танк в дополнение к принятым в 1931 году, а всего до конца года заводу удалось изготовить 1410 танков, из которых предъявлен к сдаче был 1361, а приняты только 1032.

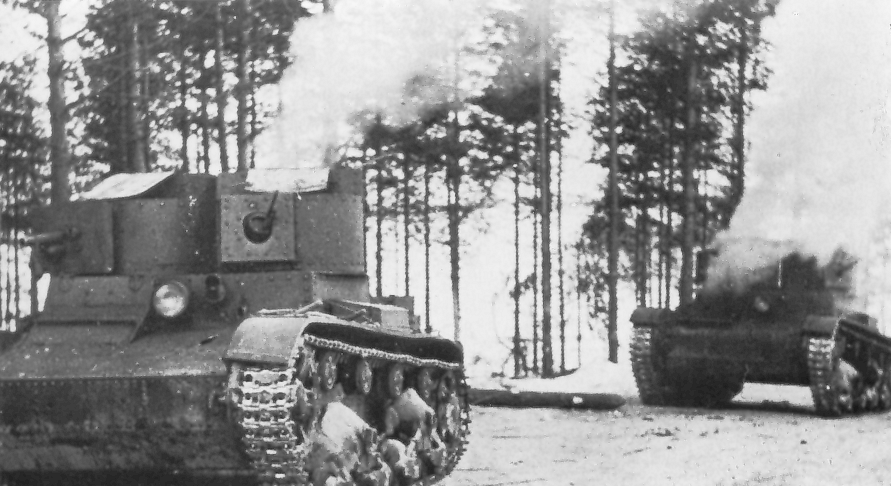
Т-26 с клёпаным корпусом и башнями и пулемётно-пушечным вооружением

Конструкция танка в ходе производства постоянно совершенствовалась. Помимо ввода новых башен, в 1931 году двигатель был отодвинут к корме, чтобы обеспечить ему лучшие условия работы, а с начала 1932 года были введены новые топливный и масляный баки, а с 1 марта того же года на Т-26 начали устанавливать короб над решёткой воздуховывода, защищавший двигатель от попадания атмосферных осадков. С. Гинзбург также предлагал в марте 1932 года перейти на наклонную лобовую деталь корпуса, что позволило бы повысить как технологичность, так и защищённость танка, но эта инициатива поддержана не была. В январе — марте 1932 года была выпущена партия из 22 машин со сварными корпусами, но из-за отсутствия производственной базы в тот период сварка распространения не получила. Тем не менее, в 1932—1933 годах постепенно начала внедряться сварка в конструкции корпусов и башен, при этом параллельно могли выпускаться корпуса как цельноклёпаной и цельносварной конструкции, так и смешанные клёпано-сварные. На корпуса, независимо от конструкции, могли устанавливаться как клёпаные или сварные, так и смешанной конструкции башни, причём на один танк порой попадали башни разных типов. С сентября 1932 года была усилена бронезащита танка заменой 13-мм бронелистов на 15-мм.

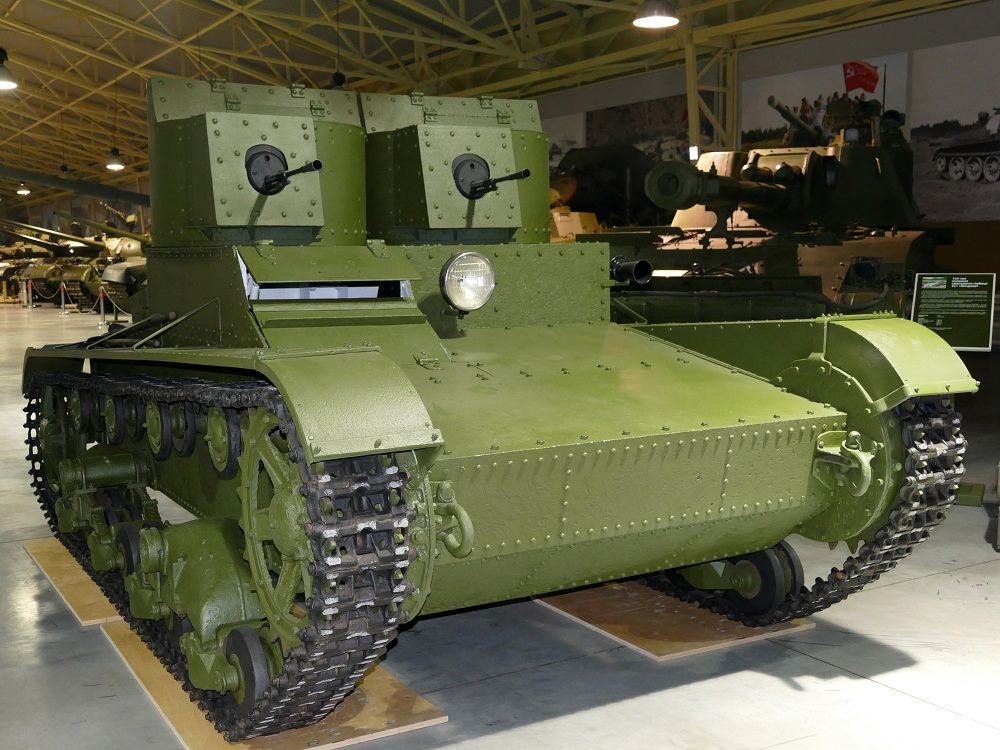
Т-26 образца 1931 года в Музее отечественной военной истории в Падиково

Параллельно выпускались два варианта танков — с пулемётным вооружением и с пулемётно-пушечным, состоявшим из пулемёта ДТ-29 в левой башне и 37-мм пушки в правой. Пулемётные танки в конце 1932 года начали выпускаться с шаровыми установками для новых пулемётов ДТУ, но поскольку последние были вскоре сняты с производства, танки этих серий оказались безоружными и на них в дальнейшем пришлось заменить лобовые листы башен на подходящие для установки старых ДТ-29. На пушечных танках устанавливались 37-мм пушка Гочкиса или её модифицированный советский вариант «Гочкис-ПС» , но выпуск этих орудий сворачивался и для вооружения Т-26 пришлось демонтировать пушки с выводившихся из боевых частей Т-18 и даже FT-17. Ещё на этапе подготовки к производству Т-26 предполагалось вооружить его более мощной 37-мм пушкой ПС-2, но опытные образцы последней так и не были доведены до работоспособного состояния. Кроме того, ПС-2 имела бо́льшие по сравнению с ПС-1 размеры казённой части и длину отката и на Т-26 предполагалось устанавливать её в средней башне от опытного в то время танка Т-35. Другой альтернативой стала пушка Б-3, полученная наложением ствола противотанковой пушки фирмы «Рейнметалл» на ложе ПС-2. Работы по ней шли более успешно, но кроме того, из-за меньших размеров Б-3 могла устанавливаться в штатной пулемётной башне. Испытания пушки в танке осенью 1931 года прошли успешно, но производство Б-3 разворачивалось намного медленней, чем ожидалось и на Т-26 они попали лишь в незначительном количестве, а с лета 1932 года все производимые орудия этого типа должны были поступать на вооружение танков БТ-2. В конце 1933 года по предложению М. Тухачевского прорабатывалась установка в одной из башен танка 76-мм безоткатной пушки конструкции Л. Курчевского, но проведённые 9 марта 1934 года испытания показали ряд недостатков такого орудия — общая недоведёность конструкции, неудобство заряжания на ходу, образование позади орудия при выстреле струи раскалённых газов, опасной для сопровождающей пехоты — в результате чего дальнейшие работы в этом направлении были прекращены.
Для лучшей организации танкового производства приказом Наркомтяжпрома от 26 октября 1932 года был образован трест специального машиностроения в составе заводов № 174, № 37, «Красный Октябрь» и ХПЗ. После ознакомления с положением дел на заводах, руководство треста обратилось к правительству СССР с предложением о снижении программы по выпуску танков. Предложение было поддержано и по утверждённому на 1933 год плану завод № 174 должен был выпустить 1700 танков, а основное внимание должно было быть направлено на повышение качества выпускаемых машин. Но эти планы были скорректированы началом выпуска однобашенного варианта Т-26 в середине 1933 года. Хотя М. Тухачевский выступал за продолжение выпуска двухбашенных пулемётных машин, как наиболее подходящих для сопровождения пехоты, и первое время оба варианта танка выпускались параллельно, однобашенный Т-26 к концу года вытеснил своего предшественника в производстве, а планы выпуска двухбашенного варианта на 1934 год были скорректированы в пользу выпуска специализированных вариантов, таких как огнемётные / химические танки. Всего в войска поступило 1626 из 1628 выпущенных двухбашенных Т-26, из которых пушечно-пулемётное вооружение имели около 450, в том числе порядка 30 машин были вооружены пушками Б-3.

### Переход к однобашенному танку
Хотя из предложенных «Виккерс-Армстронг» вариантов Mk.E для серийного производства в СССР был отобран только двухбашенный пулемётный, ещё в 1931 году С. Гинзбург добился выделения финансирования на создание «танка-истребителя» с вооружением из 37-мм пушки «большой мощности» и 7,62-мм пулемёта в спаренной установке, размещавшихся в одиночной конической башне от танка «Т-19 улучшенный». Но реально работа над однобашенным Т-26 началась лишь в 1932 году. Освоение сборки конической башни из криволинейных бронелистов представляло сложности для советской промышленности, поэтому первая башня такого типа, созданная Ижорским заводом к весне 1932 года и предназначавшаяся для танка БТ-2, имела цилиндрическую форму. Аналогичную башню предполагалось устанавливать и на вариант «танка-истребителя» Т-26. На испытаниях клёпаного и сварного вариантов башни предпочтение было отдано первому, который был рекомендован для принятия на вооружение после доработки выявленных недостатков и добавления в кормовой части ниши для установки радиостанции. Для проведения войсковых испытаний Ижорский завод должен был изготовить партию из 10 башен с 21 января 1933 года.

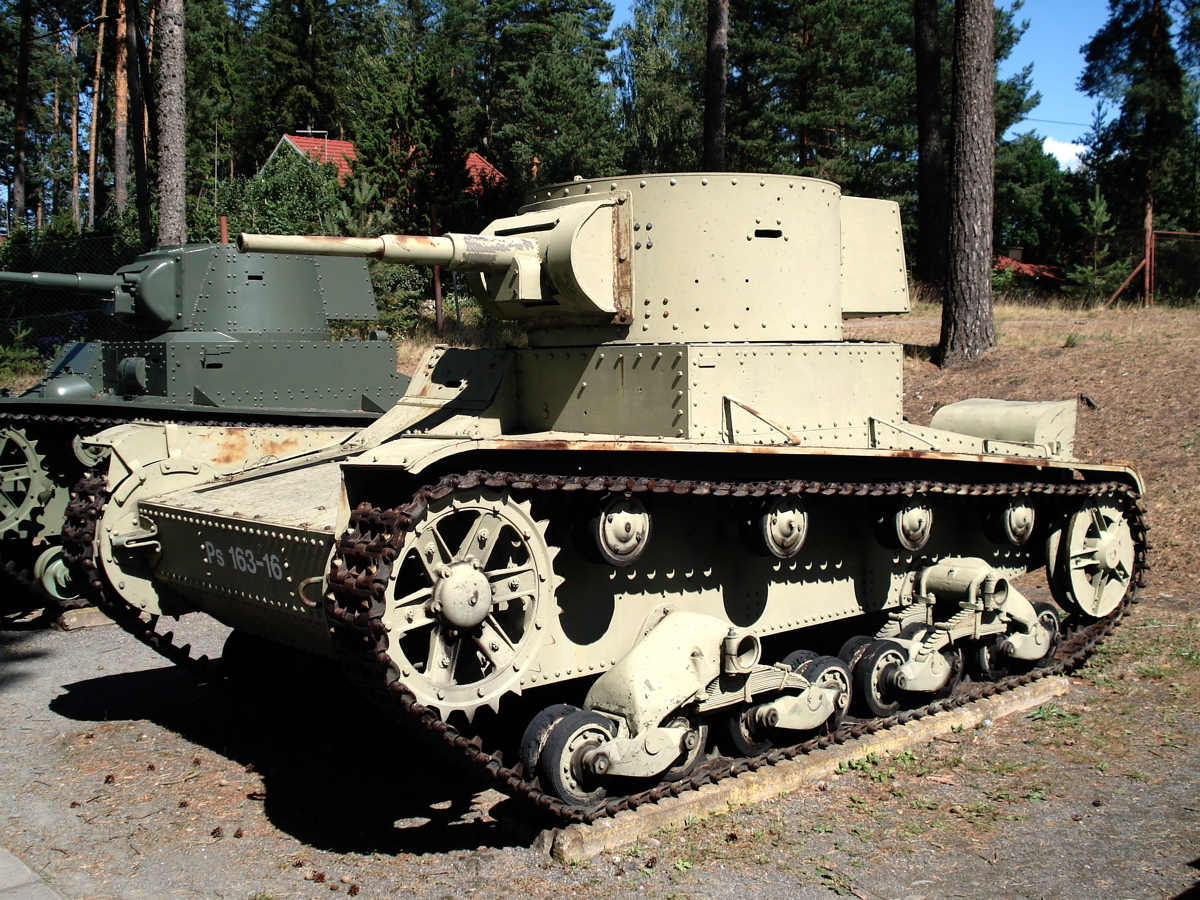
Огнемётный танк ХТ-26, переделанный финнами в пушечный с использованием ранней башни от БТ-5 с узкой нишей. Танковый музей Паролы

Пока шли работы над башней, решался также вопрос о вооружении танка. 37-мм пушка Б-3 в сентябре — октябре 1932 года прошла испытания в новой башне и была рекомендована к принятию на вооружение. Но в мае 1932 года на замену 37-мм противотанковым орудиям принята 45-мм пушка обр. 1932 г., ставшая также кандидатом на вооружение танков. По сравнению с 37-мм пушкой, 45-мм имела близкую бронепробиваемость, но намного более эффективный осколочный снаряд со значительно большим зарядом взрывчатого вещества. Это давало возможность использовать новый танк не только в роли специализированного истребителя, но и заменить им двухбашенный вариант, в роли универсального танка для поддержки пехоты. В начале 1933 года конструкторским бюро завода № 174 была разработана спаренная установка 45-мм пушки 20-К и пулемёта ДТ, в марте 1933 года успешно прошедшая заводские испытания. Основной выявленной проблемой являлись частые отказы полуавтоматики орудия, приводившие к необходимости ручного разряжания, что значительно снижало скорострельность. В феврале — марте 1933 года были проведены сравнительные испытания Б-3 и 20-К, на которых оба орудия показали сходные результаты, за исключением продолжавшихся отказов полуавтоматики у 45-мм пушки. Тем не менее, уже весной 1933 года было принято решение о принятии на вооружение однобашенного Т-26 с 45-мм пушкой. Но двухместная башня Ижорского завода была сочтена излишне тесной и в конструкторском бюро завода № 174 были разработаны несколько вариантов увеличенного объёма, из которых руководством Управления моторизации и механизации РККА была выбрана цилиндрическая уравновешенная башня клёпано-сварной конструкции, с развитой кормовой нишей овальной формы, образованной продолжением бортовых листов.
Согласно изданному в декабре 1932 года постановлению Комиссии обороны, производство однобашенного танка должно было начаться с 1601-го серийного Т-26. Никаких сложностей с переходом на однобашенный танк не ожидалось и планировалось начать его производство уже с весны 1933 года, но из-за задержек с поставками пушек и оптических прицелов к нему приступили только летом. Помимо производства Т-26 с башнями конструкции завода № 174, выпускавшимися на Ижорском и Мариупольском заводах, какое-то количество танков получило и башни первого варианта с малой кормовой нишей. По одним данным, была изготовлена единственная партия таких машин с башнями опытной партии Ижорского завода, числом не более 10—15 единиц, по другим же — некоторое, но также незначительное, количество Т-26 получили башни танкового типа из числа 230, изготовленных Мариупольским заводом для танков БТ-5. С самого начала производства однобашенного Т-26 конструкторам завода № 174 пришлось разрешать ряд проблем. Одной из них было то, что надёжной работы механической полуавтоматики пушки 20-К добиться так и не удалось — согласно докладу директора завода № 8, летом полуавтоматика давала до 30 % отказов, а в зимнее время — «сплошные отказы». Для устранения этого, специальным конструкторским бюро завода № 8 была введена новая полуавтоматика инерционного типа и изменены противооткатные механизмы. Доработанные механизмы орудия при стрельбе осколочными снарядами работали только как ¼ автоматики, обеспечивая полуавтоматическую стрельбу только бронебойными снарядами, но на испытаниях число отказов сократилось до 2 %. Серийное производство такой пушки, получившей обозначение «обр. 1932/34 гг.», началось в декабре 1933 года и вплоть до окончания производства Т-26 она без значительных изменений составляла его основное вооружение.

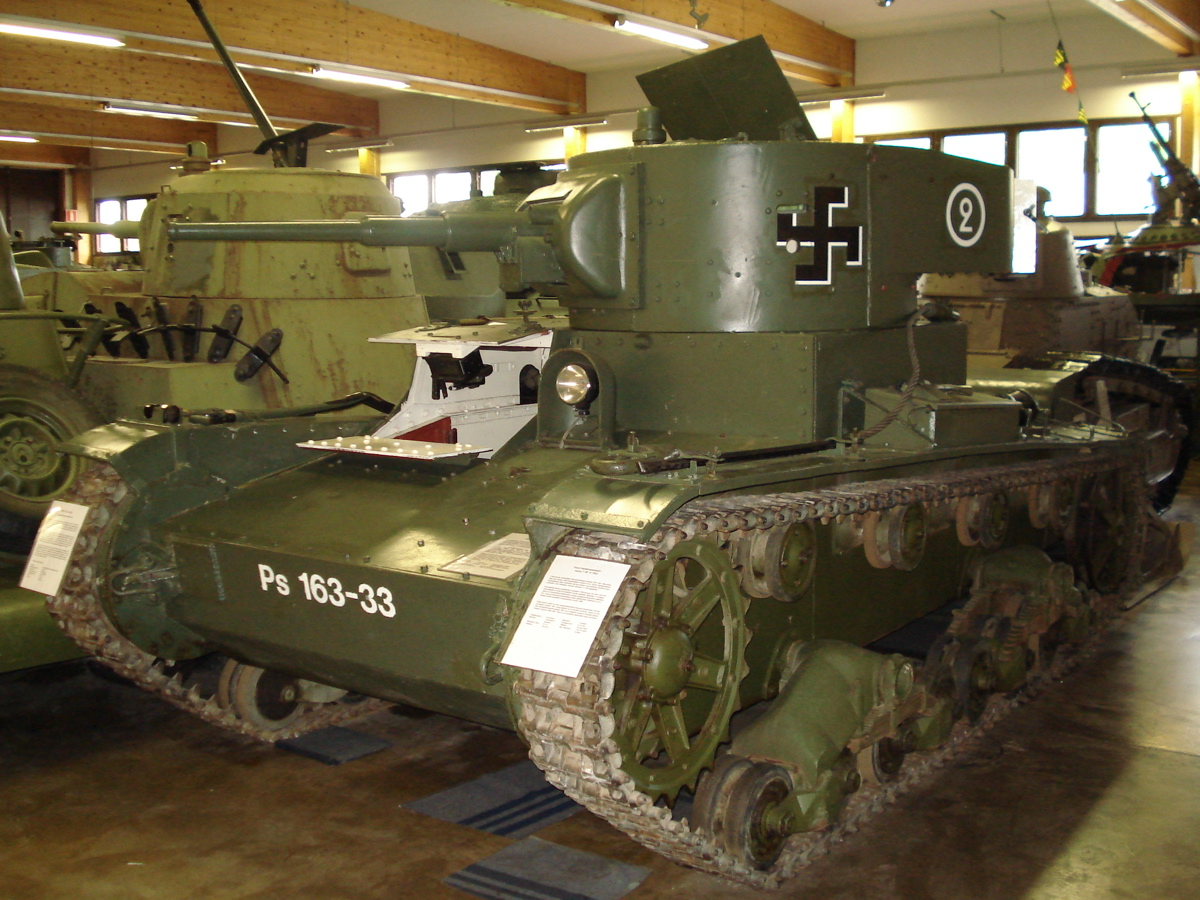
Трофейный однобашенный Т-26 со сварными корпусом и башней и штампованной маской орудия с финскими эмблемами (Танковый музей в Парола)

Другой проблемой был двигатель Т-26, мощность которого, составлявшая в то время 85-88 л. с., представлялась недостаточной из-за всё возраставшей массы танка, с переходом на однобашенную модификацию увеличившейся ещё на тонну. Осенью 1932 года фирма «Виккерс-Армстронг» предложила советской стороне свой модернизированный вариант двигателя мощностью 100 л. с., но после изучения его технического описания специалистами завода № 174 было предложено провести аналогичную модернизацию двигателя своими силами. Ожидалось, что установка нового карбюратора позволит поднять мощность двигателя до 95 л. с., однако испытания опытной партии модифицированных двигателей показали их низкую надёжность. Добиться удовлетворительной работы двигателя удалось лишь в мае 1933 года, дефорсировав его до 92 л. с. С 1933 года заводом № 174, а впоследствии Опытным заводом Спецмаштреста велась разработка для Т-26 карбюраторного двигателя воздушного охлаждения МТ-4 мощностью 200 л. с., а также двухтактному или четырёхтактному дизельному двигателю ДТ-26 мощностью 95 л. с., но производство их начато так и не было, хотя моторное отделение танка с 1934 года было несколько изменено для возможности установки дизеля.
Продолжалось и развитие танка по другим направлениям. Так как 45-мм пушка при стрельбе создавала недопустимую концентрацию углекислого газа в танке, с 1934 года был введён вентилятор в правой части крыши боевого отделения. В 1935—1936 годах был окончательно совершён переход к сварным корпусам, а трудоёмкая в изготовлении сварная маска орудия была с 1935 года заменена штампованной. Из планировавшихся мер по повышению подвижности, помимо разработки нового двигателя включавших совершенствование коробки передач и бортовых передач, удалось осуществить только увеличение запаса хода, разместив в моторном отделении дополнительный топливный бак. Был введён и ряд других изменений, направленных на снижение стоимости производства и повышение эксплуатационной надёжности. С конца 1935 года на Т-26 начала устанавливаться дополнительная шаровая установка с пулемётом ДТ-29 в кормовом листе башни, а часть пулемётов начали оборудовать оптическими прицелами вместо диоптрических. В конце 1935 года для танка была разработана шкворневая зенитная пулемётная установка всё с тем же ДТ-29, но по результатам испытаний в войсках она была сочтена неудобной и в серийное производство не пошла. Помимо этого, с 1935 года, из расчёта на каждый пятый танк, Т-26 для ведения боевых действий ночью начали оборудоваться двумя закреплёнными на маске орудия фарами-прожекторами — так называемыми «фарами боевого света».

## Серийное производство
| Модель       | Производитель                     | Заказчик | 1931 | 1932   | 1933 | 1934   | 1935 | 1936 | 1937 | 1938 | 1939    | 1940 | 1941     | Всего |
| ------------ | --------------------------------- | -------- | ---- | ------ | ---- | ------ | ---- | ---- | ---- | ---- | ------- | ---- | -------- | ----- |
| Т-26 2-х баш | З-д «Большевик»/№ 174 (Ленинград) | РККА     | 19*  | 1032** | 576  | 1      |      |      |      |      |         |      |          | 1628  |
| Т-26         | № 174 (Ленинград)                 | РККА     |      |        | 712  | 939    | 1173 | 1205 | 550  | 734  | 1263*** | 1314 | 102***** | 7992  |
| Т-26         | № 174 (Ленинград)                 | Турция   |      |        |      | 1      | 63   |      |      |      |         |      |          | 64    |
| Т-26 арт     | № 174 (Ленинград)                 | РККА     |      |        | 1    | 5      |      |      |      |      |         |      |          | 6     |
| Всего        | Всего                             | Всего    | 19   | 1032   | 1289 | 946    | 1236 | 1205 | 550  | 734  | 1263    | 1314 | 102      | 9690  |
| Т-26         | СТЗ (Сталинград)                  | РККА     |      |        |      | 29**** | 115  | 98   |      |      | 2       | 10   |          | 254   |
| Т-26         | СТЗ (Сталинград)                  | НКВМФ    |      |        |      |        |      |      |      | 9    | 45      | 22   |          | 76    |
| Всего        | Всего                             | Всего    |      |        |      | 29     | 115  | 98   |      | 9    | 47      | 32   |          | 330   |
| Итого        | Итого                             | Итого    | 19   | 1032   | 1289 | 975    | 1351 | 1303 | 550  | 743  | 1310    | 1346 | 102      | 10020 |

*из них 2 прототипа и 10 машин установочной серии.
**из них 53 танка были переделаны в ХТ-26.
***из них 2 в 1940 году были закончены как ХТ-134
****из них 6 собрано из комплектов, доставленных с завода № 174 и 23 собственного производства.
*****июль — 47 и 2 Т-26, прошедших капремонт с заменой корпуса (возможно стали Т-26-8, САУ с 37-мм зенитной пушкой 61-К); август — 55, ещё 12 танков были переделаны в СУ-Т-26.
| Год               | 1931 | 1932  | 1933  | 1934 | 1935 | 1936 | 1937 | 1938   | 1939 | 1940 | Всего |
| ----------------- | ---- | ----- | ----- | ---- | ---- | ---- | ---- | ------ | ---- | ---- | ----- |
| Т-26 2-х башенный | 17   | 1032* | 576** | 1    |      |      |      |        |      |      | 1626  |
| Т-26 линейный     |      |       | 692   | 511  | 553  | 477  |      |        | 690  | 812  | 3735  |
| Т-26 радийный     |      |       | 20    | 457  | 735  | 826  | 550  | 716    | 306  | 312  | 3922  |
| Т-26 зенитный     |      |       |       |      |      |      |      |        | 267  | 200  | 467   |
| Всего             | 17   | 1032  | 1288  | 969  | 1288 | 1303 | 550  | 716*** | 1263 | 1324 | 9750  |

*Из них 3 радийных
**Из них 7 радийных
***Не учтены 18 танков
| Модель           | Заказчик         | 1933 | 1934 | 1935 | 1936 | 1937 | 1938 | 1939 | 1940 | Всего |
| ---------------- | ---------------- | ---- | ---- | ---- | ---- | ---- | ---- | ---- | ---- | ----- |
| ХТ-26            | РККА             | 115  | 430  | 7    |      |      |      |      |      | 552   |
| ХТ-130           | РККА             |      |      |      | 10   |      | 290  | 103  |      | 403   |
| ХТ-130           | НКВМФ            |      |      |      |      |      |      | 2    |      | 2     |
| ХТ-133           | РККА             |      |      |      |      |      |      |      | 255  | 255   |
| ХТ-133           | НКВМФ            |      |      |      |      |      |      |      | 10   | 10    |
| Всего ХТ         | Всего ХТ         | 115  | 430  | 7    | 10   |      | 290  | 105  | 265  | 1222  |
| ТТ-131           | РККА             |      |      |      |      |      | 1    | 29   |      | 30    |
| ТУ-132           | РККА             |      |      |      |      |      | 29   | 1    |      | 30    |
| СТ-26            | РККА             | 1    | 44   | 20   |      |      |      | 1    |      | 66    |
| Всего спецтанков | Всего спецтанков | 1    | 44   | 20   |      |      | 30   | 31   |      | 126   |
| Итого            | Итого            | 116  | 474  | 27   | 10   |      | 320  | 136  | 265  | 1348  |

## Модернизация и снятие с производства
Во второй половине 1930-х годов Т-26 был наиболее массовым лёгким танком в СССР довоенного периода. Этот танк непосредственной поддержки пехоты (НПП) на поле боя в начале 1930-х годов был лидером в своём классе, но быстрое развитие иностранных танков и появление практически во всех армиях мира недорогих массовых противотанковых пушек изменили положение в ухудшающуюся сторону для СССР. Одним из первых известий о назревшей необходимости существенной модернизации Т-26 стал доклад в 1936 году конструктора Семёна Александровича Гинзбурга начальнику автобронетанкового управления Красной армии (АБТУ) о появлении новых иностранных танков, превосходящих Т-26 по ряду характеристик. В частности, рекомендовалось обратить внимание на французские танки «Рено» R 35 и «Форж-э-Шантье» FCM 36 и чехословацкий «Шкода» Š-IIa, в которых уже реализованы перспективные технические решения: сварка и литьё толстых броневых деталей, подвеска с высокими эксплуатационными характеристиками.
В начале 1938 года советские военные осознали, что Т-26 начал быстро устаревать, что отмечено С. А. Гинзбургом ещё за полтора года до этого. К 1938 году Т-26, всё ещё превосходя иностранные танки по вооружению, стал уступать им по остальным характеристикам. В первую очередь отмечали слабость брони и недостаточную подвижность танка в связи с малой мощностью двигателя и перегруженностью подвески. Более того, тенденции в развитии мирового танкостроения в то время таковы, что уже в ближайшем будущем Т-26 мог потерять и последнее преимущество — в вооружении, то есть к началу 1940-х годов стать окончательно устаревшим. Но сразу перейти к проектированию принципиально нового танка поддержки пехоты советское руководство не решилось, посчитав, что конструкция Т-26 ещё имеет резервы для серьёзной модернизации. Тем не менее, конструкторское бюро завода № 185 под руководством С. А. Гинзбурга получило разрешение на изготовление опытного танка с усиленными бронированием и подвеской. Под названием Т-111 такой прототип построен в апреле 1938 года, испытан и в целом получил неплохие отзывы, но по массе он перешёл в категорию средних танков, то есть первая попытка создать лёгкий танк с противоснарядным бронированием на замену Т-26 не удалась.

### Опытные модернизированные Т-26
По завершении испытаний Т-111, использовав полученный при этом опыт, в конце 1938 года С. А. Гинзбург и сотрудники его КБ начали работу над проектом танка Т-26М с усиленной подвеской по типу чехословацкого танка Š-IIa, который в то время проходил испытания в СССР (советское правительство тогда рассматривало вопрос его покупки). Однако к приемлемому для обеих сторон соглашению прийти не удалось, поэтому с санкции наркома обороны СССР в течение одной ночи стоявший в ангаре танк был тайно обследован и обмерен группой советских конструкторов. В 1939 году танк Т-26М вышел на испытания, которые подтвердили эффективность и надёжность новой подвески.
Ещё в период работы над Т-26М завод № 185 по заказу ГАБТУ приступил к разработке танка Т-26-5, рассматривавшегося как капитальная модернизация Т-26. В дополнение к подвеске типа «Шкода» в нём планировалось использовать форсированный до 130 л. с. двигатель и 20-мм цементированную броню бортов корпуса. К 1940 году этот танк был готов к испытаниям (за исключением форсированного двигателя).
Советско-финская война 1939—1940 гг. выявила необходимость в значительном усилении бронирования всех типов танков. Поэтому ГАБТУ выдвигает требование усилить бортовую броню танка до 30 мм цементированной брони или до 40 мм гомогенной. В 1940 году военное руководство издало приказ двум Ленинградским заводам — Кировскому и заводу № 174 срочно создать танк весом около 14 т, вооружённый 45-мм пушкой и защищённый противоснарядной бронёй умеренной толщины. Поначалу этот танк числился под маркой Т-126СП (СП — сопровождение пехоты).
Одновременно с этим в 1940 году ОКБ-2 завода № 174 от Главспецмаша Народного комиссариата среднего машиностроения получает задание на разработку нового танка с бронёй 40 мм, торсионной подвеской, дизельным двигателем В-3 и пулемётами ДС. Фактически с этого момента начинается проектирование нового танка Т-50. После объединения заводов № 185 и 174 проект Т-26-5 стали называть «126-1», а проект по заданию Главспецмаша — «126-2». В 1940 году «126-1» вышел на испытания, но на вооружение не принимался, поскольку создать подходящий для установки в моторный отсек Т-26 двигатель необходимой мощности не удалось. Стало очевидно, что Т-26 окончательно устарел, и попытки его модернизации не имеют серьёзных перспектив. Проектные работы были сосредоточены на новом танке. Опытные образцы его были созданы в конце 1940 года и успешно испытаны. Предпочтение отдали танку завода № 174. Несколько позднее, в апреле 1940 года было издано постановление о принятии его на вооружение Красной армии и о постановке в производство на заводе № 174 под индексом Т-50. Проект «126-2» в металле не реализовывался, и обе разработки подверглись серьёзной критике со стороны заказчика, который настаивал на унификации ряда узлов будущего танка сопровождения пехоты с танком А-32 (прототип будущего Т-34), а также на сохранении массы машин в категории лёгких танков.
C 1941 года предполагалось перевести завод на производство танка Т-50, в связи с чем производство танка Т-26 должно было быть прекращено с 1 января 1941 года. Однако с производством танка Т-50 возникли проблемы, до начала Великой Отечественной войны завод № 174 не выпустил ни одного серийного танка этого типа. Наиболее серьёзные трудности возникли с освоением дизельного двигателя В-4 (харьковский завод № 75).

## Модификации

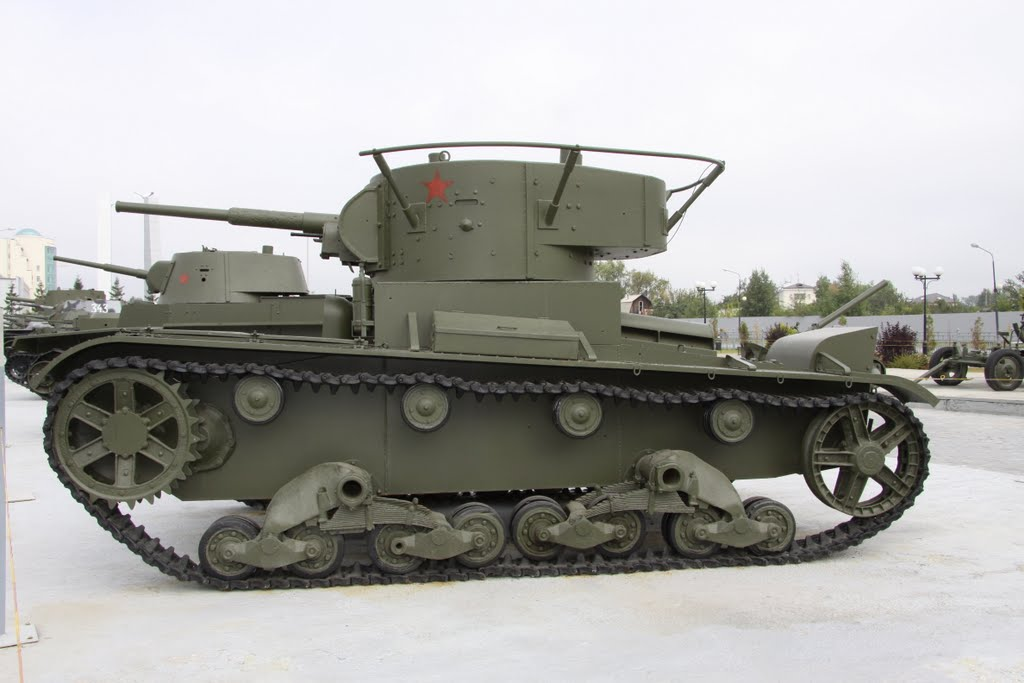
Однобашенный Т-26РТ 1933 г. с 71-ТК в музее военной техники УГМК

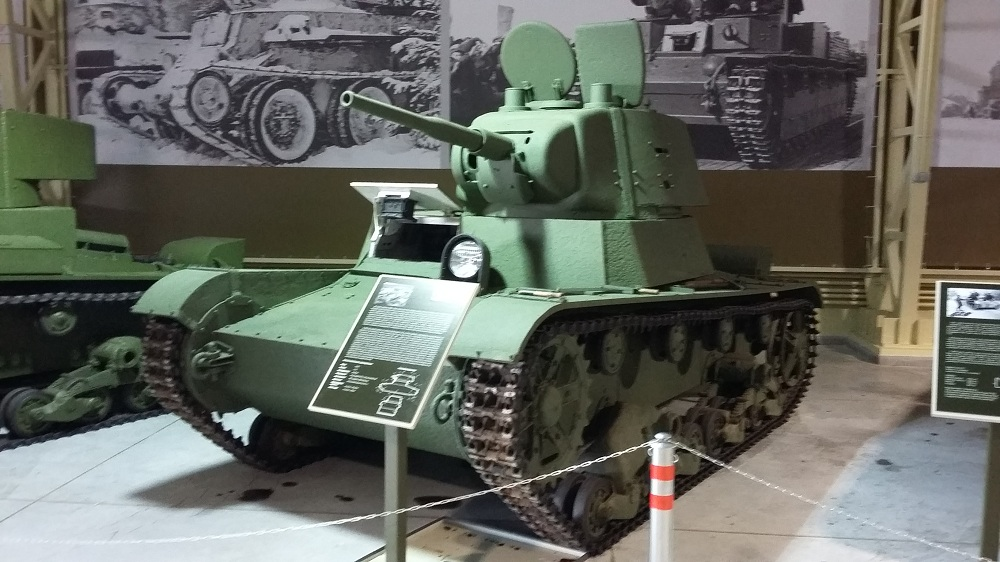
Т-26 образца 1939 г. с конической башней и сварным корпусом

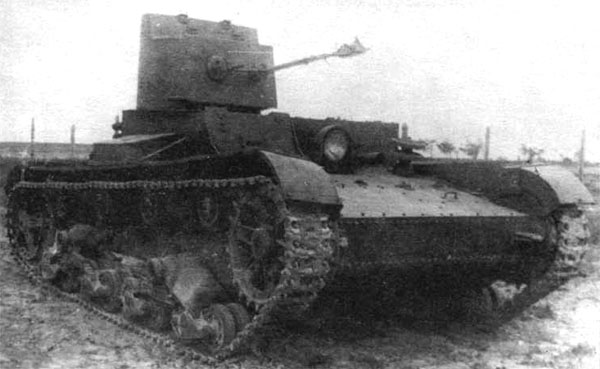
Химический танк ХТ-26

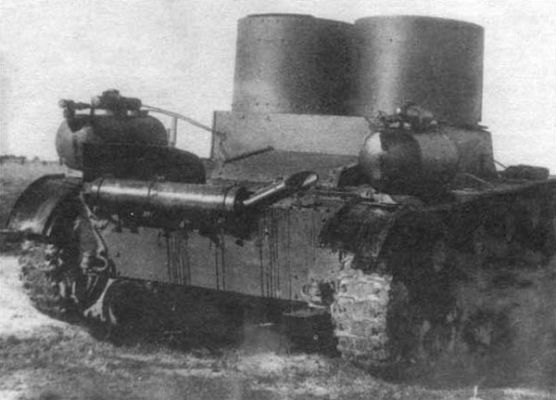
Химический ХТ-26. Двухбашенная модификация (вид сзади)

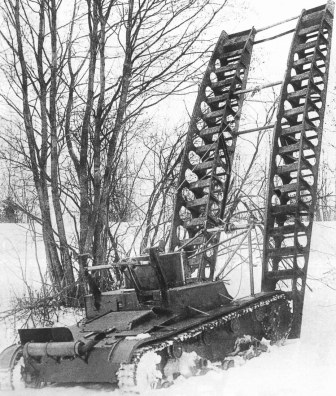
Мостоукладчик СТ-26

- Т-26 образца 1932 г. — линейный танк, двухбашенная версия с пушечно-пулемётным вооружением (37-мм пушка в одной из башен и пулемёт в другой);
- Т-26 образца 1931 г. — линейный танк, двухбашенная версия с пулемётным вооружением;
- Т-26 образца 1933 г. — линейный танк, однобашенная версия с цилиндрической башней и 45-мм пушкой. Самый массовый вариант. В 1937 году завод № 174 сдал последние 550 машин. СТЗ сдал еще 15 танков в 1938 году. Всего было выпущено около 4840 единиц, включая РТ.
- Т-26 образца 1936 г. — экспериментальная машина с зенитной автоматической 37 мм пушкой Бориса Шпитального, установленной в башне. Ввиду ненадежности пушки работы по созданию зенитного танка прекращены.
- Т-26 образца 1938 г. — линейный танк, однобашенная версия с конической башней и сварным корпусом.
- Т-26 образца 1939 г. — вариант Т-26 образца 1938 года с усиленным бронированием. Также установлена улучшенная коническая башня и подбашенная коробка с наклонными стенками. Всего танков с коническими башнями было выпущено около 3410, включая РТ.
- Т-26РТ — однобашенный танк с радиостанцией 71-ТК-1 (с 1933).
- ТУ-26/ТТ-26 — танк управления и телетанк первой серии в телемеханической группе. Оснащались аппаратурой ТОЗ-6. Строились на шасси линейных Т-26. В 1936-37 годах году переделано из двухбашенных танков 35 групп машин каждого типа.
- ТУ-132/ТТ-131 — танк управления и телетанк второй серии в телемеханической группе. Оснащались аппаратурой ТОЗ-8. ТТ-131 строились на основе ХТ-130. В 1938-39 годах сформировали 30 групп.
- Т-26A — танк артиллерийской поддержки. Установлена новая, более просторная башня Т-26-4 с короткоствольной 76-мм танковой пушкой. Произведено 6 опытных образцов.
- ХT-26 — огнемётный танк, вооружение располагалось в одной малой башне. Выпущено 552 танка и 53 переделано из серийных двухбашенных Т-26.
- ХT-130 — огнемётный танк, вариант модели 1933 года, огнемёт установлен в цилиндрической башне вместо орудия. Произведена 401 машина.
- ХT-133 — огнемётный танк, вариант модели 1938 года, огнемёт установлен в конической башне. Произведено 269 танков.
- ХT-134 — огнемётный танк, вариант модели 1939 года. Вооружение: 45-мм танковая пушка 20K образца 1932/38 гг., огнемётная установка в корпусе, 2 пулемёта ДТ, переделано из серийных Т-26 выпуска 1939 года два опытных образца.
- СT-26 — сапёрный танк (мостоукладчик) (1932—1939 гг.). Вооружение: пулемёт ДТ, выпущено 66 машин и переделано в опытные разных систем 5 танков.
- Т-26Т («трактор Т-26», «тягач Т-26») артиллерийский тягач с брезентовым верхом. С 1933 года переделано из двух башенных танков 201 машина.
- Т-26Т артиллерийский тягач с бронированным верхом. В 1936 году переделано 10 машин.
- Т-263 — легкий танк с электротрансмиссией (1935—1938 гг.). Вооружение: 45-мм танковая пушка образца 1932 года и 2 пулемёта ДТ, выпущен опытный образец.
- КТ-26 — Лёгкий колёсно-гусеничный танк.

## Тактико-технические характеристики
| ТТХ модификаций Т-26 и танка «Виккерс» Mk.E |                                   |                                   |                                   |                                   |                                   |
|                                             | Mk.E Model A                      | Т-26 обр. 1931 г.                 | Т-26 обр. 1932 г.                 | Т-26 обр. 1933 г.                 | Т-26 обр. 1939 г.                 |
| Размеры                                     |                                   |                                   |                                   |                                   |                                   |
| Боевая масса, т                             | 7,10                              | 8,00                              | 8,40                              | 9,40                              | 10,25                             |
| Длина, м                                    | 4,62                              | 4,62                              | 4,62                              | 4,62                              | 4,62                              |
| Ширина, м                                   | 2,44                              | 2,44                              | 2,44                              | 2,44                              | 2,45                              |
| Высота, м                                   | 2,08                              | 2,19                              | 2,19                              | 2,24                              | 2,33                              |
| Бронирование, мм                            |                                   |                                   |                                   |                                   |                                   |
| Лоб корпуса                                 |                                   | 13                                | 15                                | 15                                | 15                                |
| Борта и корма корпуса                       |                                   | 13                                | 15                                | 15                                | 15                                |
| Лоб башни                                   |                                   | 13                                | 15                                | 15                                | 15                                |
| Борта и корма башни                         |                                   | 13                                | 15                                | 15                                | 15                                |
| Крыша                                       |                                   | 10                                | 10                                | 10                                | 10                                |
| Днище                                       |                                   | 6                                 | 6                                 | 6                                 | 6                                 |
| Вооружение                                  |                                   |                                   |                                   |                                   |                                   |
| Пушка                                       | —                                 | —                                 | 1 × 37-мм «Гочкис» или Б-3        | 1 × 45-мм 20-К                    | 1 × 45-мм 20-К                    |
| Пулемёты                                    | 2 × 7,7-мм «Виккерс»              | 2 × 7,62-мм ДТ-29                 | 1 × 7,62-мм ДТ-29                 | 1 × 7,62-мм ДТ-29                 | 1 × 7,62-мм ДТ-29                 |
| Боекомплект, выстрелов / патронов           |                                   | 6489                              | 113 / 3087                        | 96—136 / 2898                     | 165—186 / 3528                    |
| Подвижность                                 |                                   |                                   |                                   |                                   |                                   |
| Двигатель                                   | бензиновый 4-цилиндровый 80 л. с. | бензиновый 4-цилиндровый 90 л. с. | бензиновый 4-цилиндровый 90 л. с. | бензиновый 4-цилиндровый 90 л. с. | бензиновый 4-цилиндровый 95 л. с. |
| Удельная мощность, л. с./т                  | 11,26                             | 11,25                             | 10,71                             | 9,57                              | 9,27                              |
| Максимальная скорость по шоссе, км/ч        | 35,2                              | 31,3                              | 31,3                              | 31,3                              | 30                                |
| Средняя скорость по просёлку, км/ч          | н/д                               | 15                                | 15                                | 15                                | 18                                |
| Запас хода по шоссе, км                     | н/д                               | 130—140                           | 130—140                           | 130—140                           | 200—225                           |
| Запас хода по просёлку, км                  | н/д                               | 70—80                             | 70—80                             | 70—80                             | 150—170                           |
| Удельное давление на грунт, кг/см²          | н/д                               | 0,57                              | 0,60                              | 0,65                              | 0,71                              |
| Преодолеваемый ров, м                       | н/д                               | 2,0                               | 2,0                               | 2,0                               | 2,0—2,65                          |
| Преодолеваемая стенка, м                    | н/д                               | 0,75                              | 0,75                              | 0,75                              | 0,75                              |
| Преодолеваемый брод, м                      | н/д                               | 0,8                               | 0,8                               | 0,8                               | 0,8                               |

## Конструкция
Т-26 имел компоновку с размещением моторного отделения в кормовой, трансмиссионного — в лобовой и совмещённого боевого отделения и отделения управления — в средней части танка. Т-26 обр. 1931 г. и обр. 1932 г. имели двухбашенную компоновку, Т-26 обр. 1933 г. и последующие модификации — однобашенную. Экипаж танка состоял из трёх человек: на двухбашенных — механика-водителя, стрелка левой башни и командира танка, выполнявшего также функции стрелка правой башни; на однобашенных — механика-водителя, наводчика и командира, выполнявшего также функции заряжающего.

### Вооружение

#### Двухбашенные модификации

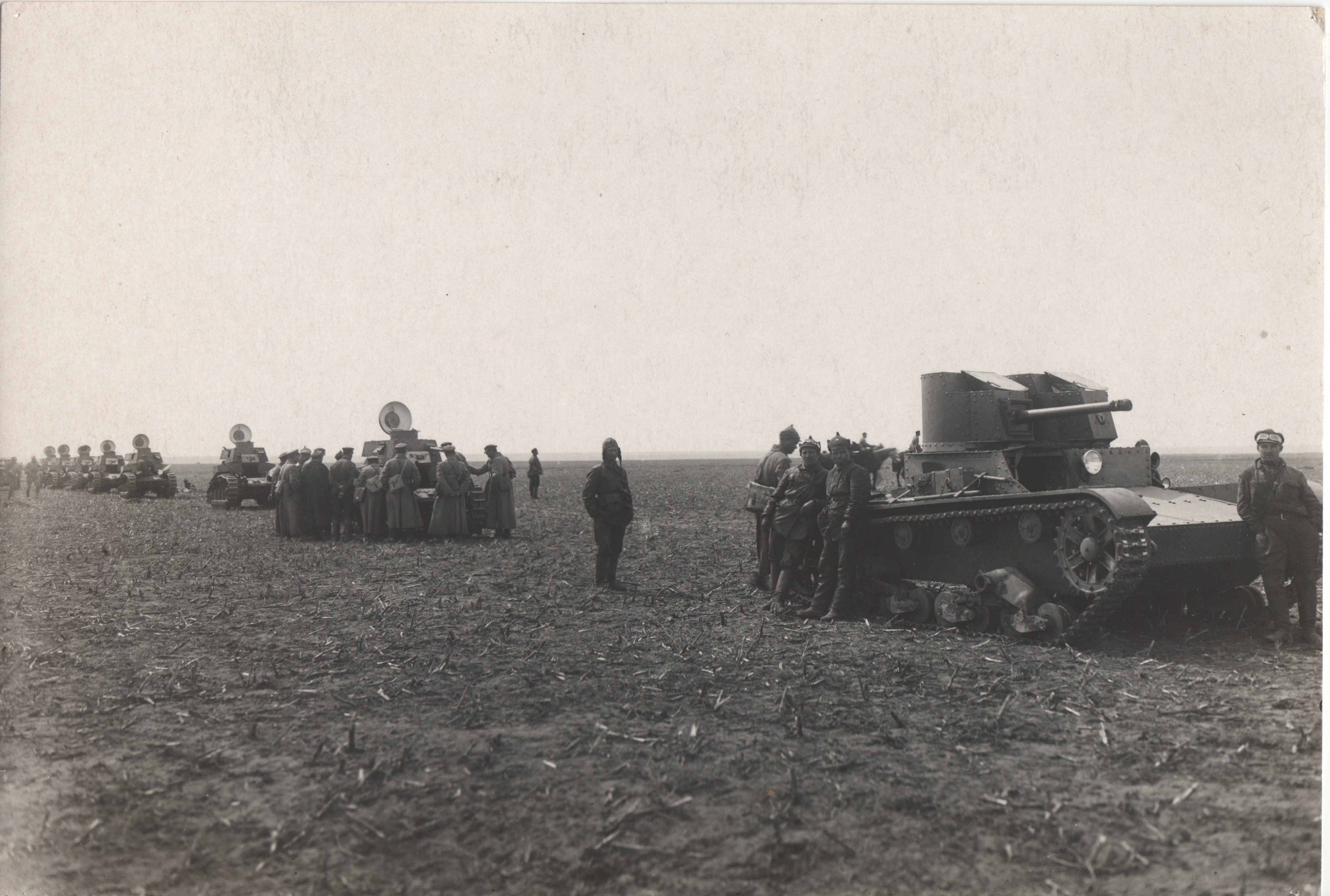
Двухбашенный пушечно-пулемётный Т-26 на учениях 51-й Перекопской дивизии под Одессой, 1932 год. На заднем плане колонна танков МС-1

Изначально танк предполагался с пушечно-пулемётным вооружением. В правой башне должна была ставиться 37-мм танковая пушка образца 1930 года (Б-3). Однако, ввиду проблем с производством орудий, в прототипы установили опытные пушки ПС-2. Завод № 8 не справился с программой выпуска пушек Б-3 и смог сдать первые два серийных орудия только в 1932 году. Фактически танки оказались без вооружения. Поэтому, уже 8 февраля 1932 года был отдан приказ начальника НТК УММ КА Г. Г. Бокиса, в котором требовалось: до особого распоряжения выпускать танки с чисто пулемётным вооружением. Вооружение составляли два 7,62-мм пулемёта ДТ-29, размещавшиеся в шаровых установках в лобовой части башен. Наведение пулемётов осуществлялось при помощи диоптрических прицелов. ДТ-29 имел дальность эффективной стрельбы в 600—800 м и максимальную прицельную дальность в 1000 м. Питание пулемёта осуществлялось из дисковых магазинов ёмкостью в 63 патрона, темп стрельбы составлял 600, а боевая скорострельность — 100 выстрелов в минуту. Для стрельбы применялись патроны с тяжёлой, бронебойной, трассирующей, бронебойно-трассирующей и пристрелочной пулями. Как и на других советских танках, установка пулемётов была быстросъёмной для обеспечения использования их экипажем вне танка, для чего пулемёты комплектовались сошками. Боекомплект пулемётов составлял 6489 патронов в 103 магазинах.
Ввиду отсутствия штатных пушек Б-3, было принято решение использовать в качестве замены 37-мм пушку «Гочкис». Согласно первоначальному варианту она так же ставилась в правой башне. Из примерно 450 танков, получивших пушечное вооружение, подавляющее большинство имело именно эти орудия и лишь на малой части, порядка 30 машин, в 1933 году установили Б-3. Пушка «Гочкис» имела ствол-моноблок длиной 22,7 калибра / 840 мм, вертикальный клиновой затвор, гидравлический откатник и пружинный накатник. Для наведения орудия использовался телескопический оптический прицел производства ММЗ, имевший увеличение 2,45× и поле зрения в 14°20′. Скорострельность пушки «Гочкис» составляла до 15 выстрелов в минуту. Пушка размещалась в лобовой части башни на горизонтальных цапфах и в вертикальной плоскости, в пределах от −8 до +30°, наводилась качанием при помощи плечевого упора. Наведение пушки в горизонтальной плоскости осуществлялось поворотом башни. Пушечно-пулемётное вооружение получили около 450 танков.
| Боеприпасы пушки «Гочкис»   |                    |                    |                   |             |                       |                        |
| Тип снаряда                 | Длина выстрела, мм | Масса выстрела, кг | Масса снаряда, кг | Масса ВВ, г | Дульная скорость, м/с | Дальность табличная, м |
| чугунное ядро Гочкиса       | 162                | 0,71               | 0,50              | —           | 440                   | н/д                    |
| стальная осколочная граната | 165                | 0,71               | 0,50              | 40          | 440                   | н/д                    |
| чугунная осколочная граната | 167                | 0,72               | 0,51              | н/д         | 440                   | н/д                    |
| картечь                     | 205                | н/д                | н/д               | 75 пуль     | н/д                   | н/д                    |
| картечь, короткая           | 162                | 0,65               | 0,51              | 50 пуль     | н/д                   | н/д                    |

#### Однобашенные модификации

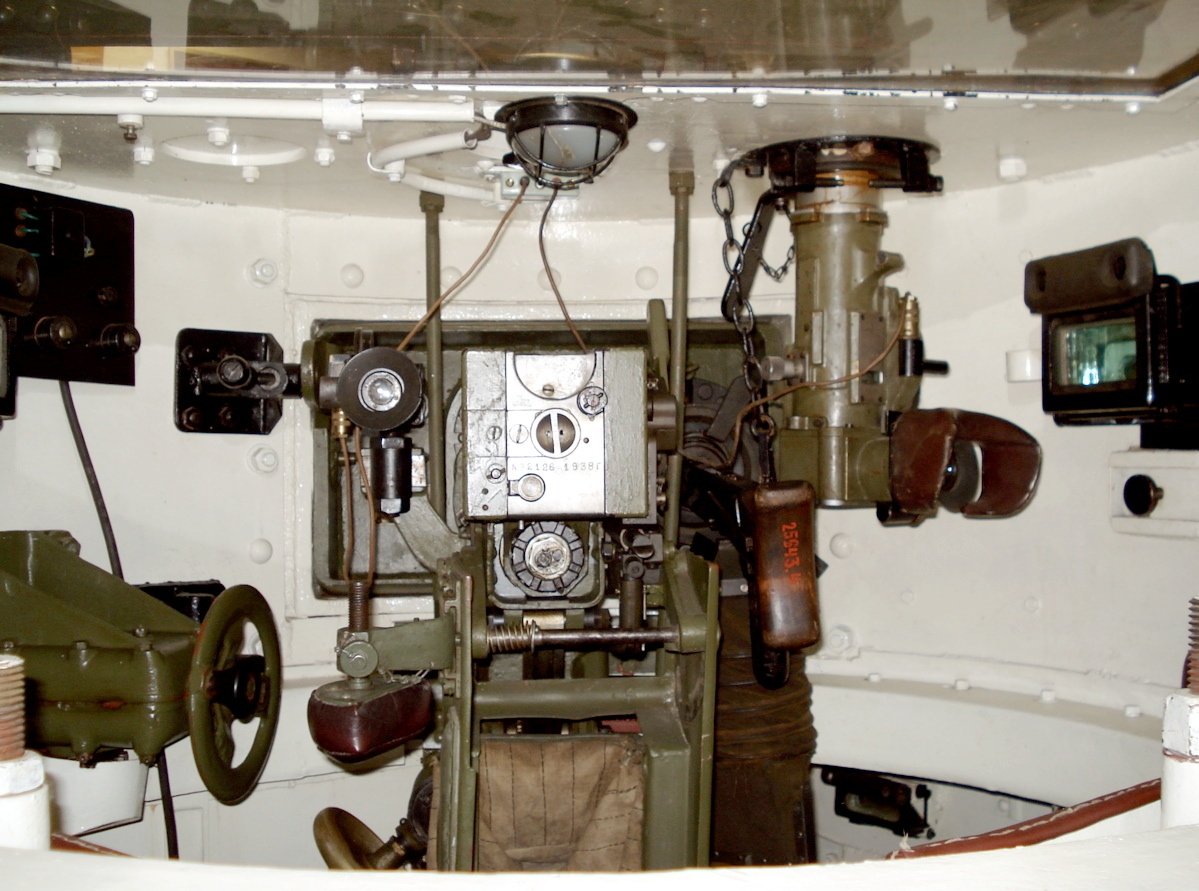
Башня Т-26 1933 г. Видны казённик 45-мм пушки и её механизмы наводки, спаренный с пушкой ДТ-29. Слева от орудия прицел ТОП, прицела ПТ-1 нет

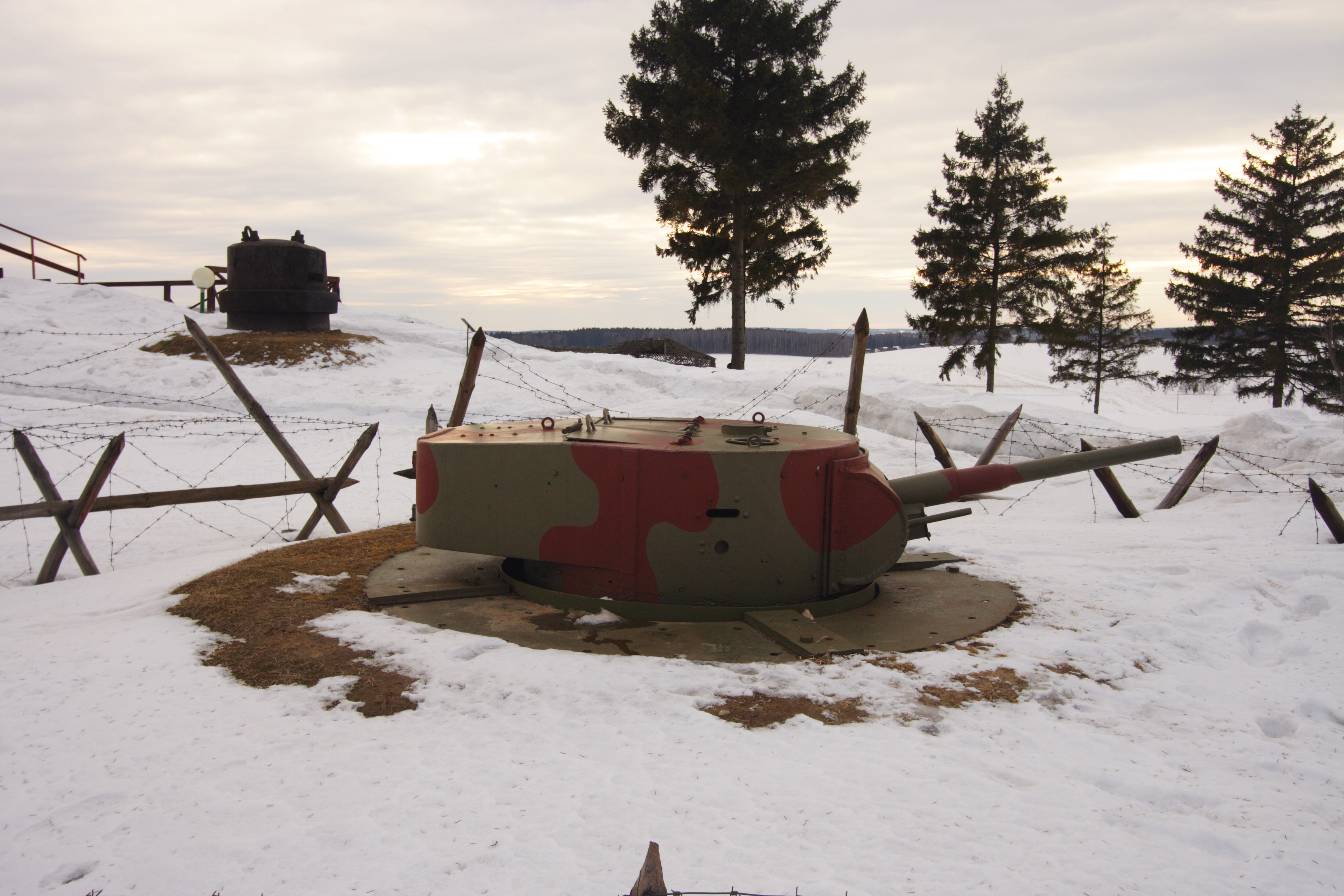
Башня 1933 г. в качестве огневой точки минского УРа, ИКК «Линия Сталина»

Основное вооружение однобашенных модификаций составляла 45-мм нарезная полуавтоматическая пушка 20-К обр. 1932 г., а с 1934 года — её модифицированный вариант обр. 1932/34 гг. Пушка имела ствол со свободной трубой, скреплённой кожухом, длиной 46 калибров / 2070 мм, вертикальный клиновой затвор с полуавтоматикой механического типа на орудии обр. 1932 г. и инерционного типа на обр. 1932/34 гг. Противооткатные устройства состояли из гидравлического тормоза отката и пружинного накатника, нормальная длина отката составляла 275 мм для пушки обр. 1932 г. и 245 мм для обр. 1932/34 гг. Полуавтоматика орудия обр. 1932/34 гг. работала лишь при стрельбе бронебойными снарядами, тогда как при стрельбе осколочными, из-за меньшей длины отката, она работала как ¼ автоматики, обеспечивая только автоматическое закрытие затвора при вкладывании в него патрона, тогда как открытие затвора и экстракция гильзы осуществлялись вручную. Практическая скорострельность орудия составляла 7-12 выстрелов в минуту.
Пушка размещалась в спаренной с пулемётом установке, на цапфах в лобовой части башни. Наведение в горизонтальной плоскости осуществлялось поворотом башни при помощи винтового поворотного механизма. Механизм имел две передачи, скорость вращения башни на которых за один оборот маховика наводчика составляла 2 или 4°. Наведение в вертикальной плоскости, с максимальными углами от −6 до +22°, осуществлялось при помощи секторного механизма. Наведение спаренной установки осуществлялось при помощи панорамного перископического оптического прицела ПТ-1 обр. 1932 г. и телескопического оптического прицела ТОП, образца 1930 г. ПТ-1 имел увеличение 2,5× и поле зрения 26°, а его прицельная сетка была рассчитана на ведение огня на дальность до 3,6 км бронебойными снарядами, 2,7 км — осколочными и до 1,6 км — из спаренного пулемёта. Для стрельбы ночью и в условиях пониженной освещённости прицел снабжался подсветкой шкал и перекрестья прицела. ТОП имел увеличение 2,5×, поле зрения 15°, и прицельную сетку, рассчитанную на ведение огня на дальность до, соответственно, 6,4, 3 и 1 км. С 1938 года на части танков устанавливался телескопический прицел ТОП-1 (ТОС-1), стабилизированный в вертикальной плоскости, с аналогичными ТОП оптическими характеристиками. Прицел снабжался коллиматорным устройством, при колебаниях пушки в вертикальной плоскости автоматически производивший выстрел при совпадении положения орудия с линией прицеливания. Пушка обр. 1934 г., приспособленная для использования со стабилизированным прицелом, обозначалась как обр. 1938 г. Из-за сложности использования и обучения наводчиков, к началу Великой Отечественной войны стабилизированный прицел был снят с вооружения.
| Боеприпасы пушки 20-К |                                                            |               |                    |                    |                    |                          |                         |                       |                                                |                            |
| Марка выстрела        | Тип снаряда                                                | Марка снаряда | Длина выстрела, мм | Масса выстрела, кг | Масса снаряда, кг  | Масса ВВ, г              | Марка взрывателя        | Дульная скорость, м/с | Дальность прямого выстрела по цели высотой 2 м | Год принятия на вооружение |
| Бронебойные снаряды   |                                                            |               |                    |                    |                    |                          |                         |                       |                                                |                            |
| УБР-243               | бронебойный тупоголовый, трассирующий                      | БР-240        | 453                | 2,45               | 1,43               | 18,5 (тротил)            | МД-2 или МД-5           | 760                   |                                                |                            |
| УБРЗ-243              | бронебойно-зажигательный тупоголовый, трассирующий         | БРЗ-240       | 453                | 2,45               | 1,43               | 12,5 + 13                | МД-2 или МД-5           | 760                   |                                                |                            |
| УБР-243СП             | бронебойный сплошной, трассирующий                         | БР-240СП      | 453                | 2,45               | 1,43               | —                        | —                       | 760                   |                                                |                            |
| УБР-243П              | бронебойный подкалиберный «катушечного» типа, трассирующий | БР-240П       | н/д                | 1,84               | 0,85               | —                        | —                       | 985                   |                                                | 1942                       |
| Осколочные снаряды    |                                                            |               |                    |                    |                    |                          |                         |                       |                                                |                            |
| УО-243                | осколочный стальной                                        | О-240         | 456                | 2,91               | 1,98 / 2,14 / 2,45 | 118 / 118 / 135 (А-IX-2) | КТ-1 или КТМ-1 или М-50 | 343                   |                                                | 1934                       |
| УО-243А               | осколочный сталистого чугуна                               | О-240А        | 456                | 2,91               | 1,98 / 2,14 / 2,45 | 118 / 118 / 135 (А-IX-2) | КТ-1 или КТМ-1 или М-50 | 343                   |                                                |                            |
| Картечь               |                                                            |               |                    |                    |                    |                          |                         |                       |                                                |                            |
| УЩ-243                | картечь                                                    | Щ-240         | н/д                | 2,36               | 1,62               | 137 стальных пуль        | —                       | 343                   |                                                |                            |

### Средства наблюдения и связи
Средства наблюдения на Т-26 первой партии были рудиментарны и у механика-водителя ограничивались смотровым лючком, а у командира и стрелка — прицелами пулемётов. Лишь с осени 1931 года были введены открытая смотровая щель в крышке люка механика-водителя и башни увеличенной высоты, в верхней части которых имелось по смотровому лючку, в крышке которого находились две смотровые щели.
Базовым средством внешней связи на Т-26 служила флажковая сигнализация и все двухбашенные танки располагали только ей. На части выпускаемых однобашенных танков, получавших обозначение Т-26РТ, с осени 1933 года устанавливалась радиостанция модели 71-ТК-1. Доля РТ-26 определялась лишь объёмом поставок радиостанций, которыми в первую очередь оснащались машины командиров подразделений, а также часть линейных танков. С 1934 года был принят на вооружение модернизированный вариант 71-ТК-2, а с 1935 — 71-ТК-3. 71-ТК-3 представляла собой специальную танковую коротковолновую симплексную телефонно-телеграфную радиостанцию и имела рабочий диапазон 4—5,625 МГц, состоявший из 65 фиксированных частот, разнесённых через 25 кГц. Максимальная дальность связи в телефонном режиме составляла 15—18 км в движении и 25—30 км с места, в телеграфном — до 40 км; при наличии помех от одновременной работы множества радиостанций, дальность связи могла снижаться вдвое. Радиостанция имела массу 60 кг и занимаемый объём около 60 дм³. Для внутренней связи между командиром танка и механиком-водителем на танках ранних выпусков использовалась переговорная труба, позднее заменённая светосигнальным устройством. На оснащённых радиостанцией танках с 1937 года устанавливалось танковое переговорное устройство ТПУ-3 на всех членов экипажа.

### Двигатель и трансмиссия
На Т-26 устанавливался рядный 4-цилиндровый четырёхтактный карбюраторный двигатель воздушного охлаждения, представлявший собой копию британского «Армстронг-Сидли Пума». Двигатель имел рабочий объём 6600 см³ и развивал максимальную мощность в 91 л. с. / 66,9 кВт при 2100 об/мин и максимальный крутящий момент в 35 кг·м / 343 Н·м при 1700 об/мин. В 1937—1938 годах на танк устанавливался форсированный вариант двигателя. По одним данным, его мощность составляла 95 л. с., по другим же — могла колебаться от 93 до 96 л. с. даже по паспортным данным. Топливом для форсированного двигателя служил бензин 1-го сорта, так называемый грозненский. Удельный расход топлива составлял 285 г/л. с.·ч.
Двигатель располагался в моторном отделении вдоль продольной оси танка, особенностью его конфигурации являлось горизонтальное расположение цилиндров. Справа от двигателя в моторном отделении размещался топливный бак ёмкостью 182 литра, а система охлаждения, включавшая один центробежный вентилятор, размещалась в кожухе над двигателем. С середины 1932 года вместо одного топливного бака на танк стали устанавливаться два, ёмкостью 110 и 180 литров.
В состав трансмиссии Т-26 входили:
- Однодисковый главный фрикцион сухого трения (сталь по феродо), смонтированный на двигателе.
- Карданный вал, проходивший через боевое отделение.
- Пятиступенчатая (5+1) механическая трёхходовая коробка передач, размещённая в отделении управления слева от механика-водителя.
- Механизм поворота, состоявший из двух многодисковых бортовых фрикционов беспружинного типа и ленточных тормозов с накладками феродо.
- Одноступенчатые бортовые передачи.

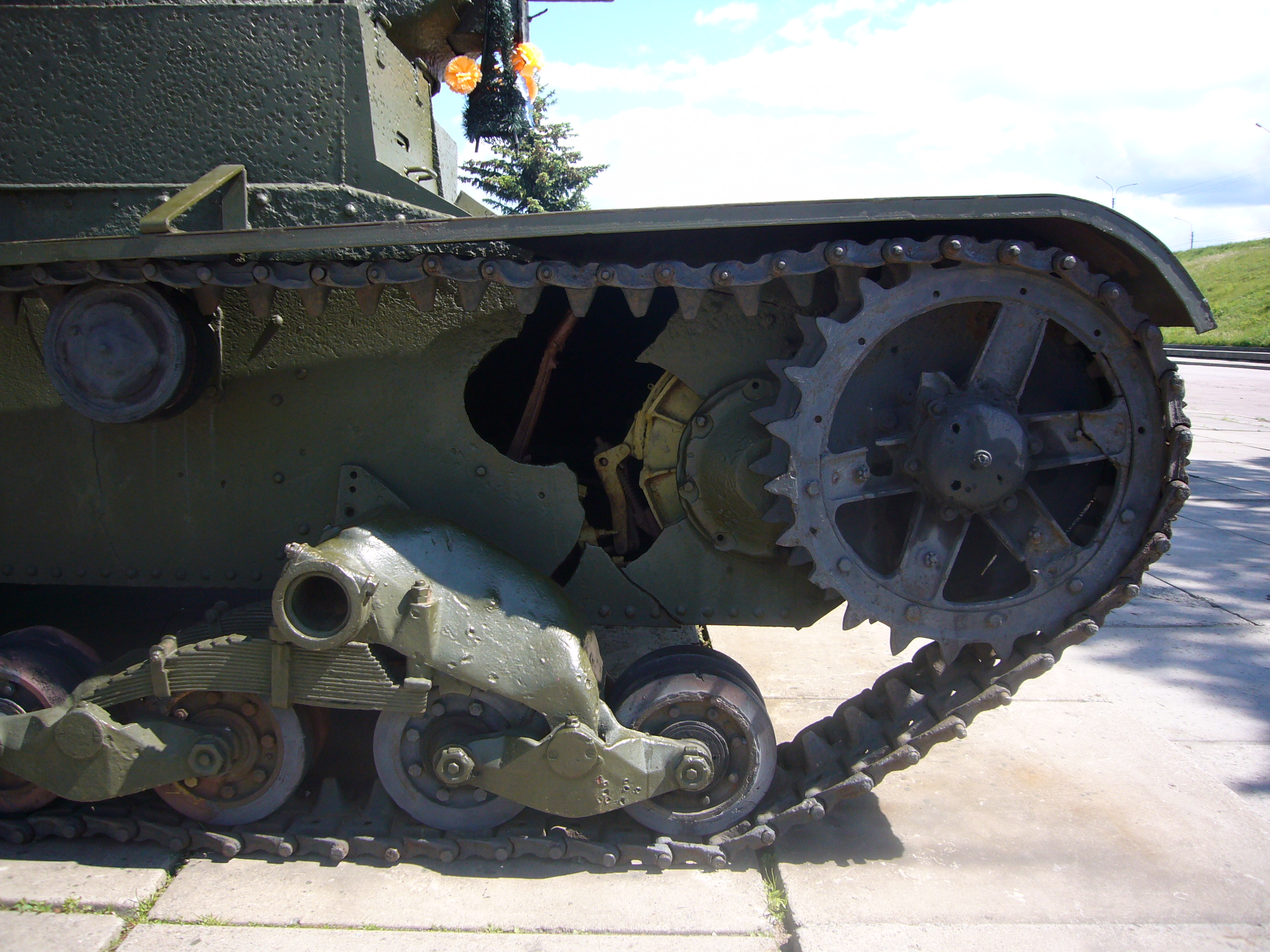
Передняя тележка и ведущая звёздочка подбитого Т-26

### Ходовая часть
Ходовая часть Т-26 применительно к одному борту состояла из восьми сдвоенных обрезиненных опорных катков диаметром 300 мм, четырёх сдвоенных обрезиненных поддерживающих катка диаметром 254 мм, ленивца и ведущего колеса переднего расположения. Подвеска опорных катков — сблокированная во взаимозаменяемых тележках по четыре, на листовых рессорах. Каждая тележка состояла из двух коромысел с двумя катками, одно из которых шарнирно соединялось с литым балансиром, в свою очередь шарнирно закреплённом на корпусе танка, а другое крепилось на двух параллельных четвертьэллиптических рессорах, жёстко соединённых с балансиром. Единственным изменением подвески за время серийного производства танка было её усиление в 1939 году за счёт замены трёхлистовых рессор пятилистовыми, в связи с возросшей массой танка. Гусеницы Т-26 — шириной 260 мм, с открытым металлическим шарниром, одногребневые, цевочного зацепления, изготавливавшиеся литьём из хромоникелевой или марганцовистой стали.

## Машины на базе Т-26

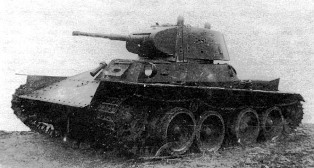
Легкий танк Т-25 (или по заводскому индексу СТЗ-24) сталинградского тракторного завода. Танк имел подвеску Типа Кристи предназначенную для работы в колёсно-гусеничном режиме

### Самоходные артиллерийские установки
После принятия на вооружение Т-26, на его базу были перенесены более ранние работы по созданию самоходных артиллерийских установок (САУ), проводившиеся на базе Т-18 и Т-19. В соответствии с постановлением Реввоенсовета СССР 1931 года по опытной системе вооружения, предусматривалась разработка на базе Т-26 САУ для механизированных соединений:
- 76,2-мм САУ сопровождения, предназначавшейся для артиллерийской подготовки и поддержки танков и в качестве противотанкового средства;
- 45-мм противотанковой САУ для противотанковой обороны и поддержки танков;
- 37-мм зенитной автоматической САУ для обеспечения противовоздушной обороны механизированных частей на марше;

СУ-1 была разработана конструкторским бюро завода «Большевик» по выданному весной 1931 года заданию на установку полковой пушки на шасси Т-26. САУ была вооружена 76,2-мм полковой пушкой обр. 1927 г., размещённой на тумбовой установке в полностью закрытой броневой рубке над боевым отделением, по уровню защиты соответствовавшей базовому танку. Экипаж САУ состоял из трёх человек. Единственный прототип СУ-1 был изготовлен в октябре 1931 года и в ноябре того же года прошёл испытания. По результатам испытаний была отмечена принципиальная работоспособность конструкции и даже некоторое улучшение меткости пушки по сравнению с буксируемым вариантом, но были отмечены и серьёзные недостатки — неудобство работы экипажа в тесном боевом отделении, отсутствие боеукладок и оборонительного вооружения. По решению УММ и ГАУ, после доработки конструкции СУ-1 должна была быть выпущена серией в 100 единиц, но в мае 1932 года работы над ней были прекращены в пользу артиллерийского танка Т-26-4.
Более активные работы по самоходной артиллерии были развёрнуты после принятия СТО 22 марта 1934 года постановления о перевооружении РККА современной артиллерийской техникой.

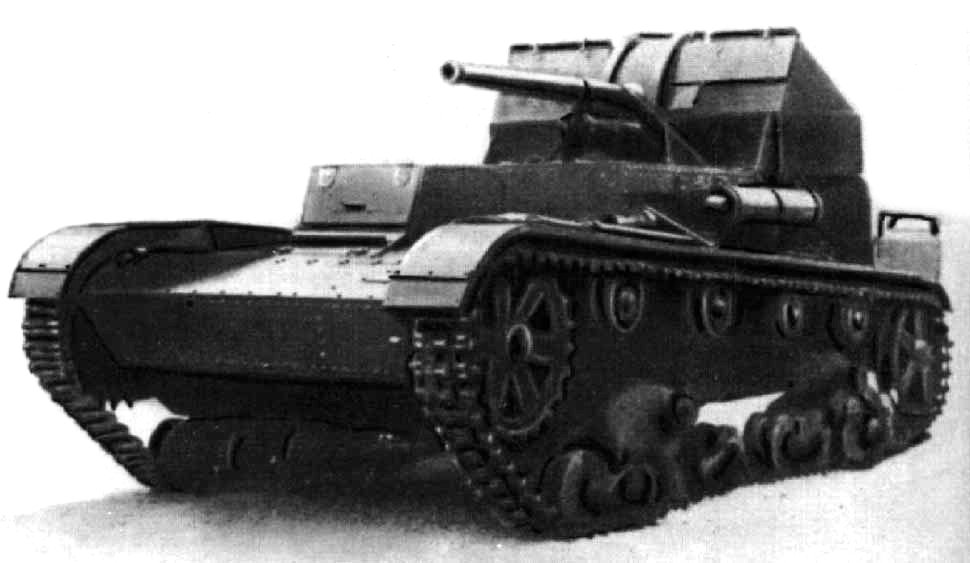
САУ СУ-5-1

СУ-5, так называемый «малый триплекс» — семейство САУ, разработанное в 1934 году конструкторским бюро Опытного завода Спецмаштреста. Все машины семейства располагались на перекомпонованном шасси Т-26, отличавшимся перенесением моторного отделения в среднюю часть корпуса, слева от отделения управления, и размещением в кормовой части корпуса полуоткрытого боевого отделения, защищённого бронёй лишь спереди. Толщина бронирования по сравнению с базовым танком была уменьшена — корпус собирался из листов толщиной 6 и 8 мм, и лишь защита боевого отделения имела толщину 15 мм. Экипаж САУ состоял из механика-водителя и четырёх человек орудийного расчёта. Все варианты САУ различались лишь типом орудия и связанных с ним механизмов. СУ-5-1 была вооружена 76,2-мм пушкой обр. 1902/30 гг., СУ-5-2 несла 122-мм гаубицу обр. 1910/30 гг., а СУ-5-3 вооружалась 152-мм мортирой обр. 1931 г. (НМ). Из-за отсутствия в САУ места для размещения необходимого боекомплекта предусматривалось использование бронированного подвозчика боеприпасов, также на базе Т-26.
Опытные образцы каждой из САУ были закончены к осени 1934 года и в 1935 году прошли заводские испытания, сопровождавшиеся интенсивной доработкой конструкции. Все три варианта СУ-5 были приняты на вооружение, но из них только СУ-5-2 поступила в серийное производство — от СУ-5-1 отказались в пользу АТ-1, а вооружение СУ-5-3 оказалось слишком мощным для шасси Т-26. По одним данным, всего было изготовлено 6 СУ-5-1 и 3 СУ-5-3, по другим же — только по одному образцу каждой из них. СУ-5-2 же, помимо прототипа, была в 1936 году выпущена опытной серией из 30 экземпляров. Предполагалось по результатам её войсковых испытаний доработать конструкцию и начать крупносерийный выпуск, но в 1937 году все работы по программе СУ-5 были свёрнуты. Четыре СУ-5-2 применялись РККА в боях у озера Хасан в 1938 году, а к началу Великой Отечественной войны в войсках имелось 28 САУ этого типа, которые были потеряны в первую же неделю боёв.

ЗСУ СУ-6

СУ-6 — зенитная самоходная установка на базе Т-26, также разработанная КБ Опытного завода в 1934 году. Вооружение СУ-6 составляла 76-мм полуавтоматическая зенитная пушка обр. 1931 г. (3-К), размещавшаяся на тумбовой установке в средней части танка, в полуоткрытом боевом отделении, на марше защищавшемся откидными бортами. Для самообороны ЗСУ оснащалась двумя пулемётами ДТ-29 в лобовом и кормовом откидных листах. По сравнению с базовым танком, корпус САУ, собиравшийся из бронелистов толщиной 6—8 мм, был увеличен, между тележками подвески добавлен дополнительный каток с индивидуальной пружинной подвеской, а в состав всей подвески введена гидравлическая система её блокировки при стрельбе. В 1935 году опытный образец СУ-6 был изготовлен и прошёл испытания, в ходе которых были отмечены многочисленные поломки и перегруженность установки, а также недостаточная устойчивость при стрельбе. В результате, на вооружение СУ-6 принята не была, но в октябре — декабре 1936 года она испытывалась с 37-мм автоматической пушкой конструкции Б. Шпитального. В начале 1937 года сдали 4 образца СУ-6 (Ижорский завод при этом сдал 6 корпусов).

### Бронетранспортёры

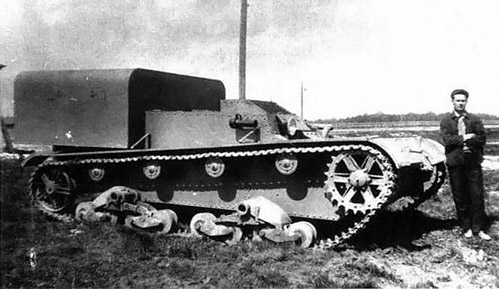
ТП-26

Было создано несколько БТР на базе Т-26, которые участвовали в боях.
- ТР-4 — бронетранспортёр.
- ТР-26 — бронетранспортёр.
- ТР-4-1 — транспортёр боеприпасов.
- ТВ-26 — транспортёр боеприпасов.
- Тц-26 — транспортёр горючего.
- Т-26ц — транспортёр горючего.

### Инженерные машины
СT-26 — сапёрный танк (мостоукладчик) (1933—1935 гг.). Вооружение: пулемёт ДТ. Производился с 1933 по 1935 год. Всего собрано 65 машин (1933 — 1, 1934 — 44, 1935 — 20). Кроме того в мостоукладчики разных систем были переделаны 6 обычных танков.

### Тягачи

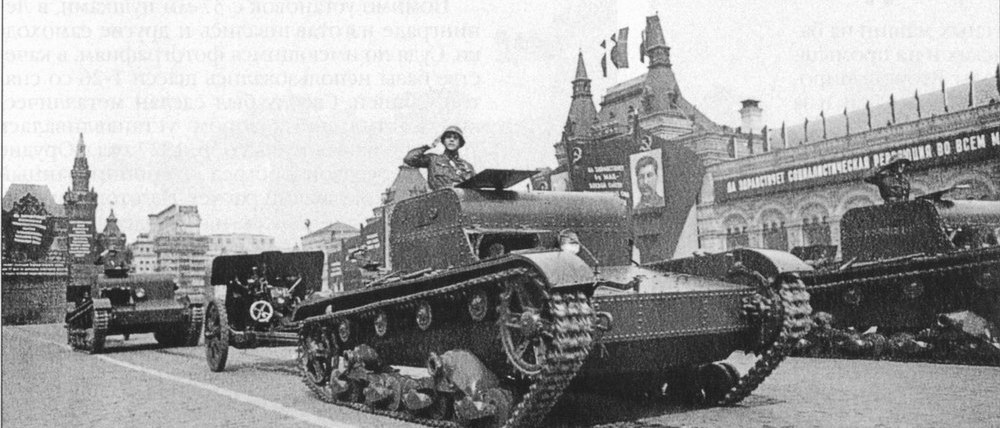
Т-26Т на параде с 76-мм Ф-22

Тягачи Т-26Т имели сверху открытый корпус, а Т-26Т2 закрытый. Несколько таких машин сохранилось до 1945 года.

### Химические танки
- СТ (Химический танк адъюнкта Шмидта) — проект универсального химического танка, предназначенного для постановки дымовых завес, применения боевых отравляющих веществ, дегазации местности и огнеметания. Разрабатывался в начале 1930 гг. коллективом конструкторов под руководством адъюнкта Военно-технической академии РККА Григория Ефимовича Шмидта. Машина представляла собой шасси Т-26 с установленными вместо башен двумя цистернами (600 л. и 400 л.), корпус был несколько изменён в связи с установкой специального оборудования и необходимости герметизации. Проект не был реализован по причине несоответствия требованию максимальной унификации с серийными Т-26[96].
- ОУ-Т-26 — танк был разработан сотрудниками НИО ВАММ им. Сталина под руководством Ж. Я. Котина в 1936 году, отличался от серийного двухбашенного танка Т-26 установкой дополнительного огнемёта.

### Телетанки
ТТ-26 и ТУ-26.

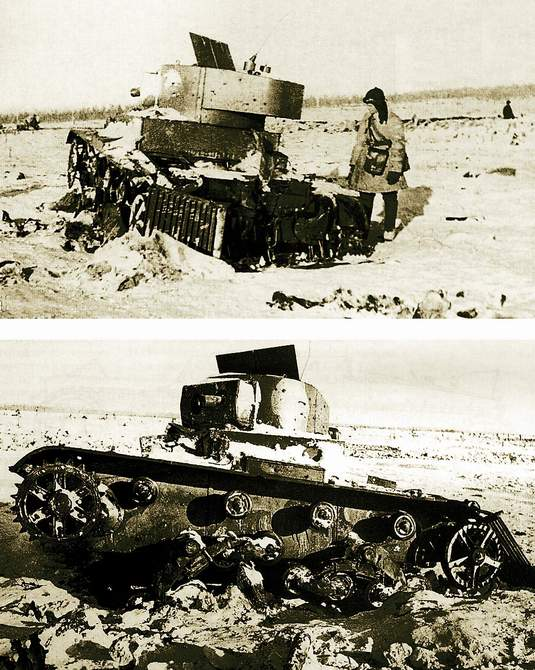
Радиоуправляемый танк ТТ-26 (217-й отб 30-й химической тбр, февраль 1940 г.

10 января 1930 года командующий Ленинградским военным округом Михаил Тухачевский делает доклад о реорганизации Вооружённых сил РККА наркому по морским и военным делам Клименту Ворошилову о необходимости создания дистанционно управляемых танков . Тухачевский ознакомился с работой КБ Бекаури, где с 1921 года разрабатывалось радиоуправляемое оружие (вначале это были радиоуправляемые самолёты), и был увлечён идеей автоматизации боевой техники. Тухачевский предлагает создавать несколько дивизий радиоуправляемых танков .
В 1931 году Сталиным был утверждён план реорганизации войск, в котором делалась ставка на танки.

#### Состав группы
В составе телемеханической танковой группы была пара из двух танков: танк управления (ТУ), в котором оператор выполнял управление по радио находящимися впереди в пределах видимости телетанками, в которых уже не было экипажа; управляемый из ТУ телетанк. Всего в 1936—1939 гг. было изготовлено 65 групп.
ТТ и ТУ представляли собой серийные танки Т-26 с установленным на них специальным оборудованием.
В течение года танкисты обучались применению ТТ-26. Кроме изменения вектора движения, можно было менять угол поворота башни, управлять работой огнемёта, совершать лавирование танком в условиях обстрела, пускать дымовую завесу.
Очень скоро у этих конструкций обнаружилась «ахиллесова пята»: иногда, в ходе учений, машины внезапно теряли управление. При тщательном осмотре техники никаких повреждений не обнаруживалось. Немногим позже было установлено, что высоковольтная линия передачи тока, проходящая вблизи учений, создавала помехи для радиосигнала. Также радиосигнал терялся на пересечённой местности, в частности при попадании в большую воронку, образованную взрывом снаряда.

#### Модификация «Подрывник» ТТ-ТУ
Телемеханическая группа танков Т-26, переделанная в 1938 году из двух ТТ-131. Состав: телемеханический танк со сбрасываемым подрывным зарядом и танк управления.
- Полная масса со снаряжением: 13,5 т.
- Масса взрывного устройства: 300—700 кг.
- Дистанция управления: 500—1500 м.
- Вооружение: огнемёт и пулемёт ДТ.

Телетанки на базе Т-26 успешно применялись в Советско-финской войне в феврале 1940 года, при прорыве линии Маннергейма. Точно известно о двух эпизодах подрыва финских дотов на сложном участке. Потери составили 6 ТТ.
На 1 июня 1941 года в РККА, согласно БЧС № 1, числилось 53 ТТ и 61 ТУ, 2 Т-26 ТОС (техника особой секретности, ТТ). 
В МВО находилось 27 ТТ и 32 ТУ, 2 Т-26 ТОС (ТТ), а так же по 3 ТТ и ТУ на НИАБТ Полигоне в Кубинке. Из них в начале июля 1941 года в 51-м отдельном танковом батальоне МВО значились исправными 28 ТТ и 31 ТУ; кроме того имелся 1 Т-26рад из 18, положенных по штату. 24 ноября 1941 года генерал-лейтенант танковых войск Федоренко направил Сталину донесение: 
"Секретарь Рязанского обкома доложил мне, что ‹...› на станции Рязань стоит железнодорожный эшелон с погруженным батальоном телетанков в количестве 62 штуки, надлежащих отправке в Сызрань. Из числа 62 танков 32 Т-26 пушечных с 45-мм орудиями со спецаппаратурой, которые при крайнем только случае можно разгрузить и оставить для обороны г. Рязань, а остальные телетанки отправить по назначению." 
В КОВО насчитывалось по 26 ТТ и ТУ. Все они входили в состав 152-го отдельного танкового батальона, включенного весной 1941 в состав 22-го механизированного корпуса. 24 июня батальон принял участие в бою под селом Войница (Волынская область Украины) во взаимодействии с 19-й ТД. И что интересно, ТТ шли в бой как обычные, под управлением людей. Почти все машина батальона были потеряны в бою с противником. 
Ещё 3 ТУ находились в ЛВО, в Ленинградском военном училище связи имени Ленинградского Совета (2) и Военной электротехнической академией связи РККА (1).

### Машины на шасси Т-26
- ТТ-26 — телетанк.
- ТУ-26 — танк управления телетанками ТТ-26 в составе телемеханической группы.
- СУ-5-1 — САУ с 76,2-мм пушкой (один прототип).
- СУ-5-2 — САУ со 122-мм гаубицей (один прототип и 30 серийных).
- СУ-5-3 — САУ со 152,4-мм мортирой (один прототип).
- Т-26-Т — бронированный артиллерийский тягач на основе шасси Т-26. Ранняя версия была с небронированной надстройкой, поздняя Т-26-Т2 была полностью бронирована. Небольшое число тягачей произведено в 1933 году для моторизованных артиллерийских батарей для буксирования дивизионных 76-мм пушек. Некоторые из них оставались в строю вплоть до 1945 года.
- ТН-26 (Наблюдатель) — экспериментальная наблюдательская версия Т-26-Т, с радиостанцией и экипажем в 5 человек.
- Т-26ФТ — танк-фоторазведчик (фототанк). Танк предназначался для ведения кино- и фоторазведки, которая была возможна в том числе и в движении. Разведка велась через специальные отверстия для кино- и фотоаппаратуры в башне. Пушки танк не имел — она заменялась макетом. В серию запущен не был[97].
- T-26E — В финской армии после финской кампании 1940 года танки «Vickers Mk E», перевооружённые советской 45-мм пушкой, получили название T-26E. Они использовались в 1941—1944 годах, а некоторые оставались в строю вплоть до 1959 года.
- ТР-4 — бронетранспортёр.
- ТР-26 — бронетранспортёр.
- ТР4-1 — транспортёр боеприпасов.
- ТВ-26 — транспортёр боеприпасов.
- Т-26Тс — транспортёр горючего.
- ТТс-26 — транспортёр горючего.
- СТ-26 — сапёрный танк (мостоукладчик).

Ленинградский завод опытного машиностроения № 185 имени С. М. Кирова. Коллективом завода было выпущено большое количество образцов бронетехники. Только на шасси лёгкого танка Т-26 было спроектировано более 20 моделей. Конструкторское бюро завода под руководством П. Н. Сячинтова во исполнение постановления РВС СССР от 5 августа 1933 «Система артвооружения РККА на вторую пятилетку» разработало в 1934 так называемый «малый триплекс» (СУ-5). Он включал в себя три самоходно-артиллерийские установки на унифицированном шасси танка Т-26 — СУ-5-1, СУ-5-2 и СУ-5-3 — различавшихся в основном вооружением. 152-мм мортира устанавливалась на экспериментальную самоходную артиллерийскую установку СУ-5-3, созданную на базе танка Т-26. САУ успешно прошла заводские испытания в конце 1934 года, причём экспериментальная машина была даже отправлена на традиционный парад на Красной площади. В 1935 году, однако, от её серийного производства было решено отказаться — шасси танка Т-26 оказалось недостаточно прочным для нормальной эксплуатации орудия столь значительного калибра. Судьба опытного образца неизвестна, по некоторым сведениям, он был переделан в САУ СУ-5-2 с 122-мм гаубицей обр. 1910/30 гг.
В 1933 году завод приступил к проектированию на базе Т-26 безбашенного артиллерийского танка АТ-1 (самоходно-артиллерийской установки закрытого типа), вооружённого новой перспективной 76-мм пушкой ПС-3. Испытания танка состоялись в 1935 году.

### Немецкие САУ на шасси трофейных Т-26 (Pak 97/38)
В конце 1943 года немцы в полевых условиях установили 10 пушек Pak 97/38 (немецко-французских — качающаяся часть 75-мм mle 1897 на лафете Pak 38) на шасси трофейных танков Т-26. Получившаяся противотанковая САУ названа 7,5 cm Pak 97/38(f) auf Pz.740(r). Новые САУ поступили на вооружение 3-й роты 563-го противотанкового батальона. Впрочем, их боевая служба недолгая — 1 марта 1944 года они заменены на САУ Marder III

## Состоял на вооружении
- СССР
- Испания — 281 однобашенный танк Т-26 модели 1933 года[98][99].
- Финляндия — 126 танков в качестве трофейных, захваченных в ходе советско-финских войн 1939—1940 и 1941—1944 годов. Несколько десятков из них были списаны со службы только в 1961 году.
- Китайская Республика — 82 танка Т-26Б (модель 1933 года).
- Турция — 64 однобашенных и 2 двубашенных танка в 1932—1935 годов[100].
- Германия — неизвестное количество Т-26 захваченных в качестве трофейных (использовался как Panzerkampfwagen T 26 A 737 (r)).
- Тыва — 1 однобашенный (14 марта 1941)
- Румыния — захвачены в качестве трофейных около 30 танков, но известно об использовании только одного танка.
- Словакия — захвачены в качестве трофейных 2 танка, один из которых экспонировался на выставке трофейного вооружения в Братиславе.
- Венгрия — захвачен в качестве трофейного один Т-26 образца 1938 года (номер Н-035).

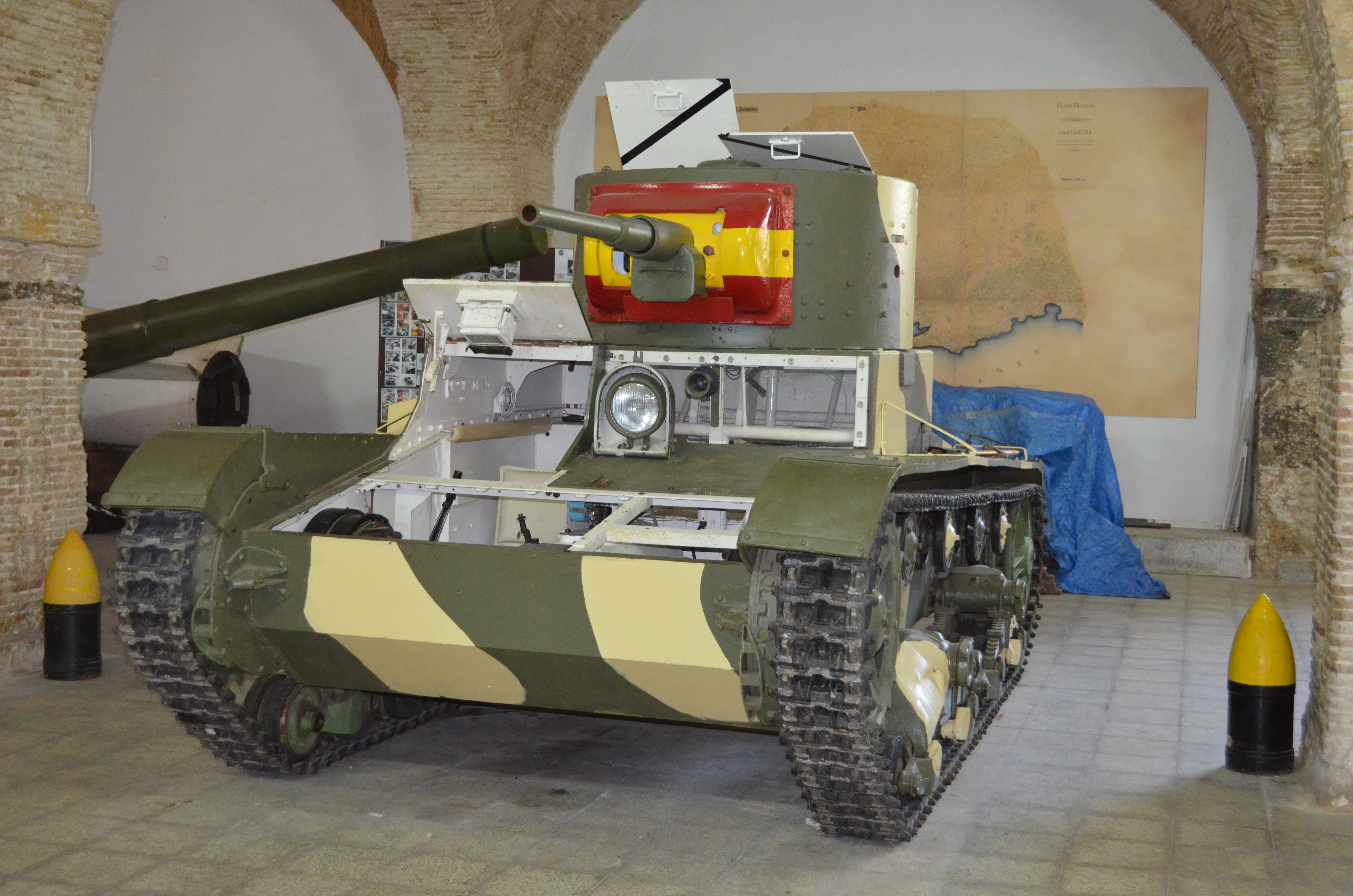
Т-26 в Испании
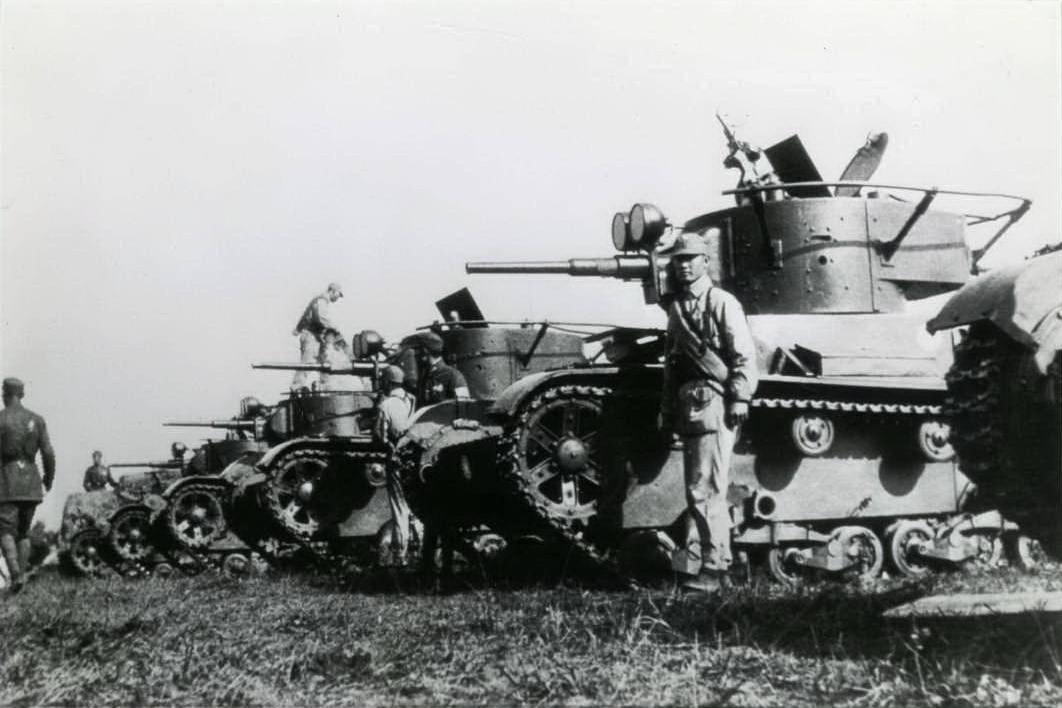
Т-26 в Китае. 1941
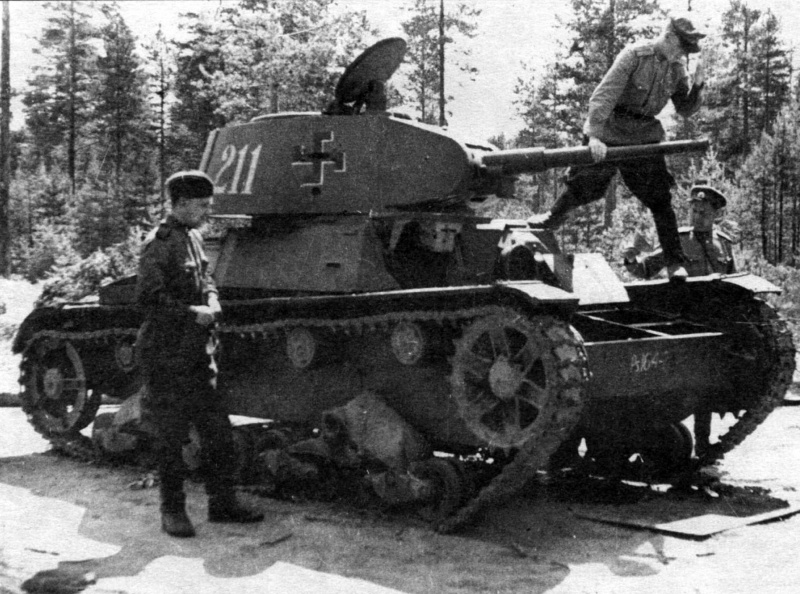
Т-26 в Миккели
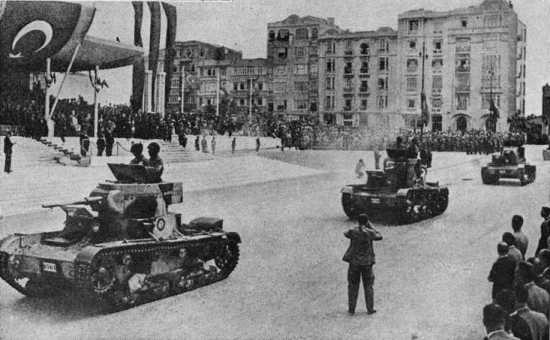
Т-26 в Турции. 1935

## Эксплуатация и боевое применение

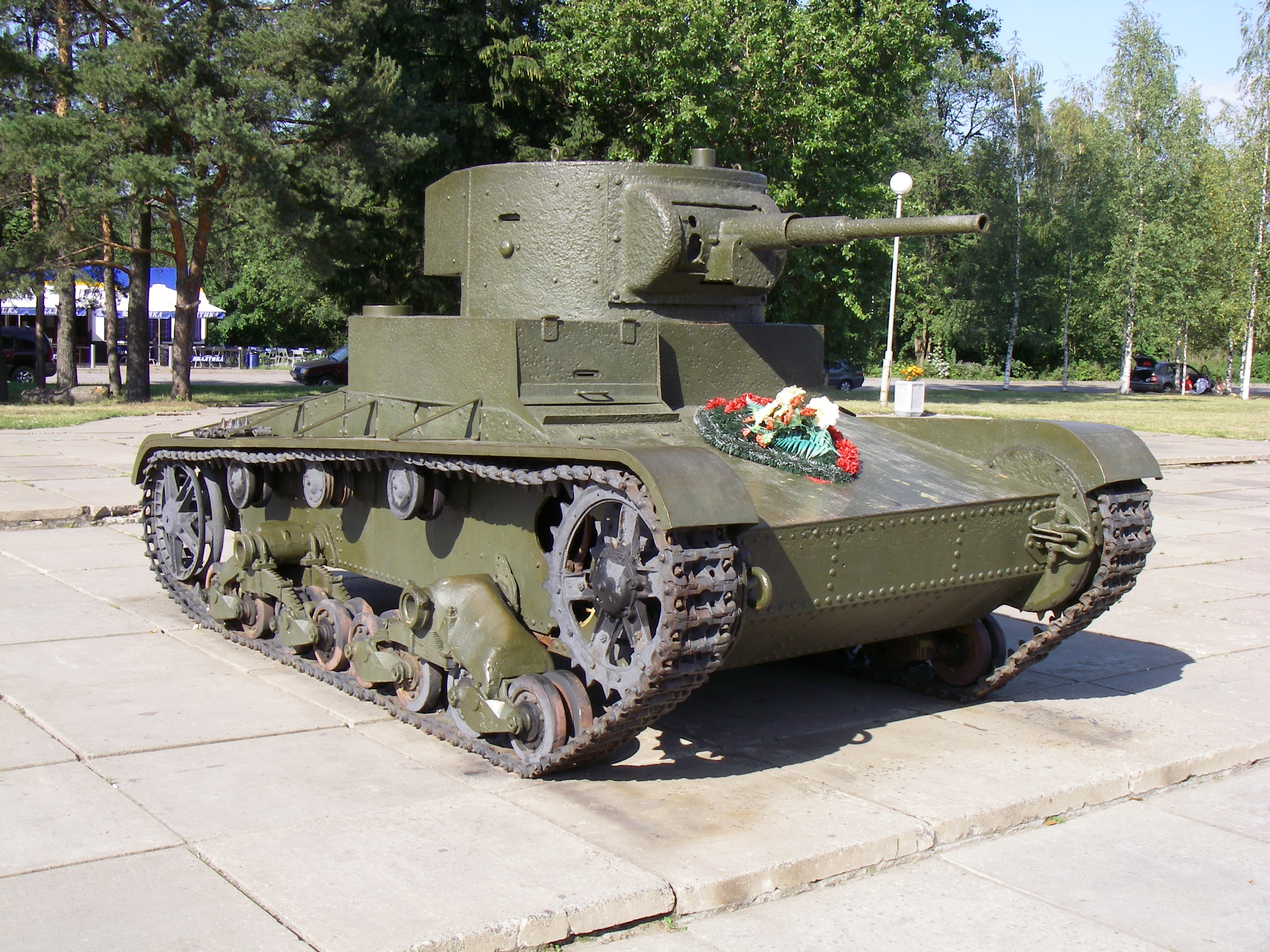
Т-26 у музея-диорамы «Прорыв блокады Ленинграда» возле Кировска

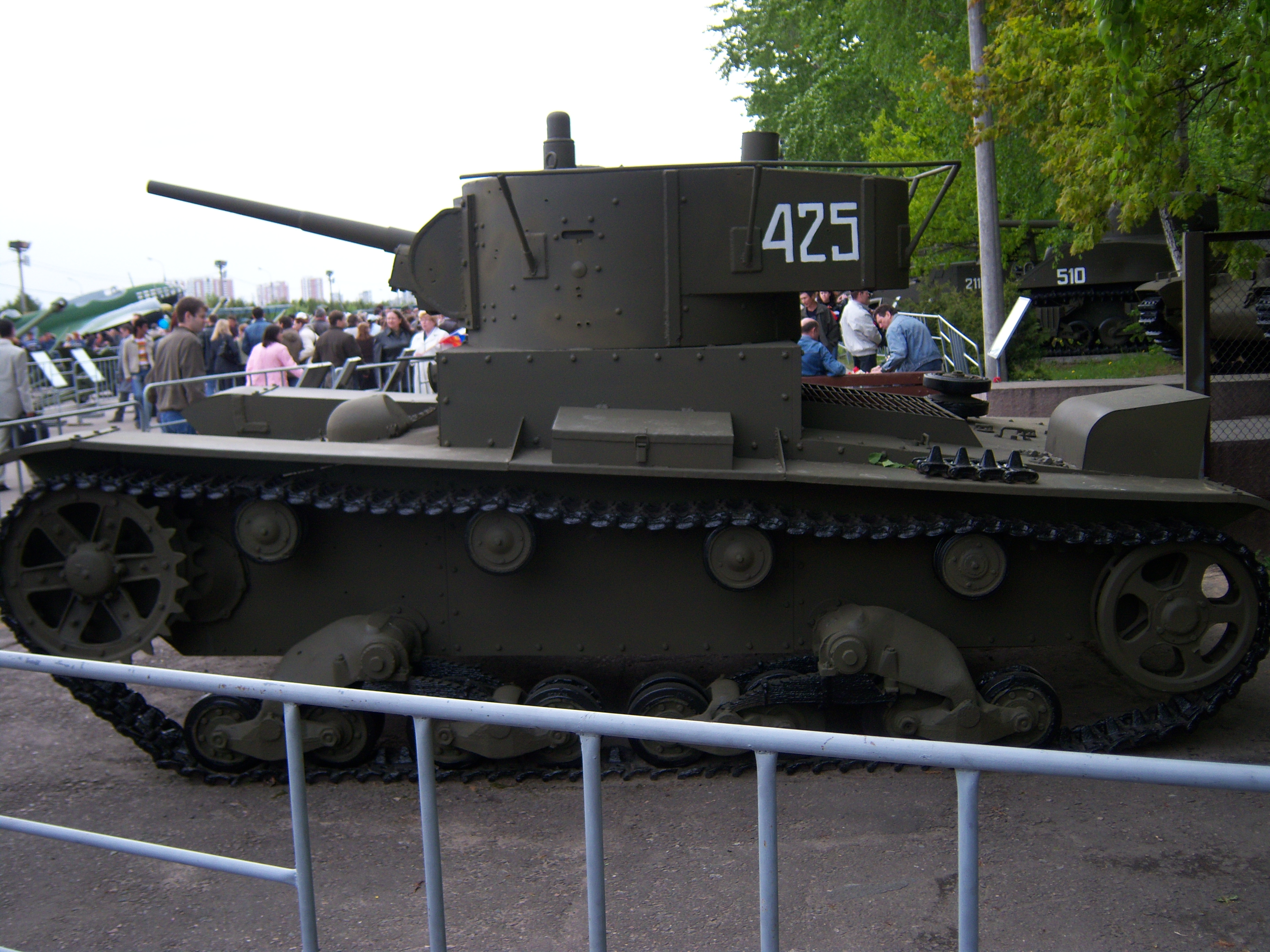
Танк Т-26 с радиостанцией

В 1937 году 82 однобашенных танка поставили в Китай.
Т-26 принимали участие в боях гражданской войны в Испании, у озера Хасан и на реке Халхин-Гол, в польской кампании и советско-финской войне.
Наиболее интенсивное использование танков этого типа было в ходе Советско-финской войны в 1940 году, а также в начале Великой Отечественной войны, в 1941 году.
Наряду с БТ, танки Т-26 составляли основу советского танкового парка перед началом Великой Отечественной войны и в её начальный период.
Танки Т-26 в своё время были популярны, но слабое бронирование и тихоходность делали его лёгкой добычей противника, а порой в танке не было и рации.
Но было несколько приёмов, характерных именно для Т-26, которые превращали его в мясорубку на передовой. Вот что известно из хроник: «Танки Т-26, снабжённые двумя башнями, использовались как танки огневой поддержки пехоты. Длина (колёсной) базы была около 2 метров. Ширина окопов пехоты была около 50-70 см. Это позволяло использовать Т-26 в первой линии атаки и зачищать окопы противника. Танк вставал на окоп, разворачивал башни под 90 градусов к курсу, так чтобы правая башня прикрывала правый бок танка, аналогично для левой. Потом пулемётчики вели плотный прицельный огонь по пехоте, простреливая весь окоп одной очередью».
Одним из существенных недостатков двухбашенных моделей было то, что стрелки правый и левый периодически мешали друг другу вести огонь. С появлением противотанковых ружей применение Т-26 стало более рискованным. Броню на последних моделях сделали толще и поставили под более острым углом (считалось, что это способствует рикошету пуль и снарядов, что далеко не всегда выручало).
У однобашенных Т-26 сварная башня была смещена влево. Орудие и пулемёт монтировались в спаренной установке, защищённой бронемаской. Часть танков получила дополнительный пулемёт в кормовой нише башни, который также мог устанавливаться в качестве зенитного на турели командирского люка башни. Но после модернизации танк стал тяжелее (броня толще) и незначительно потерял в скорости. При этом бронирование танка оставалось противопульным. Несмотря на слабую бронезащиту, танк был живуч из-за того, что двигатель и баки располагались в кормовом отделении за выгородкой. У этого танка был рекордный для того времени боезапас — 230 37-мм снарядов, как бронебойных, так и зажигательных.

### Гражданская война в Испании
Всего в Испанию был отправлен 281 танк Т-26: 
- 1936—106 ед.
- 1937—150 ед.
- 1938 — 25 ед.

Силуэты 15 танков, 15 сверхсовременных машин едва вырисовывались в предрассветных сумерках. Позади был ночной марш-бросок, а впереди… впереди — линия обороны фашистов. Что ждет там советскую танковую роту? Для неё 26 километров марш-броска были пустяком, а вот как пехота, не выдохлись ли люди? Не отстанут ли они от танков? Точны ли сведения разведки? Успели ли фашисты оборудовать на захваченном рубеже огневые точки? Через несколько часов все станет ясно.
Пора. Взревели моторы. Танки капитана Армана рванулись вперед.
Поль Матиссович Арман не был французом. Родом он из Латвии, но подростком прожил несколько лет во Франции, и первое удостоверение личности получил там, отсюда и необычное имя. До войны был командиром танкового батальона под Бобруйском.
Противотанковых средств у фашистов не оказалось, лишь по броне горохом сыпались пулемётные очереди. «Пулемет — злейший враг пехоты», — так написано в наставлении, и танкисты прочесали замеченные огневые точки огнём и гусеницами. Пехота всё-таки отстала. Задерживаться нельзя, засекут и накроют авиацией или артиллерией. Отступать? Капитан Арман был скор в решениях. На командирском танке замелькали флажки: «Делай как я», — и танки понеслись вперед. Вот и окраины городка. Рейда советских танков никто не ждет, да и фашистов в городке по данным разведки нет. Танки несутся с открытыми люками, в головной машине — Арман.
Вдруг из-за угла выбегает итальянский офицер, размахивая руками, что-то кричит. «Принял за своих», — понял Арман. Захлопнулись танковые люки. Фашистскому мотопехотному батальону не повезло. По мостовой катятся колеса, летят обломки грузовиков, уцелевшие солдаты прячутся за каменными заборами. Но разбежавшиеся фашисты быстро опомнились, летят бутылки с бензином, на крыши домов втаскивают уцелевшие пушки. Командир хорошо знает, что в городе одной бронетехнике воевать нельзя, сразу сожгут. Новое решение — идем дальше. Танки проносятся сквозь городок, на окраине сметают две артиллерийские батареи.
А вот и итальянские танки. Короткая дуэль — и три «итальянца» горят, остальные пять отступили. Нашим танкам их стрельба не повредила.
Дальше действовать в тылу противника рискованно, да и боекомплект на исходе. Рота опять пронизывает линию фронта, теперь уже в обратном направлении.
Пехота за день так и не прорвала оборону фашистов. После ухода танков ожили уцелевшие пулемёты, налетела авиация противника… Бой не удался. И хотя Арману есть чем гордиться… что докладывать командиру?
Но комбриг Кривошеин не расстроен. Не все так плохо. Танки целы, потери невелики, а главное — наступление фашистов остановлено. И полковник Воронов доложил, что на вспомогательном направлении — успех. Заняты две узловые железнодорожные станции.
В антрацитово-чёрном небе горят яркие звезды. Умер тяжелораненый башенный стрелок — вылезал резать телефонные провода. Лязгает железо, мечутся тени от переносных ламп — это техники возятся у танков.
Заканчивается день 29 октября 1936 года.

Время действия — октябрь 1936 года, место — городок Сесенья, юго-западнее Мадрида.— Андрей Паршев. Когда началась и когда закончилась Вторая мировая

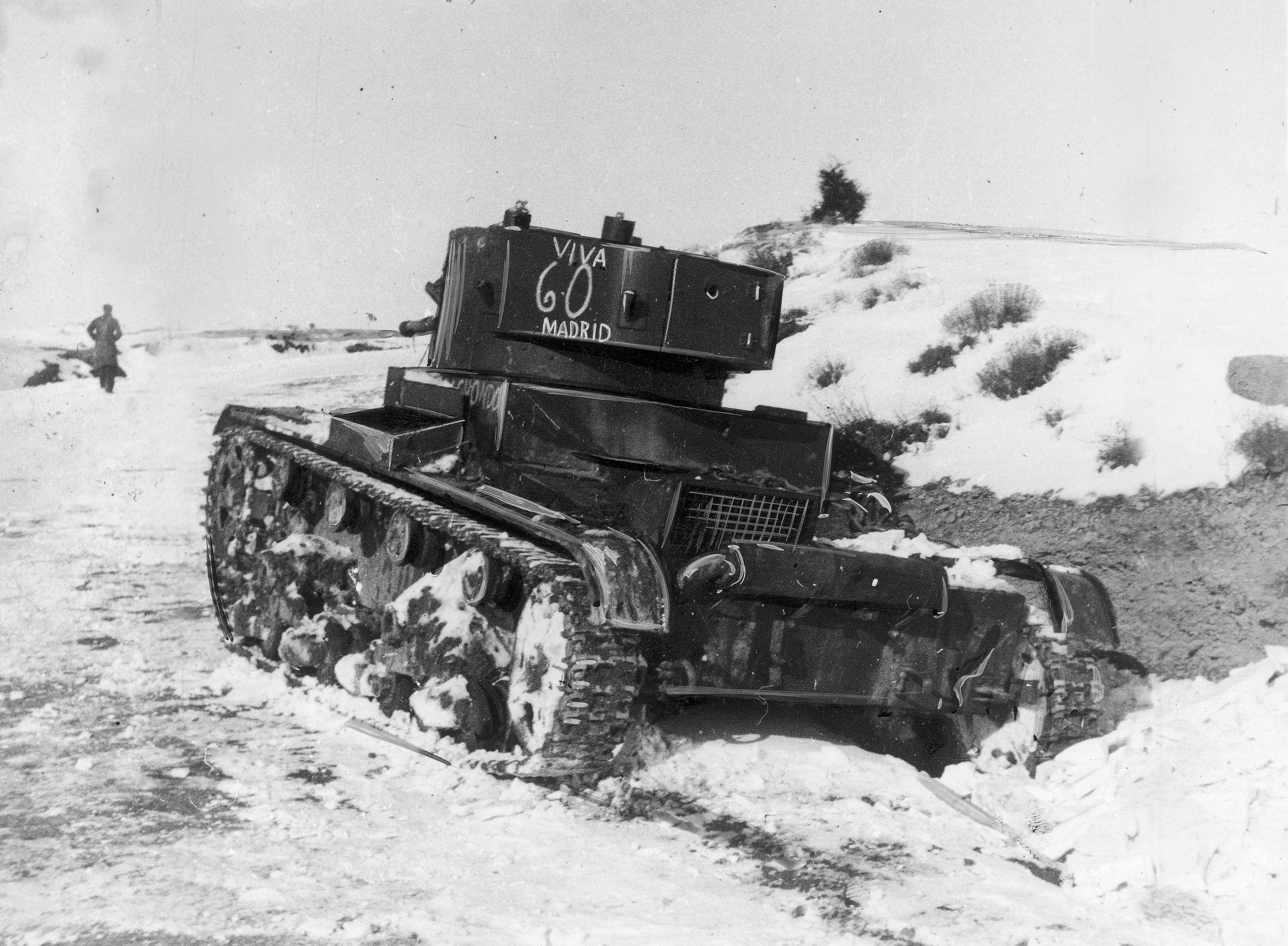
Т-26 в бою у Теруэля. 12.1937

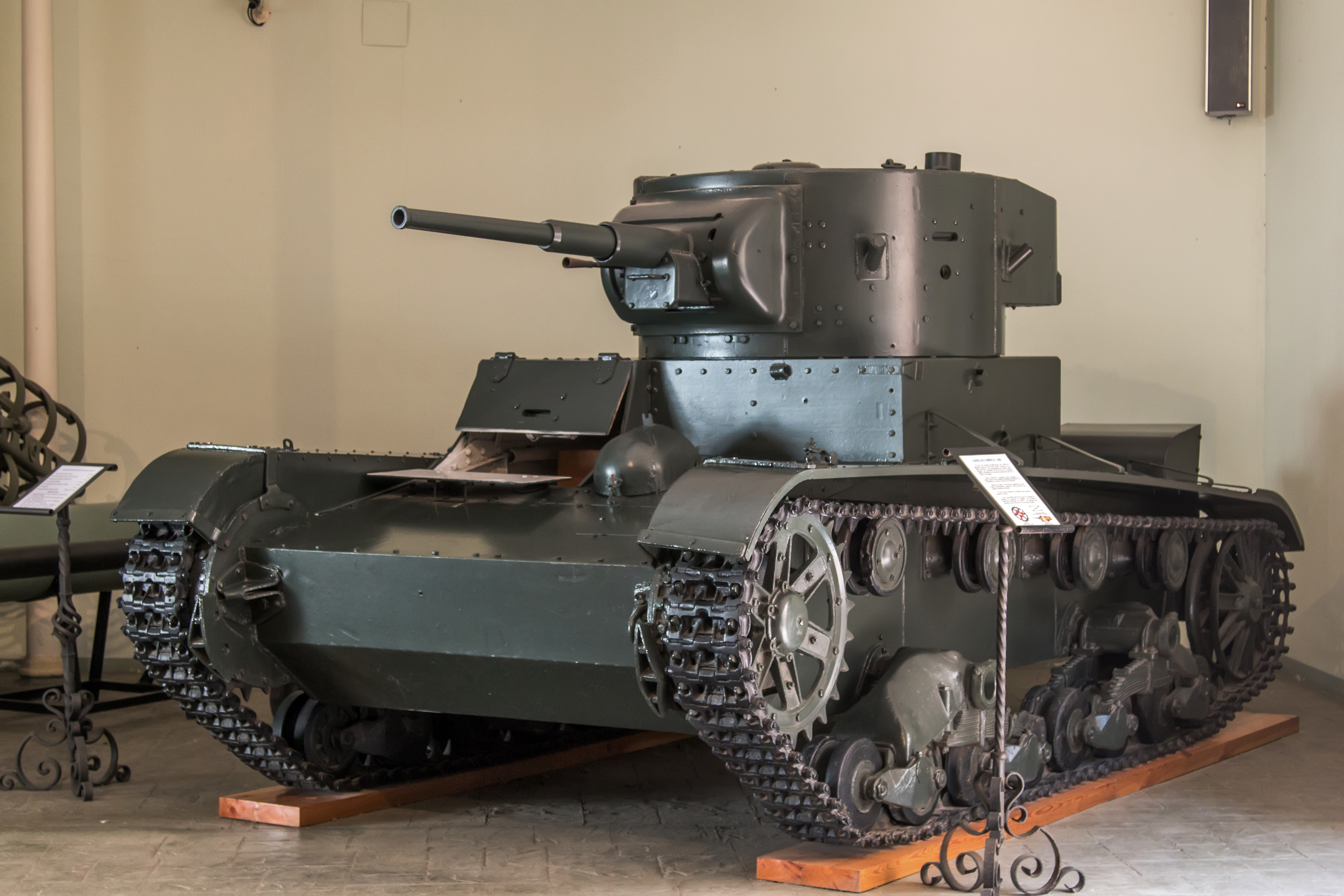
Т-26 в военном музее Валенсии. 2015

8 июля 1937 г. начальник АБТУ РККА комдив Бокис подписал очередную справку на отправленное 17 июля 37 года имущество:
- Танк Т-26 линейный (без радиостанций) с вооружением и ЗИП (запасные части, инструмент и принадлежности) — 71 710 руб. (20 150 американских долларов);
- Танк Т-26 с радиостанцией — 75 810 руб. (21 302 американских долларов);
- Мотор Т-26 с главным фрикционом в сборе по- 11 380 руб. (3198 американских долларов);
- Коробка перемены передач к Т-26 в сборе — 4700 руб. (1320 американских долларов);
- Пушка 45-мм танковая — 7000 руб. (2100 американских долларов);
- Перископ к Т-26 — 6100 руб. (2000 американских долларов);
- Радиостанция 71-ТК — 10 по 1850 руб. (555 американских долларов).

#### Бронечасти и соединения республиканцев
12 октября 1936 года на судне «Комсомол» прибыла первая поставка советских бронированных машин — 50 танков Т-26. На основе полученных T-26Б в городе Арчена вскоре организован 1-й танковый батальон. Состав учебного батальона танков — 3 роты по 3 взвода по 3 танка (27 танков).
В середине ноября 1936 года активны уже 2 батальона. В декабре 1936 года создана 1-я бронированная бригада из 3 батальонов T-26Б (96 танков). Весной 1937 года бригада имеет 4 батальона танков и разведывательную роту с БА-6.
В эти же сроки принято решение о создании 2-й бригады — усиленная аналогичного состава. Кроме того, необходимость оказания бронированной поддержки разным направлениям требует создания ещё 4 отдельных батальонов T-26Б, назначенных в каждую армию. Так, в июне 1937 года в общем 12 батальонов T-26Б (4 в каждой бригаде и 4 отдельных) и 3 батальона колесных бронеавтомобилей (другие авторы упоминают 4). Последние батальоны организованы в полк бронемашин (3 батальона по 3 роты из 10 машин: около 100 колесных бронемашин) созданный в апреле 3. Иногда эта часть называется бригада бронемашин. В других текстах упоминается также легкая бригада, оснащенная только бронеавтомобилями. Возможно, что это ещё одно название бригады бронемашин.
Другие авторы дают разные данные реорганизации бронетанковых войск весной-летом 1937 года и утверждают, что к 1-й бригаде присоединились другие 3 бронебригады. Эти бригады менее мощные, чем 1-я, потому что у них 1 батальон Т-26Б и 2 батальона бронеавтомобилей.
В октябре 1937 новая реорганизация бронетанковых войск — на базе существующих бригад создание дивизии бронированных машин, которая включает две бригады Т-26Б (по 4 батальона), полк тяжелых танков (БТ-5), бригаду пехоты и роту противотанковых пушек. В этой дивизии 260 T-26Б и 48 БТ-5. Были также отдельные батальоны (2?) назначенные в каждую армию (с 3 ротами танков и 1 бронеавтомобилей). В любом случае реальное наличие танков значительно ниже, чем установленное в штатах: до этого момента получено только 256 T-26Б, из которых надо вычесть большое число уничтоженных, захваченных или списанных по износу.
Разрыв республиканской зоны на две заставил разделить исправную бронетехнику, которая структурирована с апреля 1938 года в 1-ю дивизию бронированных машин (назначенную в Восточную группу армий — GERO) и 2-ю дивизию бронированных машин (GERC — Группа армий Центра). 1-я дивизия в составе трёх танковых бригад и 2-й и 3-й смешанных бригад танков и бронеавтомобилей (другие источники включают только две бригады в этой дивизии). БТ-5 во 2-ю дивизию. 1-я дивизия перестаёт существовать из-за падения Каталонии в феврале 1939 года.
Фактическое наличие бронированных машин, которое имели эти дивизии было недостаточным, так как с лета 1937 года получили только 25 Т-26 (13 марта 1938). Предполагается, что весной 1938 года боеготовы немногим более 100 T-26Б, 28 БТ-5, 50 БА-6/Chevrolet 37 года и около 30 ФАИ и UNL-35 (количество UNL, кажется, очень мало).
Несмотря на наличие крупных бронированных частей типа дивизии, они не сравнимы с танковыми дивизиями Второй мировой войны, поскольку они были новосформированы, не разработаны их действия, — они, скорее, части резерва, придававшие в распоряжение командиров пехотных соединений и частей отдельные оперативные батальоны, роты или даже взвода бронированных машин в зависимости от момента.

#### Первый в мире танковый таран
В ходе Гражданской войны в Испании, 29 октября 1936 года Семён Осадчий на танке Т-26 совершил первый в мире танковый таран, столкнув в лощину итальянскую танкетку «Ансальдо».

### Бои у озера Хасан
Первой боевой операцией Красной Армии, в которой участвовали Т-26, стал советско-японский конфликт у озера Хасан в июле 1938 года. Для разгрома японских войск советское командование привлекло 2-ю механизированную бригаду и 32-й 40-й отдельные танковые батальоны 32-й и 40-й стрелковых дивизий. В советской танковой группировке насчитывалось 257 Т-26, в том числе 10 ХТ-26, три танковых мостоукладчика СТ-26, 81 БТ-5 и БТ-7 и 13 САУ СУ-5-2.
При штурме занятых японцами сопок Богомольная и Заозерная советские танкисты натолкнулись на хорошо спланированную противотанковую оборону.
В ходе боев у озера Хасан было потеряно 77 Т-26 из них безвозвратно 1 ХТ-26 и 10 Т-26, причем один Т-26 из 40-го отб, пропавший без вести на территории противника, обнаружен так и не был. После окончания боев 39 танков восстановлены силами воинских частей, остальные потребовали заводского ремонта.

### Бои на Халхин-Голе
Основная тяжесть боев в Монголии у реки Халхин-Гол легла на танки БТ. К 1 февраля 1939 года в 57-м особом корпусе в Монголии всего 33 танка Т-26, 18 ХТ-26 и 6 тягачей на базе Т-26. БТ-5 и БТ-7 было 219. Мало изменилось положение и в дальнейшем. Так, на 20 июля 39 года в частях 1-й армейской группы 10 танков ХТ-26 (11-я легкотанковая бригада) и 14 Т-26 (82-я стрелковая дивизия). К августу число Т-26, главным образом огнемётно-химических, увеличилось — химических стало 37, но всё равно они составляли небольшую часть участвовавших в боях танков. Тем не менее, использовались они весьма интенсивно.
В документах 1-й армейской группы отмечалось, что «Т-26 показали себя исключительно хорошо, хорошо преодолевали барханы, у танка большая живучесть. В 82-й дивизии был случай, когда в Т-26 было 5 попаданий из 37-мм орудия, разнесло броню, но танк не загорелся и после боя своим ходом пришел на СПАМ». После подобной лестной оценки следует куда менее лестное заключение, касающееся уже бронирования Т-26: «японская 37-мм пушка пробивает броню любого нашего танка свободно».
Отдельной оценки удостоились действия химических танков.
«К началу боевых действий в составе 57-го Особого корпуса имелось всего 11 химических танков (ХТ-26) в составе роты боевого обеспечения 11-й легкотанковой бригады. Огнеметной смеси имелось 3 зарядки в роте и 4 на складе.
20 июля в район боевых действий прибыла 2-я рота химических танков из состава 2-й танковой химической бригады. Она имела 18 ХТ-130 и 10 зарядок огнеметной смеси. Однако оказалось, что личный состав имеет очень слабую подготовку к огнеметанию. Поэтому до выхода роты непосредственно к району боевых действий с личным составом были проведены практические занятия по огнеметанию и изучен боевой опыт, уже имеющийся у танкистов-химиков 11-й ЛТБр.
Кроме того, в составе прибывшей на фронт 6-й танковой бригады имелось 9 ХТ-26. Всего к началу августа в войсках 1-й армейской группы имелось ХТ-26 — 19, ЛХТ-130 — 18 шт.
За период августовской операции (20—29 августа) все химические танки принимали участие в бою. Особенно активно они действовали в период 23-26 августа, причем в эти дни ЛХТ-130 ходили в атаку по 6-11 раз.
Всего за период конфликта химические подразделения израсходовали 32 т огнеметной смеси. Потери в людях составили 19 человек (9 убитых и 10 ранено).
Слабым местом применения огнеметных танков явились плохая разведка и подготовка машин к атаке. В результате было большое расходование огнесмеси на второстепенных участках и излишние потери.
В ходе первых же боев было установлено, что японская пехота не выдерживает огнеметания и боится химического танка. Это показал разгром отряда Азума 28—29 мая, в котором активно использовались 5 ХТ-26.
В последующих боях там, где использовались огнеметные танки, японцы неизменно оставляли свои укрытия, не проявляя стойкости. Например, 12 июля отряд японцев в составе усиленной роты с 4 ПТО проник в глубь нашего расположения и, несмотря на неоднократные атаки, оказывал упорное сопротивление. Введенный только один химтанк, который дал струю огня по центру сопротивления, вызвал в рядах противника панику, японцы из передней траншеи убежали в глубь котлована и подоспевшей нашей пехотой, занявшей гребень котлована, этот отряд был окончательно уничтожен».
В боях у реки Халхин-Гол были безвозвратно потеряны 7 машин, из них ХТ-26 — 5, Т-26 однобашенных — 2

### Польский поход Красной армии
В ходе операции было безвозвратно потеряно 5 однобашенных Т-26.

### Советско-финская война
Наиболее интенсивное использование танков этого типа было в ходе Советско-финской войны (1939—1940).
В Зимней войне Красная Армия безвозвратно потеряла 23 двухбашенных, 265 линейных и 10 радийных однобашенных танков, а также 118 ХТ-26 и ХТ-130.

## В РККА

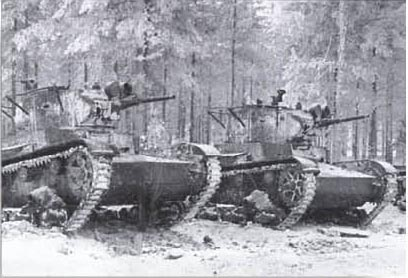
Взвод советских танков T-26 на исходной позиции перед атакой. 1939 год

Первым получателем Т-26 в 1931 году стала 1-я механизированная бригада им. К. Б. Калиновского. С 1932 года танки Т-26 начали поступать на вооружение формируемых механизированных бригад. С августа 1938 года механизированные бригады переименовывались в легкотанковые с изменением номера; однако это мероприятие несколько затянулось: так 6-я механизированная бригада стала 6-й танковой, а положенный ей № 8 она получила только в сентябре 1939. В начале 1938 года в РККА имелось 10 бригад на Т-26 и 2 смешанного состава (Т-26 и БТ). К концу года смешанные бригады были переформированы в однородные и легкотанковых бригад Т-26 стало 12. В первой половине 1939 года сформировали ещё одну бригаду Т-26, а до конца 1939 года создали ещё 7 бригад, доведя их общее количество до 20. В первой половине 1940 года на формирование танковых и моторизованных дивизий было обращено 5 бригад и столько же бригад было сформировано вновь. В ноябре 1940 началось формирование ещё 20 бригад Т-26. Всего к началу 1941 года в РККА числилось 40 танковых бригад Т-26. Но уже в марте был запущен процесс формирования 21 механизированного корпуса второй волны, на укомплектование которых они и были обращены.
Так же в 1938 — середина 1940 имелись 3 химические танковые бригады на ХТ-26.
Кроме бригад, в 1934 году в состав стрелковых дивизий ввели танковые батальоны с Т-26 и Т-37. Из дивизий танковые батальоны исключили к лету 1940 года, кроме 18, находившихся на Дальнем Востоке. Впрочем, весной 1941 года, 16 из них пошли на укомплектование новых танковых и моторизованных дивизий, а танковые батальоны остались только в 36-й и 57-й мсд 17-й Армии, дислоцированные в Монголии.

### Великая Отечественная война
| Наличие Т-26 в РККА на 1 июня 1941 года | Наличие Т-26 в РККА на 1 июня 1941 года | Наличие Т-26 в РККА на 1 июня 1941 года | Наличие Т-26 в РККА на 1 июня 1941 года | Наличие Т-26 в РККА на 1 июня 1941 года | Наличие Т-26 в РККА на 1 июня 1941 года | Наличие Т-26 в РККА на 1 июня 1941 года | Наличие Т-26 в РККА на 1 июня 1941 года | Наличие Т-26 в РККА на 1 июня 1941 года | Наличие Т-26 в РККА на 1 июня 1941 года | Наличие Т-26 в РККА на 1 июня 1941 года | Наличие Т-26 в РККА на 1 июня 1941 года | Наличие Т-26 в РККА на 1 июня 1941 года | Наличие Т-26 в РККА на 1 июня 1941 года | Наличие Т-26 в РККА на 1 июня 1941 года | Наличие Т-26 в РККА на 1 июня 1941 года | Наличие Т-26 в РККА на 1 июня 1941 года | Наличие Т-26 в РККА на 1 июня 1941 года | Наличие Т-26 в РККА на 1 июня 1941 года | Наличие Т-26 в РККА на 1 июня 1941 года | Наличие Т-26 в РККА на 1 июня 1941 года | Наличие Т-26 в РККА на 1 июня 1941 года |
| Модель                                  | Категория                               | ЛВО                                     | ПОВО                                    | ЗОВО                                    | КОВО                                    | ОдВО                                    | ЗакВО                                   | САВО                                    | ЗабВО                                   | ДВФ                                     | АрхВО                                   | МВО                                     | ПриВО                                   | ОрВО                                    | ХВО                                     | СКВО                                    | УрВО                                    | СибВО                                   | Рембазы                                 | Склады                                  | Всего                                   |
| Т-26 2-х башенный                       | 2                                       | 65                                      | 22                                      | 135                                     | 173                                     | 9                                       | 20                                      | 31                                      | 136                                     | 104                                     |                                         | 25                                      | 38                                      | 20                                      | 64                                      |                                         |                                         | 9                                       |                                         |                                         | 851                                     |
| Т-26 2-х башенный                       | 3                                       | 8                                       |                                         | 39                                      | 15                                      | 10                                      | 9                                       | 10                                      | 6                                       | 26                                      |                                         |                                         | 8                                       | 6                                       | 12                                      |                                         |                                         | 3                                       |                                         |                                         | 152                                     |
| Т-26 2-х башенный                       | 4                                       | 14                                      | 3/3                                     | 37/20                                   | 42/23                                   | 17/15                                   | 7                                       | 1/1                                     | 14/14                                   | 19/12                                   |                                         | 5/1                                     | 4/2                                     | 11                                      | 5/3                                     | 1/1                                     |                                         |                                         | 78                                      |                                         | 258                                     |
| Т-26 2-х башенный                       | Всего                                   | 87                                      | 25/3                                    | 211/20                                  | 230/23                                  | 36                                      | 36                                      | 42/1                                    | 156/14                                  | 149/12                                  |                                         | 30/1                                    | 50/2                                    | 37                                      | 81/3                                    | 1/1                                     |                                         | 12                                      | 78                                      |                                         | 1261                                    |
| Т-26 линейный                           | 1                                       |                                         | 238                                     | 61                                      | 136                                     | 51                                      | 5                                       |                                         |                                         | 66                                      |                                         |                                         |                                         |                                         |                                         |                                         |                                         |                                         |                                         |                                         | 557                                     |
| Т-26 линейный                           | 2                                       | 196                                     | 63                                      | 544                                     | 550                                     | 31                                      | 244                                     | 72                                      | 243                                     | 857                                     |                                         | 110                                     | 8                                       | 11                                      | 35                                      |                                         |                                         | 34                                      |                                         |                                         | 2998                                    |
| Т-26 линейный                           | 3                                       | 17                                      | 17                                      | 38                                      | 22                                      | 1                                       | 31                                      | 9                                       | 7                                       | 8                                       |                                         | 11                                      | 2                                       | 1                                       | 8                                       |                                         |                                         |                                         |                                         |                                         | 172                                     |
| Т-26 линейный                           | 4                                       | 9                                       | 16/9                                    | 76/55                                   | 38/36                                   |                                         | 13/6                                    | 3/2                                     | 18/12                                   | 24/20                                   |                                         | 10/6                                    | 5/5                                     | 2/1                                     | 3                                       |                                         |                                         |                                         | 102                                     |                                         | 319                                     |
| Т-26 линейный                           | Всего                                   | 222                                     | 334/9                                   | 719/55                                  | 746/36                                  | 83                                      | 293/6                                   | 84/2                                    | 268/12                                  | 955/20                                  |                                         | 131/6                                   | 15/5                                    | 14/1                                    | 46                                      |                                         |                                         | 34                                      | 102                                     |                                         | 4046                                    |
| Т-26 радио                              | 1                                       |                                         | 26                                      | 57                                      | 171                                     | 67                                      | 1                                       |                                         |                                         | 60                                      |                                         |                                         |                                         |                                         | 12                                      |                                         |                                         |                                         |                                         |                                         | 394                                     |
| Т-26 радио                              | 2                                       | 195                                     | 92                                      | 230                                     | 471                                     | 19                                      | 263                                     | 78                                      | 196                                     | 892                                     |                                         | 103                                     | 8                                       | 8                                       | 27                                      |                                         |                                         | 5                                       |                                         |                                         | 2587                                    |
| Т-26 радио                              | 3                                       | 23                                      | 21                                      | 26                                      | 13                                      | 1                                       | 41                                      | 9                                       | 10                                      | 32                                      |                                         | 10                                      |                                         | 8                                       | 2                                       |                                         |                                         | 2                                       |                                         |                                         | 198                                     |
| Т-26 радио                              | 4                                       | 4                                       | 9/7                                     | 28/13                                   | 67/64                                   | 8/8                                     | 3                                       | 4/4                                     | 5/4                                     | 12/5                                    |                                         | 1                                       |                                         |                                         | 5/3                                     | 1/1                                     |                                         |                                         | 114                                     |                                         | 261                                     |
| Т-26 радио                              | Всего                                   | 222                                     | 148/7                                   | 341/13                                  | 722/64                                  | 95/8                                    | 308                                     | 91/4                                    | 211/4                                   | 996/5                                   |                                         | 114                                     | 8                                       | 16                                      | 46/3                                    | 1/1                                     |                                         | 7                                       | 114                                     |                                         | 3440                                    |
| Итого                                   | Итого                                   | 531                                     | 507/19                                  | 1271/88                                 | 1698/123                                | 214/23                                  | 637/6                                   | 217/7                                   | 635/30                                  | 2100/37                                 | —                                       | 275/7                                   | 73/7                                    | 67/1                                    | 173/6                                   | 2/2                                     | —                                       | 53                                      | 294                                     | —                                       | 8747                                    |
| --------------------------------------- | --------------------------------------- | --------------------------------------- | --------------------------------------- | --------------------------------------- | --------------------------------------- | --------------------------------------- | --------------------------------------- | --------------------------------------- | --------------------------------------- | --------------------------------------- | --------------------------------------- | --------------------------------------- | --------------------------------------- | --------------------------------------- | --------------------------------------- | --------------------------------------- | --------------------------------------- | --------------------------------------- | --------------------------------------- | --------------------------------------- | --------------------------------------- |

| Наличие специальных и вспомогательных танков на базе Т-26 в РККА на 1 июня 1941 года | Наличие специальных и вспомогательных танков на базе Т-26 в РККА на 1 июня 1941 года | Наличие специальных и вспомогательных танков на базе Т-26 в РККА на 1 июня 1941 года | Наличие специальных и вспомогательных танков на базе Т-26 в РККА на 1 июня 1941 года | Наличие специальных и вспомогательных танков на базе Т-26 в РККА на 1 июня 1941 года | Наличие специальных и вспомогательных танков на базе Т-26 в РККА на 1 июня 1941 года | Наличие специальных и вспомогательных танков на базе Т-26 в РККА на 1 июня 1941 года | Наличие специальных и вспомогательных танков на базе Т-26 в РККА на 1 июня 1941 года | Наличие специальных и вспомогательных танков на базе Т-26 в РККА на 1 июня 1941 года | Наличие специальных и вспомогательных танков на базе Т-26 в РККА на 1 июня 1941 года | Наличие специальных и вспомогательных танков на базе Т-26 в РККА на 1 июня 1941 года | Наличие специальных и вспомогательных танков на базе Т-26 в РККА на 1 июня 1941 года | Наличие специальных и вспомогательных танков на базе Т-26 в РККА на 1 июня 1941 года | Наличие специальных и вспомогательных танков на базе Т-26 в РККА на 1 июня 1941 года | Наличие специальных и вспомогательных танков на базе Т-26 в РККА на 1 июня 1941 года | Наличие специальных и вспомогательных танков на базе Т-26 в РККА на 1 июня 1941 года | Наличие специальных и вспомогательных танков на базе Т-26 в РККА на 1 июня 1941 года | Наличие специальных и вспомогательных танков на базе Т-26 в РККА на 1 июня 1941 года | Наличие специальных и вспомогательных танков на базе Т-26 в РККА на 1 июня 1941 года | Наличие специальных и вспомогательных танков на базе Т-26 в РККА на 1 июня 1941 года | Наличие специальных и вспомогательных танков на базе Т-26 в РККА на 1 июня 1941 года | Наличие специальных и вспомогательных танков на базе Т-26 в РККА на 1 июня 1941 года |
| Модель                                                                               | Категория                                                                            | ЛВО                                                                                  | ПОВО                                                                                 | ЗОВО                                                                                 | КОВО                                                                                 | ОдВО                                                                                 | ЗакВО                                                                                | САВО                                                                                 | ЗабВО                                                                                | ДВФ                                                                                  | АрхВО                                                                                | МВО                                                                                  | ПриВО                                                                                | ОрВО                                                                                 | ХВО                                                                                  | СКВО                                                                                 | УрВО                                                                                 | СибВО                                                                                | Рембазы                                                                              | Склады                                                                               | Всего                                                                                |
| Специальные танки                                                                    | Специальные танки                                                                    | Специальные танки                                                                    | Специальные танки                                                                    | Специальные танки                                                                    | Специальные танки                                                                    | Специальные танки                                                                    | Специальные танки                                                                    | Специальные танки                                                                    | Специальные танки                                                                    | Специальные танки                                                                    | Специальные танки                                                                    | Специальные танки                                                                    | Специальные танки                                                                    | Специальные танки                                                                    | Специальные танки                                                                    | Специальные танки                                                                    | Специальные танки                                                                    | Специальные танки                                                                    | Специальные танки                                                                    | Специальные танки                                                                    | Специальные танки                                                                    |
| Т-26 БХМ-3 (ХТ-26)                                                                   | 2                                                                                    | 51                                                                                   | 7                                                                                    | 35                                                                                   | 16                                                                                   |                                                                                      | 3                                                                                    |                                                                                      | 8                                                                                    | 8                                                                                    |                                                                                      | 37                                                                                   | 13                                                                                   |                                                                                      |                                                                                      |                                                                                      |                                                                                      |                                                                                      |                                                                                      |                                                                                      | 178                                                                                  |
| Т-26 БХМ-3 (ХТ-26)                                                                   | 3                                                                                    | 12                                                                                   | 1                                                                                    |                                                                                      |                                                                                      |                                                                                      | 9                                                                                    |                                                                                      |                                                                                      | 1                                                                                    |                                                                                      | 11                                                                                   |                                                                                      |                                                                                      |                                                                                      |                                                                                      |                                                                                      |                                                                                      |                                                                                      |                                                                                      | 34                                                                                   |
| Т-26 БХМ-3 (ХТ-26)                                                                   | 4                                                                                    | 1                                                                                    | 2/2                                                                                  | 3/3                                                                                  |                                                                                      |                                                                                      | 7                                                                                    | 1/1                                                                                  | 11/11                                                                                | 3/3                                                                                  |                                                                                      | 2/1                                                                                  | 1/1                                                                                  |                                                                                      |                                                                                      | 3/3                                                                                  |                                                                                      |                                                                                      | 62                                                                                   |                                                                                      | 96                                                                                   |
| Т-26 БХМ-3 (ХТ-26)                                                                   | Всего                                                                                | 64                                                                                   | 10/2                                                                                 | 38/3                                                                                 | 16                                                                                   | —                                                                                    | 19                                                                                   | 1/1                                                                                  | 19/11                                                                                | 12/3                                                                                 | —                                                                                    | 50/1                                                                                 | 14/1                                                                                 | —                                                                                    | —                                                                                    | 3/3                                                                                  | —                                                                                    | —                                                                                    | 62                                                                                   | —                                                                                    | 308                                                                                  |
| Т-26 130 (ХТ-130)                                                                    | 1                                                                                    |                                                                                      |                                                                                      | 3                                                                                    | 7                                                                                    |                                                                                      |                                                                                      |                                                                                      |                                                                                      |                                                                                      |                                                                                      |                                                                                      |                                                                                      |                                                                                      |                                                                                      |                                                                                      |                                                                                      |                                                                                      |                                                                                      |                                                                                      | 10                                                                                   |
| Т-26 130 (ХТ-130)                                                                    | 2                                                                                    | 11                                                                                   | 1                                                                                    | 33                                                                                   | 98                                                                                   | 4                                                                                    | 5                                                                                    | 2                                                                                    | 76                                                                                   | 163                                                                                  |                                                                                      | 18                                                                                   | 2                                                                                    |                                                                                      | 4                                                                                    |                                                                                      |                                                                                      | 10                                                                                   |                                                                                      | 1                                                                                    | 428                                                                                  |
| Т-26 130 (ХТ-130)                                                                    | 3                                                                                    | 1                                                                                    |                                                                                      | 9                                                                                    | 8                                                                                    |                                                                                      | 2                                                                                    | 1                                                                                    | 2                                                                                    | 5                                                                                    |                                                                                      | 10                                                                                   |                                                                                      |                                                                                      |                                                                                      |                                                                                      |                                                                                      |                                                                                      |                                                                                      |                                                                                      | 38                                                                                   |
| Т-26 130 (ХТ-130)                                                                    | 4                                                                                    |                                                                                      |                                                                                      | 5                                                                                    |                                                                                      |                                                                                      |                                                                                      |                                                                                      | 3/1                                                                                  | 2/1                                                                                  |                                                                                      | 3                                                                                    |                                                                                      |                                                                                      |                                                                                      |                                                                                      |                                                                                      |                                                                                      | 11                                                                                   |                                                                                      | 24                                                                                   |
| Т-26 130 (ХТ-130)                                                                    | Всего                                                                                | 12                                                                                   | 1                                                                                    | 50                                                                                   | 113                                                                                  | 4                                                                                    | 7                                                                                    | 3                                                                                    | 81/1                                                                                 | 170/1                                                                                | —                                                                                    | 31                                                                                   | 2                                                                                    | —                                                                                    | 4                                                                                    | —                                                                                    | —                                                                                    | 10                                                                                   | 11                                                                                   | 1                                                                                    | 500                                                                                  |
| Т-26 133 (ХТ-133)                                                                    | 1                                                                                    |                                                                                      | 2                                                                                    |                                                                                      |                                                                                      |                                                                                      |                                                                                      |                                                                                      |                                                                                      |                                                                                      |                                                                                      |                                                                                      |                                                                                      |                                                                                      |                                                                                      |                                                                                      |                                                                                      |                                                                                      |                                                                                      |                                                                                      | 2                                                                                    |
| Т-26 133 (ХТ-133)                                                                    | 2                                                                                    | 60                                                                                   | 3                                                                                    | 22                                                                                   | 67                                                                                   | 14                                                                                   | 104                                                                                  |                                                                                      |                                                                                      |                                                                                      |                                                                                      | 33                                                                                   | 3                                                                                    |                                                                                      |                                                                                      |                                                                                      |                                                                                      |                                                                                      |                                                                                      |                                                                                      | 306                                                                                  |
| Т-26 133 (ХТ-133)                                                                    | 3                                                                                    | 7                                                                                    | 4                                                                                    |                                                                                      |                                                                                      |                                                                                      | 1                                                                                    |                                                                                      |                                                                                      |                                                                                      |                                                                                      | 4                                                                                    |                                                                                      |                                                                                      |                                                                                      |                                                                                      |                                                                                      |                                                                                      |                                                                                      |                                                                                      | 16                                                                                   |
| Т-26 133 (ХТ-133)                                                                    | 4                                                                                    |                                                                                      |                                                                                      |                                                                                      |                                                                                      |                                                                                      |                                                                                      |                                                                                      |                                                                                      |                                                                                      |                                                                                      |                                                                                      |                                                                                      |                                                                                      |                                                                                      |                                                                                      |                                                                                      |                                                                                      | 3                                                                                    |                                                                                      | 3                                                                                    |
| Т-26 133 (ХТ-133)                                                                    | Всего                                                                                | 67                                                                                   | 9                                                                                    | 22                                                                                   | 67                                                                                   | 14                                                                                   | 105                                                                                  | —                                                                                    | —                                                                                    | —                                                                                    | —                                                                                    | 37                                                                                   | 3                                                                                    | —                                                                                    | —                                                                                    | —                                                                                    | —                                                                                    | —                                                                                    | 3                                                                                    | —                                                                                    | 327                                                                                  |
| Т-26 134 (ХТ-134)                                                                    | 2                                                                                    |                                                                                      |                                                                                      |                                                                                      |                                                                                      |                                                                                      |                                                                                      |                                                                                      |                                                                                      |                                                                                      |                                                                                      | 2                                                                                    |                                                                                      |                                                                                      |                                                                                      |                                                                                      |                                                                                      |                                                                                      |                                                                                      |                                                                                      | 2                                                                                    |
| Итого химических танков                                                              | Итого химических танков                                                              | 143                                                                                  | 20/2                                                                                 | 110/3                                                                                | 196                                                                                  | 18                                                                                   | 131                                                                                  | 4/1                                                                                  | 100/12                                                                               | 182/4                                                                                | —                                                                                    | 120/1                                                                                | 19/1                                                                                 | —                                                                                    | 4                                                                                    | 3/3                                                                                  | —                                                                                    | 10                                                                                   | 76                                                                                   | 1                                                                                    | 1137                                                                                 |
| Т-26 ТТ-131                                                                          | 2                                                                                    |                                                                                      |                                                                                      |                                                                                      | 25                                                                                   |                                                                                      |                                                                                      |                                                                                      |                                                                                      |                                                                                      |                                                                                      | 27                                                                                   |                                                                                      |                                                                                      |                                                                                      |                                                                                      |                                                                                      |                                                                                      |                                                                                      |                                                                                      | 52                                                                                   |
| Т-26 ТТ-131                                                                          | 3                                                                                    |                                                                                      |                                                                                      |                                                                                      | 1                                                                                    |                                                                                      |                                                                                      |                                                                                      |                                                                                      |                                                                                      |                                                                                      |                                                                                      |                                                                                      |                                                                                      |                                                                                      |                                                                                      |                                                                                      |                                                                                      |                                                                                      |                                                                                      | 1                                                                                    |
| Т-26 ТТ-131                                                                          | Всего                                                                                | —                                                                                    | —                                                                                    | —                                                                                    | 26                                                                                   | —                                                                                    | —                                                                                    | —                                                                                    | —                                                                                    | —                                                                                    | —                                                                                    | 27                                                                                   | —                                                                                    | —                                                                                    | —                                                                                    | —                                                                                    | —                                                                                    | —                                                                                    | —                                                                                    | —                                                                                    | 53                                                                                   |
| Т-26 ТУ-132                                                                          | 2                                                                                    | 3                                                                                    |                                                                                      |                                                                                      | 25                                                                                   |                                                                                      |                                                                                      |                                                                                      |                                                                                      |                                                                                      |                                                                                      | 30                                                                                   |                                                                                      |                                                                                      |                                                                                      |                                                                                      |                                                                                      |                                                                                      |                                                                                      |                                                                                      | 58                                                                                   |
| Т-26 ТУ-132                                                                          | 3                                                                                    |                                                                                      |                                                                                      |                                                                                      | 1                                                                                    |                                                                                      |                                                                                      |                                                                                      |                                                                                      |                                                                                      |                                                                                      |                                                                                      |                                                                                      |                                                                                      |                                                                                      |                                                                                      |                                                                                      |                                                                                      |                                                                                      |                                                                                      | 1                                                                                    |
| Т-26 ТУ-132                                                                          | 4                                                                                    |                                                                                      |                                                                                      |                                                                                      |                                                                                      |                                                                                      |                                                                                      |                                                                                      |                                                                                      |                                                                                      |                                                                                      | 2                                                                                    |                                                                                      |                                                                                      |                                                                                      |                                                                                      |                                                                                      |                                                                                      |                                                                                      |                                                                                      | 2                                                                                    |
| Т-26 ТУ-132                                                                          | Всего                                                                                | 3                                                                                    | —                                                                                    | —                                                                                    | 26                                                                                   | —                                                                                    | —                                                                                    | —                                                                                    | —                                                                                    | —                                                                                    | —                                                                                    | 32                                                                                   | —                                                                                    | —                                                                                    | —                                                                                    | —                                                                                    | —                                                                                    | —                                                                                    | —                                                                                    | —                                                                                    | 61                                                                                   |
| Т-26 ТОС (ТТ-131)                                                                    | 2                                                                                    |                                                                                      |                                                                                      |                                                                                      |                                                                                      |                                                                                      |                                                                                      |                                                                                      |                                                                                      |                                                                                      |                                                                                      | 2                                                                                    |                                                                                      |                                                                                      |                                                                                      |                                                                                      |                                                                                      |                                                                                      |                                                                                      |                                                                                      | 2                                                                                    |
| Итого телемеханических танков                                                        | Итого телемеханических танков                                                        | 3                                                                                    | —                                                                                    | —                                                                                    | 52                                                                                   | —                                                                                    | —                                                                                    | —                                                                                    | —                                                                                    | —                                                                                    | —                                                                                    | 61                                                                                   | —                                                                                    | —                                                                                    | —                                                                                    | —                                                                                    | —                                                                                    | —                                                                                    | —                                                                                    | —                                                                                    | 116                                                                                  |
| Вспомогательные танки                                                                | Вспомогательные танки                                                                | Вспомогательные танки                                                                | Вспомогательные танки                                                                | Вспомогательные танки                                                                | Вспомогательные танки                                                                | Вспомогательные танки                                                                | Вспомогательные танки                                                                | Вспомогательные танки                                                                | Вспомогательные танки                                                                | Вспомогательные танки                                                                | Вспомогательные танки                                                                | Вспомогательные танки                                                                | Вспомогательные танки                                                                | Вспомогательные танки                                                                | Вспомогательные танки                                                                | Вспомогательные танки                                                                | Вспомогательные танки                                                                | Вспомогательные танки                                                                | Вспомогательные танки                                                                | Вспомогательные танки                                                                | Вспомогательные танки                                                                |
| Т-26 саперный                                                                        | 2                                                                                    |                                                                                      |                                                                                      |                                                                                      | 2                                                                                    |                                                                                      |                                                                                      |                                                                                      |                                                                                      | 8                                                                                    |                                                                                      | 1                                                                                    | 1                                                                                    |                                                                                      |                                                                                      |                                                                                      |                                                                                      |                                                                                      |                                                                                      |                                                                                      | 12                                                                                   |
| Т-26 саперный                                                                        | 3                                                                                    | 1                                                                                    |                                                                                      | 1                                                                                    |                                                                                      |                                                                                      |                                                                                      |                                                                                      |                                                                                      | 1                                                                                    |                                                                                      | 2                                                                                    |                                                                                      |                                                                                      |                                                                                      |                                                                                      |                                                                                      |                                                                                      |                                                                                      |                                                                                      | 5                                                                                    |
| Т-26 саперный                                                                        | 4                                                                                    | 1                                                                                    |                                                                                      | 7                                                                                    |                                                                                      |                                                                                      |                                                                                      |                                                                                      |                                                                                      |                                                                                      |                                                                                      | 23/18                                                                                |                                                                                      |                                                                                      |                                                                                      |                                                                                      |                                                                                      |                                                                                      | 9                                                                                    |                                                                                      | 40                                                                                   |
| Т-26 саперный                                                                        | Всего                                                                                | 2                                                                                    | —                                                                                    | 8                                                                                    | 2                                                                                    | —                                                                                    | —                                                                                    | —                                                                                    | —                                                                                    | 9                                                                                    | —                                                                                    | 26/18                                                                                | 1                                                                                    | —                                                                                    | —                                                                                    | —                                                                                    | —                                                                                    | —                                                                                    | 9                                                                                    | —                                                                                    | 57                                                                                   |
| Т-26 тягач                                                                           | 1                                                                                    |                                                                                      |                                                                                      |                                                                                      |                                                                                      |                                                                                      |                                                                                      |                                                                                      |                                                                                      | 1                                                                                    |                                                                                      |                                                                                      |                                                                                      |                                                                                      |                                                                                      |                                                                                      |                                                                                      |                                                                                      |                                                                                      |                                                                                      | 1                                                                                    |
| Т-26 тягач                                                                           | 2                                                                                    | 11                                                                                   | 2                                                                                    | 31                                                                                   | 23                                                                                   |                                                                                      | 1                                                                                    |                                                                                      | 36                                                                                   | 9                                                                                    |                                                                                      | 12                                                                                   | 9                                                                                    | 2                                                                                    | 3                                                                                    |                                                                                      |                                                                                      | 1                                                                                    |                                                                                      |                                                                                      | 140                                                                                  |
| Т-26 тягач                                                                           | 3                                                                                    | 6                                                                                    | 1                                                                                    | 4                                                                                    | 1                                                                                    | 4                                                                                    | 1                                                                                    |                                                                                      | 2                                                                                    |                                                                                      |                                                                                      | 4                                                                                    |                                                                                      | 4                                                                                    | 1                                                                                    |                                                                                      |                                                                                      | 1                                                                                    |                                                                                      |                                                                                      | 29                                                                                   |
| Т-26 тягач                                                                           | 4                                                                                    |                                                                                      |                                                                                      | 7/4                                                                                  | 9/9                                                                                  | 1                                                                                    | 1                                                                                    |                                                                                      | 9/9                                                                                  |                                                                                      |                                                                                      | 2                                                                                    |                                                                                      | 1                                                                                    |                                                                                      | 1/1                                                                                  |                                                                                      |                                                                                      | 9                                                                                    | 1                                                                                    | 41                                                                                   |
| Т-26 тягач                                                                           | Всего                                                                                | 17                                                                                   | 3                                                                                    | 42/4                                                                                 | 33/9                                                                                 | 5                                                                                    | 3                                                                                    | —                                                                                    | 47/9                                                                                 | 10                                                                                   | —                                                                                    | 18                                                                                   | 9                                                                                    | 7                                                                                    | 4                                                                                    | 1/1                                                                                  | —                                                                                    | 2                                                                                    | 9                                                                                    | 1                                                                                    | 211                                                                                  |
| Итого вспомогательных танков                                                         | Итого вспомогательных танков                                                         | 19                                                                                   | 3                                                                                    | 50/4                                                                                 | 35/9                                                                                 | 5                                                                                    | 3                                                                                    | —                                                                                    | 47/9                                                                                 | 19                                                                                   | —                                                                                    | 44/18                                                                                | 10                                                                                   | 7                                                                                    | 4                                                                                    | 1/1                                                                                  | —                                                                                    | 2                                                                                    | 18                                                                                   | 1                                                                                    | 268                                                                                  |
| ------------------------------------------------------------------------------------ | ------------------------------------------------------------------------------------ | ------------------------------------------------------------------------------------ | ------------------------------------------------------------------------------------ | ------------------------------------------------------------------------------------ | ------------------------------------------------------------------------------------ | ------------------------------------------------------------------------------------ | ------------------------------------------------------------------------------------ | ------------------------------------------------------------------------------------ | ------------------------------------------------------------------------------------ | ------------------------------------------------------------------------------------ | ------------------------------------------------------------------------------------ | ------------------------------------------------------------------------------------ | ------------------------------------------------------------------------------------ | ------------------------------------------------------------------------------------ | ------------------------------------------------------------------------------------ | ------------------------------------------------------------------------------------ | ------------------------------------------------------------------------------------ | ------------------------------------------------------------------------------------ | ------------------------------------------------------------------------------------ | ------------------------------------------------------------------------------------ | ------------------------------------------------------------------------------------ |

Кроме РККА 88 Т-26 и ХТ имелись в составе ВМФ.
|       |        | 1938 | 1939 | 1940 | Всего |
| ----- | ------ | ---- | ---- | ---- | ----- |
| СФ    | Т-26   |      |      | 12   | 12    |
| КБФ   | Т-26   |      | 13   | 10   | 23    |
| КБФ   | ХТ-130 |      | 2    |      | 2     |
| КБФ   | ХТ-133 |      |      | 1    | 1     |
| ЧФ    | ХТ-133 |      |      | 9    | 9     |
| ТОФ   | Т-26   | 9    | 32   |      | 41    |
| Всего | Всего  | 9    | 47   | 32   | 88    |

Все Т-26 были производства СТЗ.
На 1 июня 1941 года на СФ находились 12 танков (отдельная танковая рота), на КБФ — 23 (на складах: 11 в Таллине и 12 в Ленинграде) и 41 на ТОФ (1-я, 2-я, 4-я и 351-я отдельные танковые роты, причем последняя входила в состав 3-й отдельной стрелковой бригады Владимиро-Ольгинской ВМБ СТОФ).

На правом фланге, в нейтральной полосе, движется к нам Т-26, ведя на буксире другой, подбитый. Пушка подбитого смотрит вниз, его корма чуть дымится. К медленно ползущему буксиру быстро приближается вражеский танк. Он идет ему строго в затылок, а за ним вдалеке остановилось несколько других немецких машин. Я понимаю его манёвр: прикрываясь подбитым, буксируемым танком, он стремится подойти ближе, Чтобы затем, развернувшись в сторону, с ходу расстрелять буксирующую машину. Из башни буксира один за другим вываливаются двое. Перепрыгнув с кормы на буксируемый танк, они исчезают в открытом отверстии люка механика-водителя. Пушка подбитого танка дрогнула, поднялась навстречу преследователю и дважды блеснула пламенем. Немецкий танк споткнулся и замер…
— Из воспоминаний Г. Пенежко, Героя Советского Союза
Танки Т-26 были наиболее многочисленными в Красной Армии на начало Великой Отечественной войны. В первые же месяцы войны большинство этих танков (наряду с танками других типов) было потеряно и из-за того, что 73 % танков старых типов требовали капитального или среднего ремонтов.
По состоянию на 28 октября 1941 — на Западном фронте имелся 441 танк, из них 33 КВ-1, 175 Т-34, 43 БТ, 50 Т-26, 113 Т-40 и 32 Т-60.
Массово использовались во время Иранской операции (1941).
Последний раз Т-26 применялся в 1945 году против Квантунской армии в Маньчжурии.
На 20 декабря 1945 года на Дальнем Востоке находилось 1455 Т-26, 492 из которых были исправными и 352 требовали текущего ремонта.

## Оценка проекта
Танки серий БТ и Т-26 составляли основу танкового парка РККА в конце 1930-х годов. Броневая защита Т-26 была противопульной. Поэтому одним из направлений развития советского танкостроения стало радикальное повышение бронезащиты танков от огня наиболее массовых противотанковых средств.
Гражданская война в Испании, в которой приняли активное участие поставленные республиканскому правительству лёгкие танки Т-26 и БТ-5, продемонстрировала роль противотанковой артиллерии. Скорострельные малокалиберные пушки калибра 25—47 мм, которые, как показала практика, легко поражали танки с противопульным бронированием, и прорыв обороны насыщенной подобными орудиями мог стоить больших потерь в бронетехнике. Анализируя развитие зарубежного противотанкового оружия, главный конструктор завода № 174 С. Гинзбург писал:

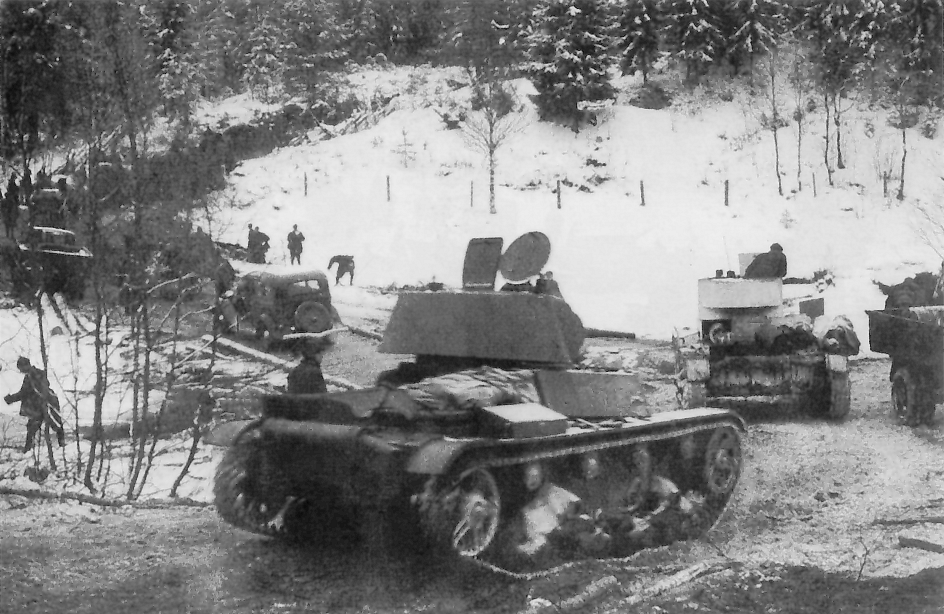
Т-26 обр. 1939 г. (Финляндия, 1940)

Мощность и скорострельность современных противотанковых 37-мм пушек является достаточной, чтобы сделать безуспешной атаку роты тонкобронных танков, производящуюся в строю повзводно, при условии наличия 1—2 противотанковых пушек на 200—400 м обороны фронта…

Уже в начале 1938 года советские военные осознали, что Т-26 начал устаревать, что отмечено С. А. Гинзбургом ещё за полтора года до этого. К 1938 году Т-26 всё ещё превосходя зарубежные машины по вооружению, стал уступать им по остальным параметрам. В первую очередь отмечались слабость бронирования и недостаточная подвижность танка в связи с малой мощностью двигателя и перегруженностью подвески. Более того, тенденции в развитии мирового танкостроения в то время были таковы, что уже в самом ближайшем будущем Т-26 мог потерять и последнее своё преимущество в вооружении, то есть к началу 1940-х гг. стать окончательно устаревшим. Руководство СССР в 1938 году окончательно решило разрабатывать новые типы танков с противоснарядным бронированием и прекратить модернизацию Т-26 и БТ.

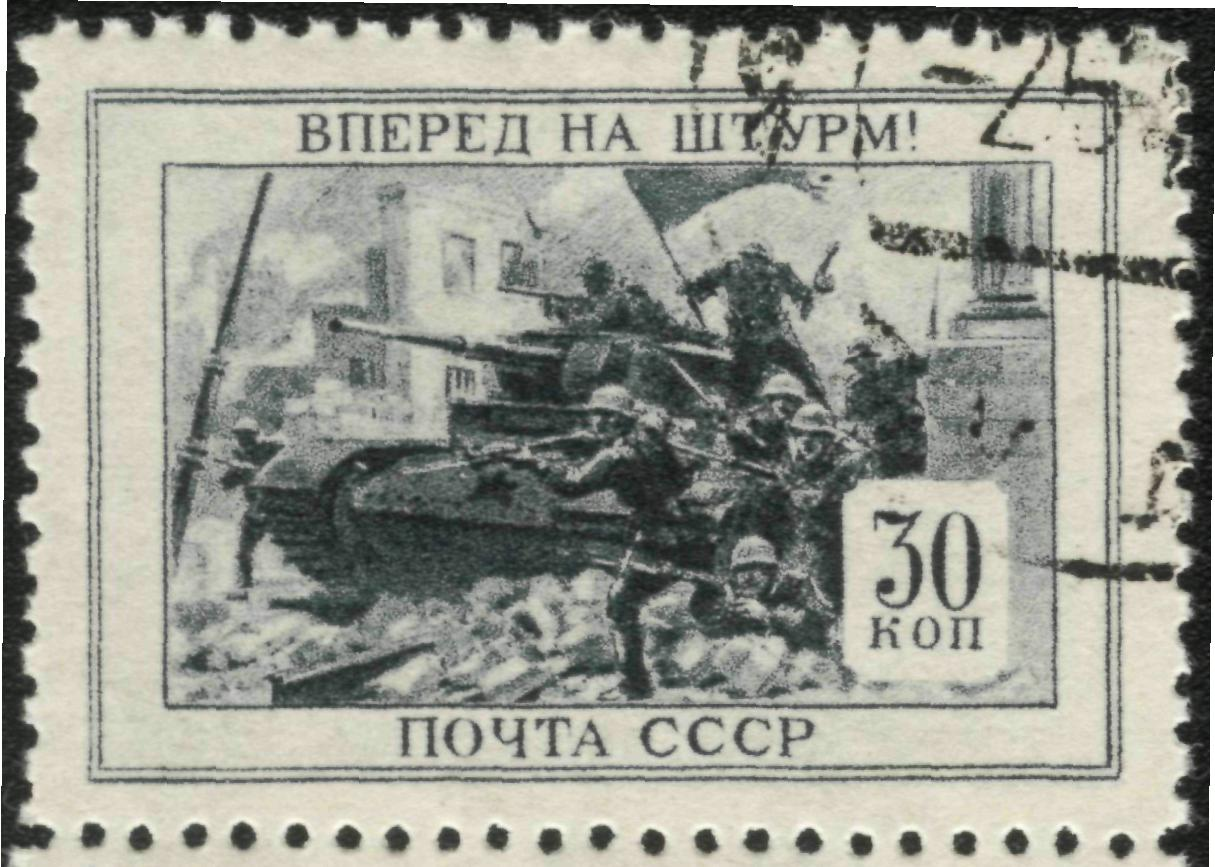
Т-26 на марке военного времени Почты СССР «Вперёд на штурм!»

На 22 июня 1941 в РККА насчитывалось около 10 тысяч Т-26. Противопульное бронирование танка было одними из факторов, приведших к низкой эффективности применения этих танков в начальный период Великой Отечественной войны. Тем не менее, бронирование большинства немецких танков и самоходных орудий того времени было, в свою очередь, уязвимым для 37- или 45-мм орудий Т-26.

## Сохранившиеся экземпляры

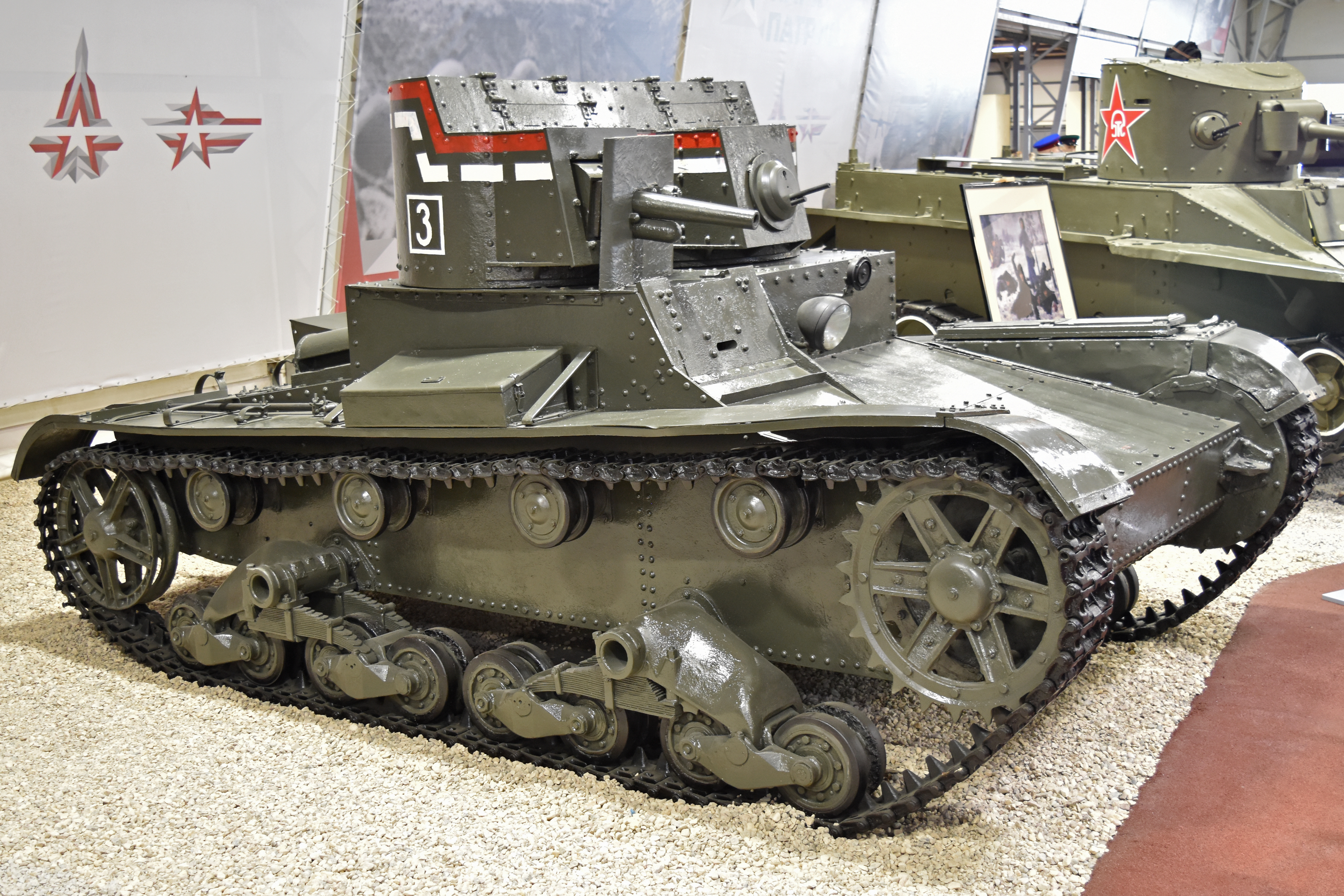
Двухбашенный пушечно-пулемётный Т-26 в павильоне Парка «Патриот», Кубинка

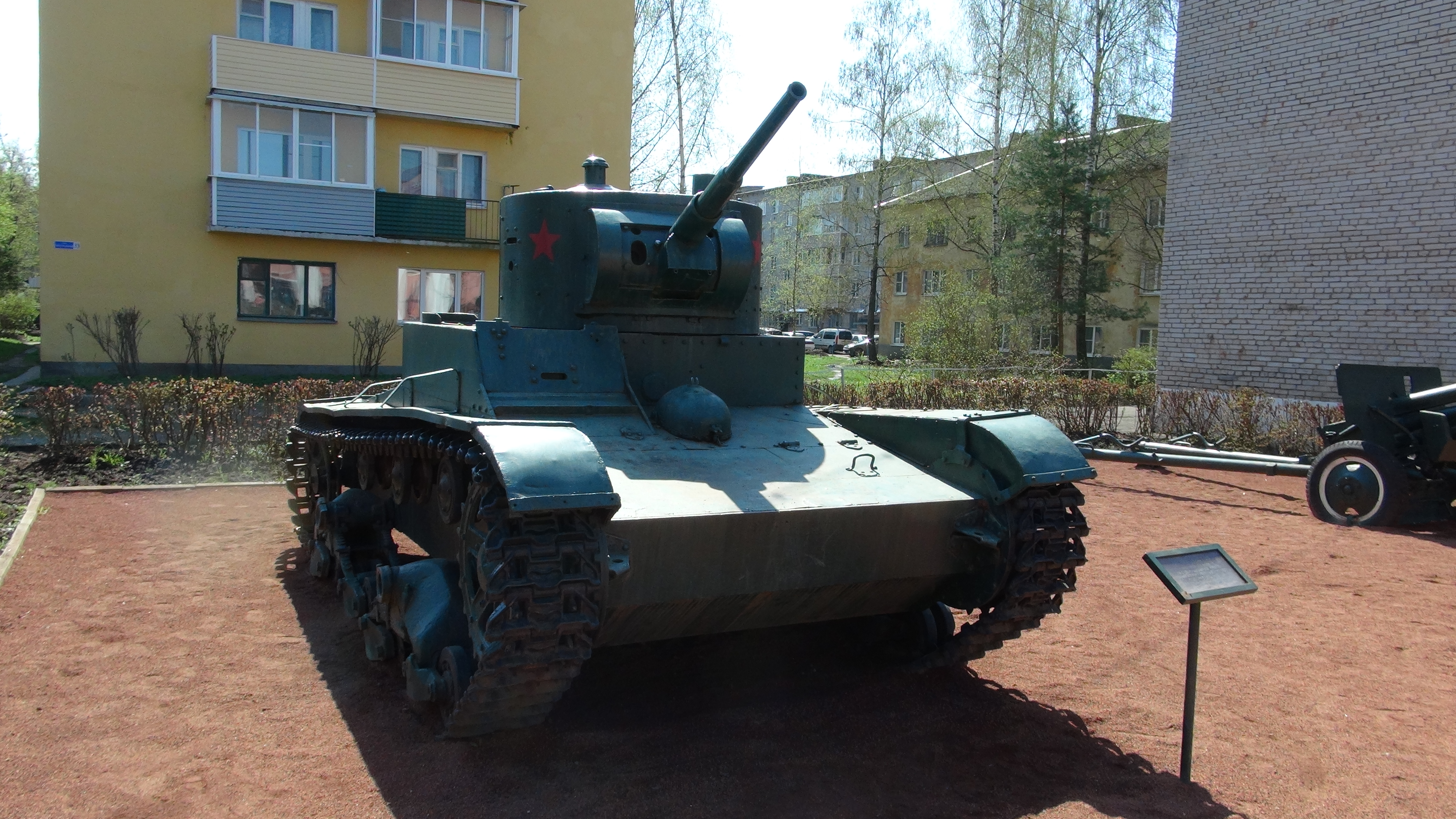
Т-26 у музея СЗФ в г. Старая Русса

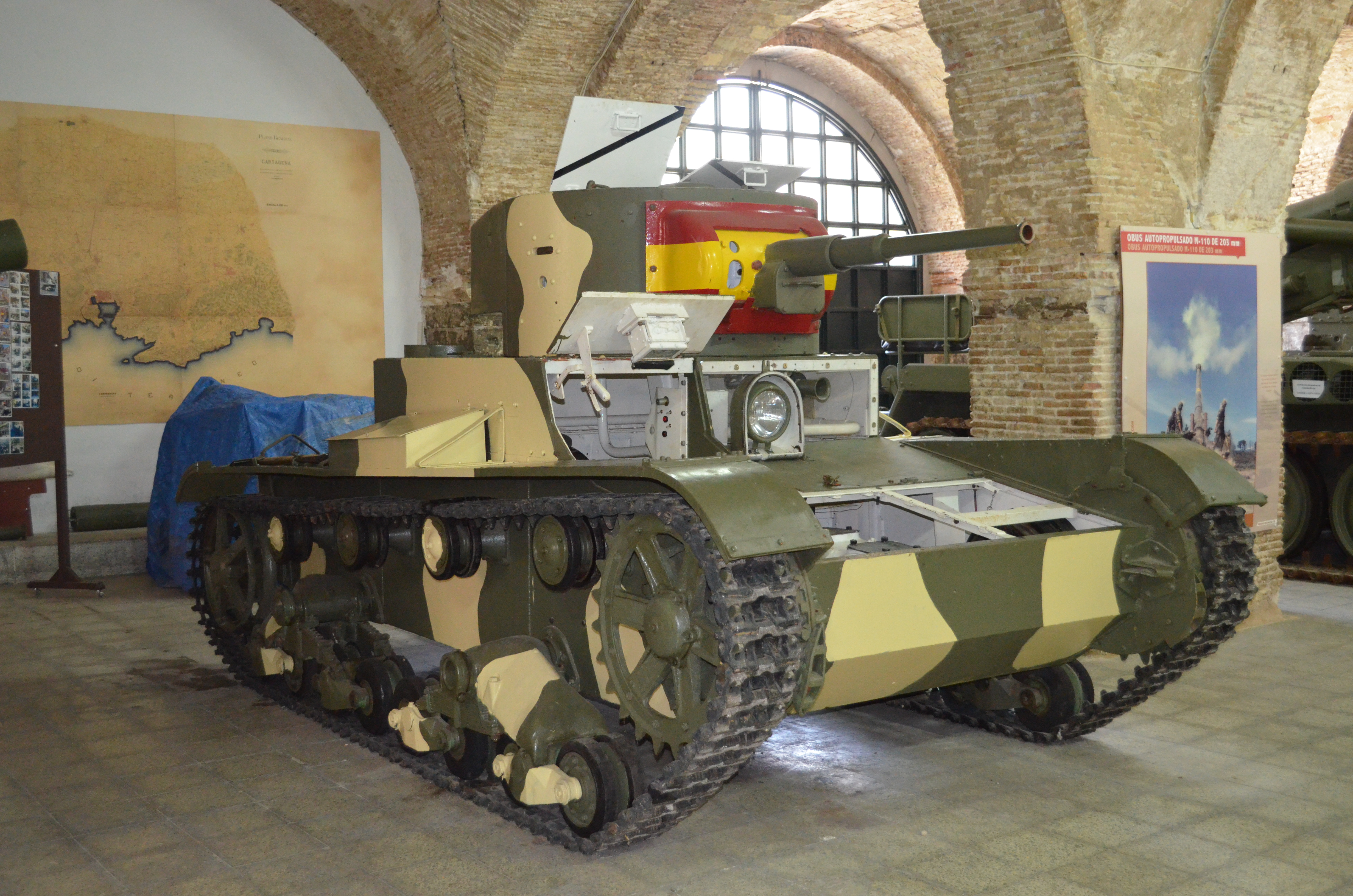
Т-26 в военном музее Картахены, 2015 г.

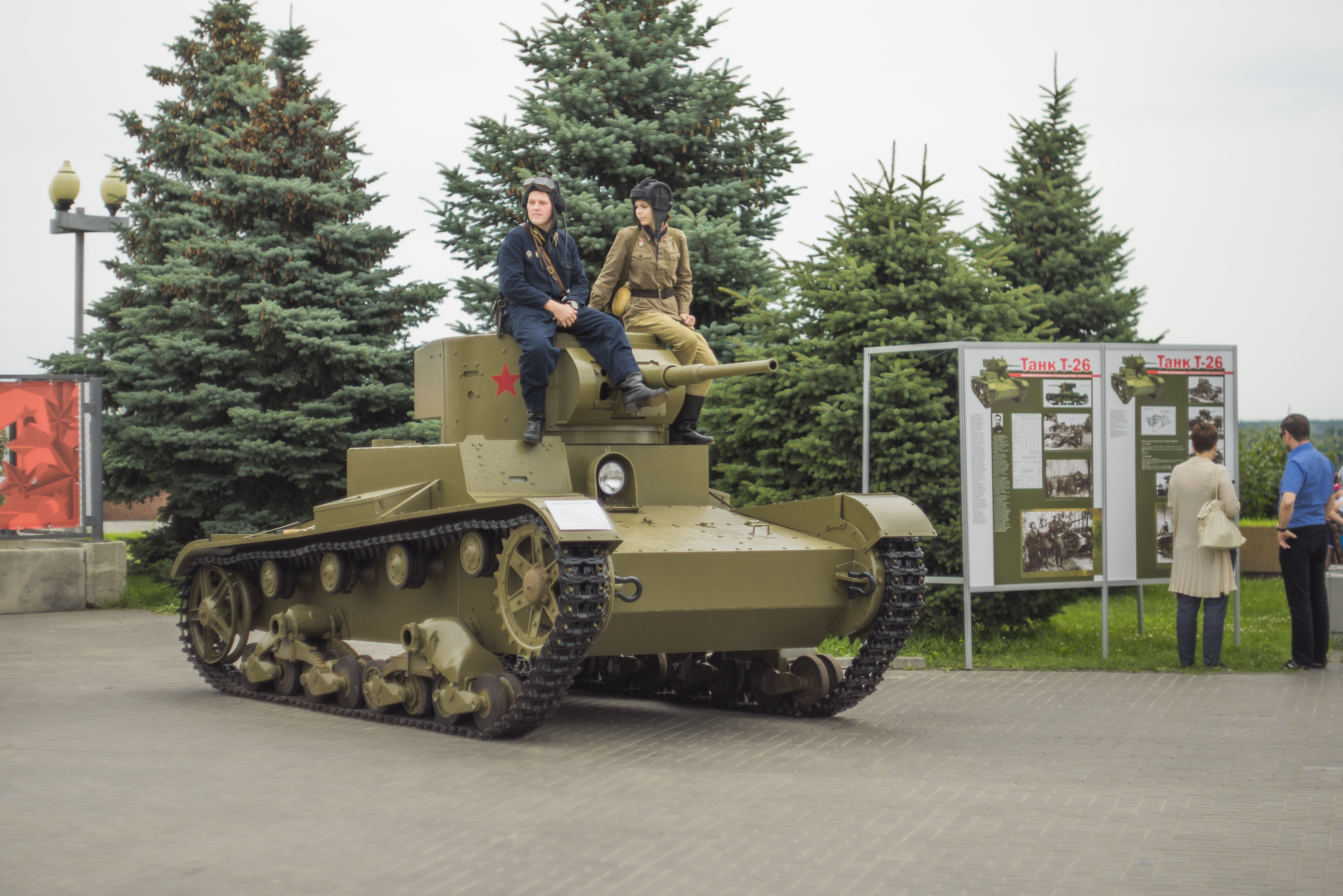
Танк в Т-26 в комплексе музея-заповедника «Сталинградская битва»

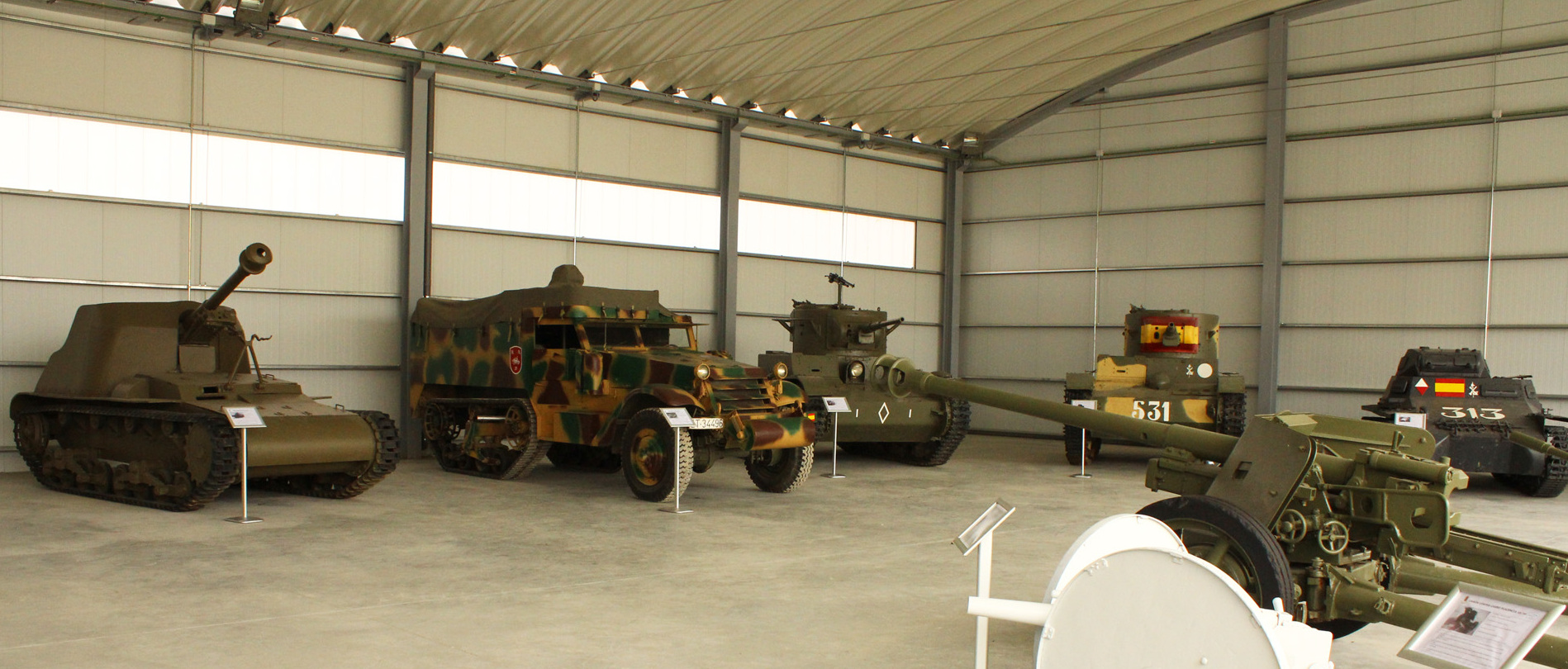
Два танка Т-26 в музее Эль-Голосо. 2013 год

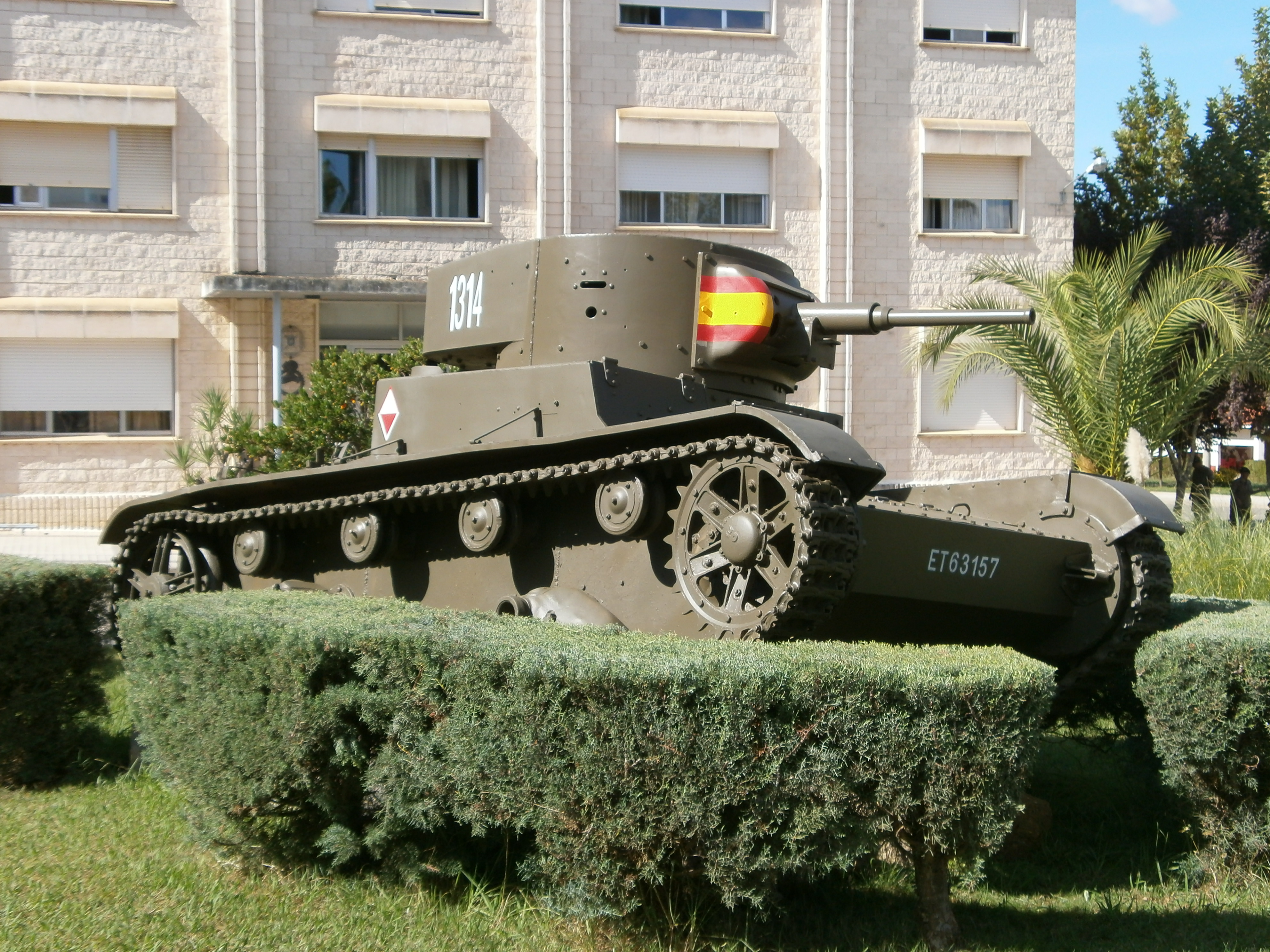
Т-26 на территории военной базы «Женераль Меначо», Бадахос. 2013 год

До наших дней сохранилось около пяти десятков комплектных и реконструированных танков Т-26 разных модификаций, не считая большого количества разрозненных башен и деталей бронекорпусов.

### Модель образца 1931 г. (двухбашенный, пулеметный)
- В экспозиции Парка Победы на Поклонной горе, Москва. Танк поднят из Невы в 1989 г.[108][109].
- В экспозиции Музея военной техники «Боевая слава Урала» в Верхней Пышме. Реконструирован из бронекорпуса с добавлением ряда подлинных элементов (в том числе одной пулемётной башни)[108].
- В экспозиции Музея отечественной военной истории, Падиково, Московская область. Полностью отреставрированный, ходовой на родном двигателе.
- В экспозиции Австралийского музея бронетехники и артиллерии[англ.][110]

### Модель образца 1932 г. (двухбашенный, пушечно-пулеметный)
В экспозиции Парка «Патриот», Кубинка, Московская область.

### Модели образца 1933/34/35/36/37 гг. (с цилиндрической башней)
- В экспозиции Центрального Музея Вооруженных Сил, Москва. Передан из Музея в Кубинке в начале 1980-х гг[108].
- В экспозиции Парка Победы на Поклонной горе, Москва. Реконструирован из разрушенного бронекорпуса польского Виккерса с добавлением оригинальных элементов (в том числе башни)[108].
- В экспозиции Музея техники Вадима Задорожного, Красногорский район (Московская область). Реконструирован с использованием ряда подлинных элементов башни и бронекорпуса[108].
- Музей-заповедник «Прорыв блокады Ленинграда»Кировск, Ленинградская область. Поднят со дна Невы в 2003 году. Танк отреставрирован не полностью (сохранены боевые повреждения)[108].
- В экспозиции Музея отечественной военной истории, Падиково, Московская область. Реконструирован из обломков трех танков Т-26, восстановлен до ходового состояния[108].
- Ленино-Снегирёвский военно-исторический музей, Снегири, Московская область. Найден близ деревни Мясной Бор Новгородской области в 1989 году[108].
- На открытой площадке возле музея Северо-западного фронта, Старая Русса. Танк поднят из реки Ловать возле деревни Коровитчино в 1981 году[108].
- Выборг. Памятник у перекрёстка ул. Гагарина и Приморского шоссе[111]. Участвовал в Зимней войне. Затонул при обстреле в Финском заливе, экипаж погиб. Поднят в 2005 году. Был отреставрирован на Выборгском судостроительном заводе и установлен в качестве памятника погибшим танкистам[108].
- Государственный музей боевой славы, Саратов. Найден близ Ельни, отреставрирован и установлен в 2011 году[108].
- Частный музей военной техники, Энгельс. Реконструирован, сохранены боевые повреждения[108].
- Историко-мемориальный музей-заповедник «Сталинградская битва», Волгоград. Танк образца 1937 года. Реконструирован с использованием обломков оригинальной машины. Передан музею в дар коллекционером и реставратором Дмитрием Бушмаковым[108][112].
- В экспозиции Музея военной техники «Боевая слава Урала» в Верхней Пышме. Реконструирован из разбитого бронекорпуса с добавлением ряда подлинных элементов и оригинальной башни от БТ-5[108].
- На территории Базовой общей унтер-офицерской академии[исп.]. Таларн, Каталония[108].
- На территории Пехотной академии[исп.] в Толедо[108]. Три танка. Все ранее были радийными, имеют остатки креплений поручневой антенны.
- В экспозиции Бронетанкового музея Сухопутных войск Испании, в Эль-Голосо, к северу от Мадрида. Пять танков, два линейных и три бывших радийных[108]. Один из них (бывший радийный, с остатками креплений поручневой антенны) — в ходовом состоянии.
- На территории военной базы «Конде-де-Газола» 63-го артиллерийского полка. Ферраль-дель-Бернесга, Леон[108].
- На территории Военной академии[исп.], Сарагоса. Два танка. Один из них — бывший радийный[108].
- На территории военной базы «Женераль Альварес де Кастро» 62-го пехотного полка «Арапилес»[исп.]. Сан-Клементе-Сасебас, Жирона[108].
- На территории Центра технического обслуживания бронетехники № 1, Сеговия. Бывший радийный танк[108].
- На территории военной базы «Женераль Меначо» 16-го мотопехотного полка «Кастилия»[исп.]. Вальдеботоа, Бадахос[108].
- На территории военной базы 10-го танкового полка «Кордова»[исп.]. Серро Муриано, Кордова. Бывший радийный танк. Орудие — макет[108].
- В экспозиции Военно-Исторического музея Валенсии. Бывший радийный танк[108].
- На территории военной базы 4-й терции (полка) «Александр Фарнезе»[итал.] Испанского легиона. Ронда, Малага. Бывший радийный танк[108].
- В экспозиции Военно-Исторического музея Картахены[исп.][108]. В ходовом состоянии.
- На территории казарм 54-го полка туземных регуляров, Сеута. Бывший радийный, сохранилась поручневая антенна[108].
- На территории военной базы «Эль Эмпечинадо» 12-го Кавалерийского полка «Фарнезио»[исп.]. Сантовения-де-Писуэрга, Вальядолид[108].
- На территории Центра технического обслуживания бронетехники, Вальядолид. Бывший радийный танк.
- В экспозиции Танкового музея. Этимезгут, Анкара[108].
- В экспозиции Военного музея Стамбула[108].
- На площадке военной техники в Кухмо. Финский тактический номер Ps. 163-45[108].
- В экспозиции Артиллерийского музея Финляндии, Хямеэнлинна[108].
- В экспозиции Танкового музея Паролы. В ходовом состоянии. Финский тактический номер Ps. 163-33[108].
- В экспозиции Танкового музея в Бовингтоне. Ранее находился в Танковом музее Паролы, передан в Бовингтон в 2000-е годы[108].
- В частной коллекции (остатки бронекорпуса и башня)[108].
- В Белоруссии на историко-культурном комплексе «Линия Сталина» построили ходовую стреляющую модель Т-26 образца 1933 года с реальными башней и 45-мм танковой пушкой.

### Модели образца 1938/39 гг. (с конической башней)

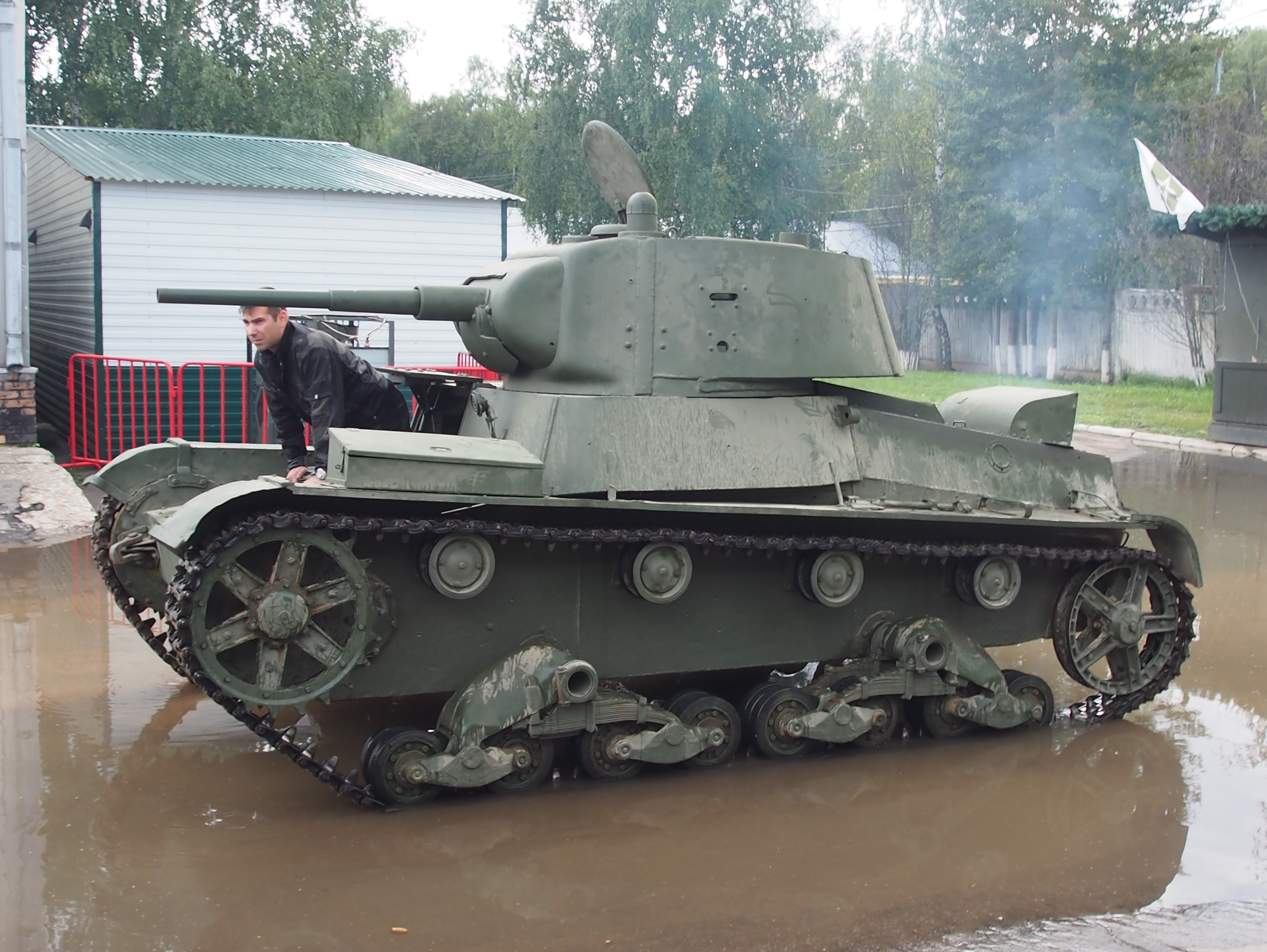
Т-26 в бронетанковом музее в Кубинке

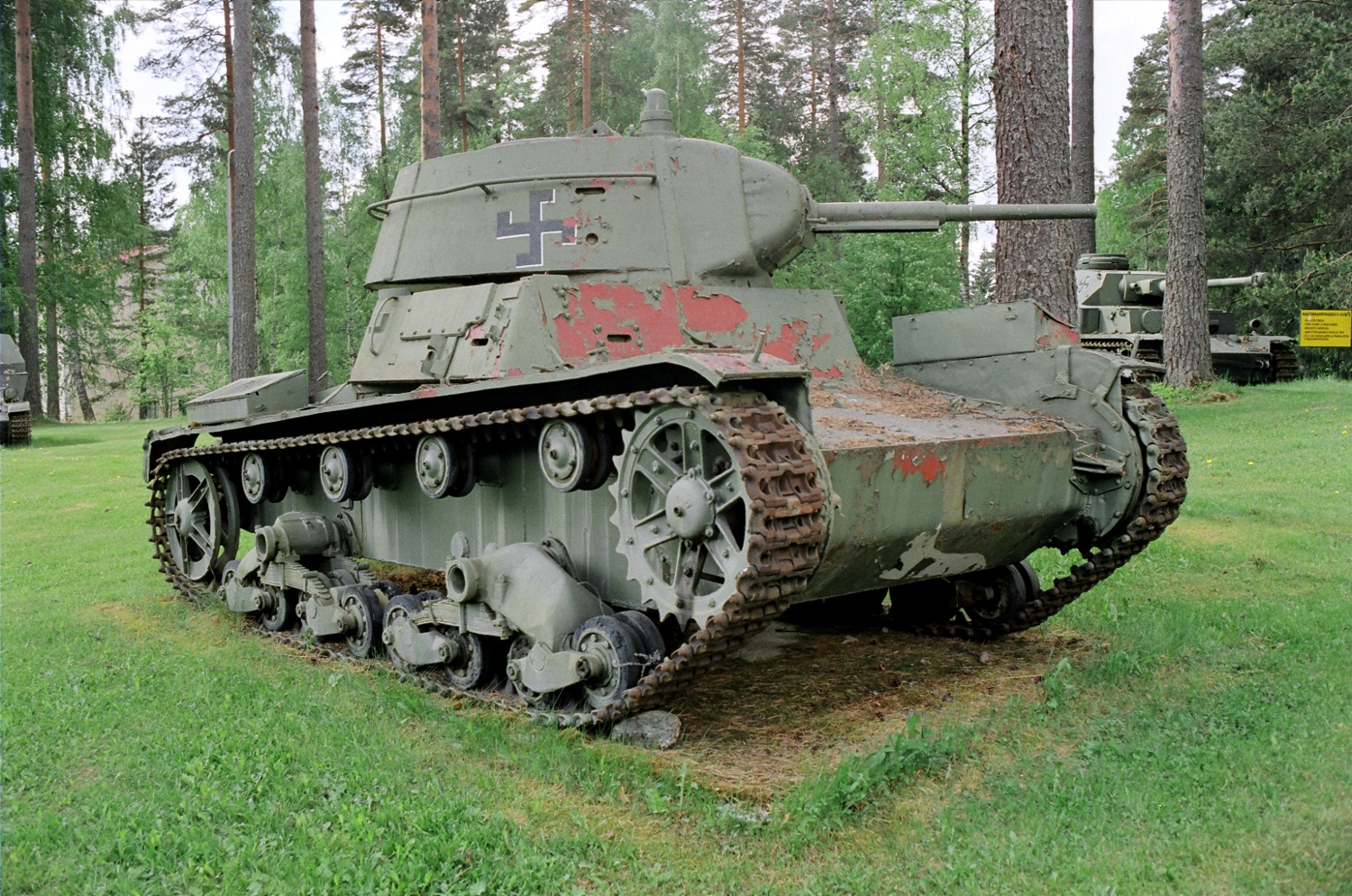
Т-26 на территории бывшего гарнизона в Миккели

- В экспозиции Парка «Патриот», Кубинка, Московская область. В 2005 году восстановлен до ходового состояния (с двигателем от БРДМ-2)[108].
- В экспозиции Музея отечественной военной истории, Падиково, Московская область. Восстановлен до ходового состояния[108].
- В экспозиции Военного музея Парк-Франсэ[фр.] в Ла-Ванзено, Бас-Рин. Поднят из Ладожского озера в районе Питкяранты в 1998 году, продан за границу[108].
- В экспозиции Танкового музея Паролы[108].
- На площадке военной техники на территории бывшего гарнизона расформированной Саволаксской пехотной бригады, Миккели[108].
- На дороге в лесопарковой зоне Фронтового музея Ханко[швед.]. Лаппохья, близ Ханко. С разбитой кормовой частью корпуса[108].

### Химические танки Т-26

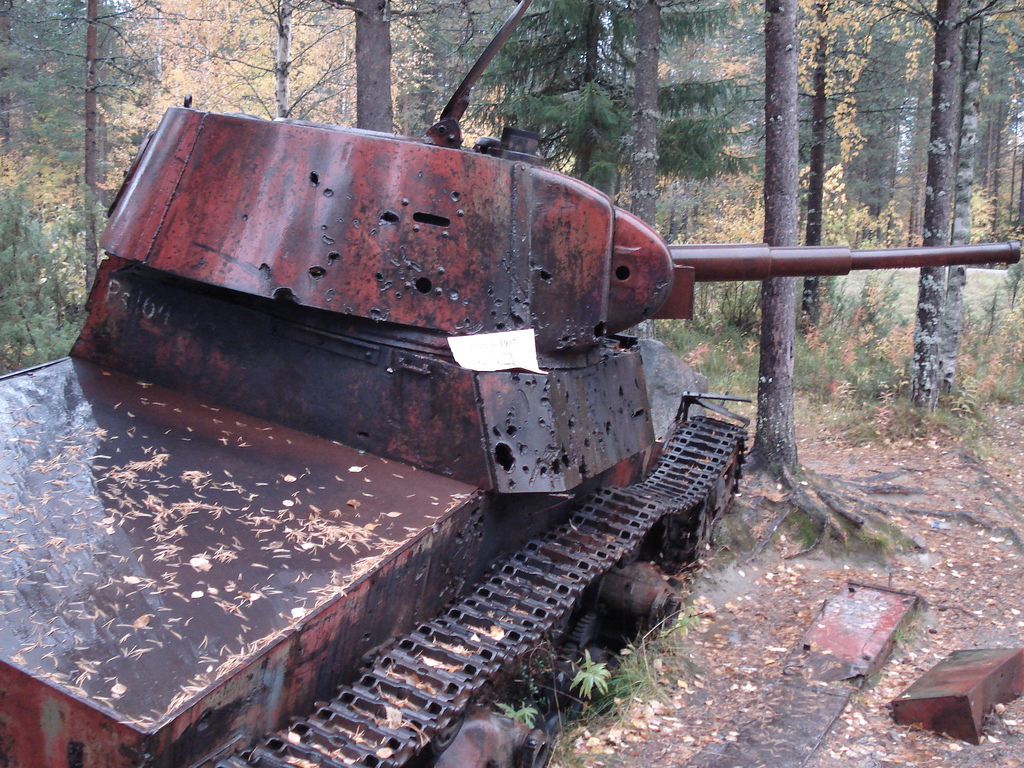
Подбитый финский ХТ-130 с башней обр. 1939 у Суомуссалми

- ХТ-130. В экспозиции парка Окружного Дома офицеров Российской армии в Чите. Первоначально был установлен в качестве памятника в городе Борзя. Частично некомплектный (гусеницы и ведущие колеса от M3 Стюарт). Вооружение — макет[108]
- ХТ-26. В Музее отечественной военной истории в деревне Падиково Истринского района Московской области. Полностью восстановлен, на ходу.
- В экспозиции Танкового музея Паролы. Два ХТ-26, перестроенные финнами в боевые. Танк с номером Ps.163-16. имеет башню раннего типа от БТ-5 (с малой кормовой нишей), танк с номером Ps.163-28 башню от БТ-5/БТ-7 обр. 1935 г.[108].
- В экспозиции Танкового музея Паролы. Два ХТ-133, перестроенные финнами в боевые танки с использованием конических башен от Т-26. Тактические номера Ps. 164-7 и Ps. 164-32[108].
- На дороге возле Музея Зимней войны на пограничной заставе Раате близ Суомуссалми. ХТ-133 с тактическим номером Ps. 164-34, перестроенный финнами в боевой танк с использованием конической башни от Т-26. В плохом состоянии[108].
- Оригинальный ХТ-133 в степи близ Халхгола. В плохом состоянии[108].

### ТелетанкиТТ-26
- В экспозиции Парка «Патриот», Кубинка, Московская область. Имеет макет огнемета[108].
- В экспозиции Музея техники Вадима Задорожного, Красногорский район (Московская область). Реконструирован с использованием ряда подлинных элементов башни и бронекорпуса[108].

## В массовой культуре
Из стихотворения «Танк»:
Когда бы монумент велели мне

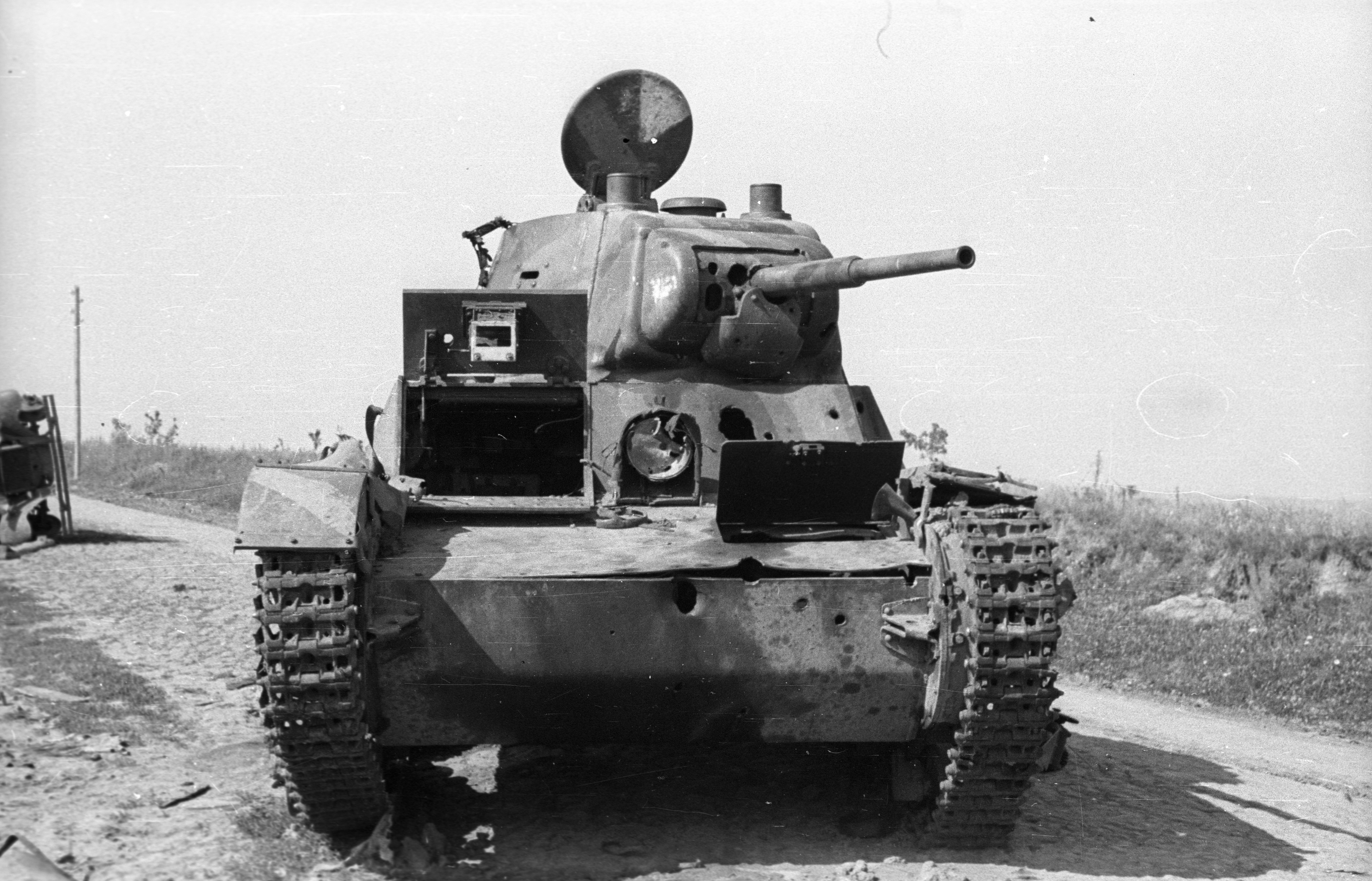
Подбитый Т-26. 1941

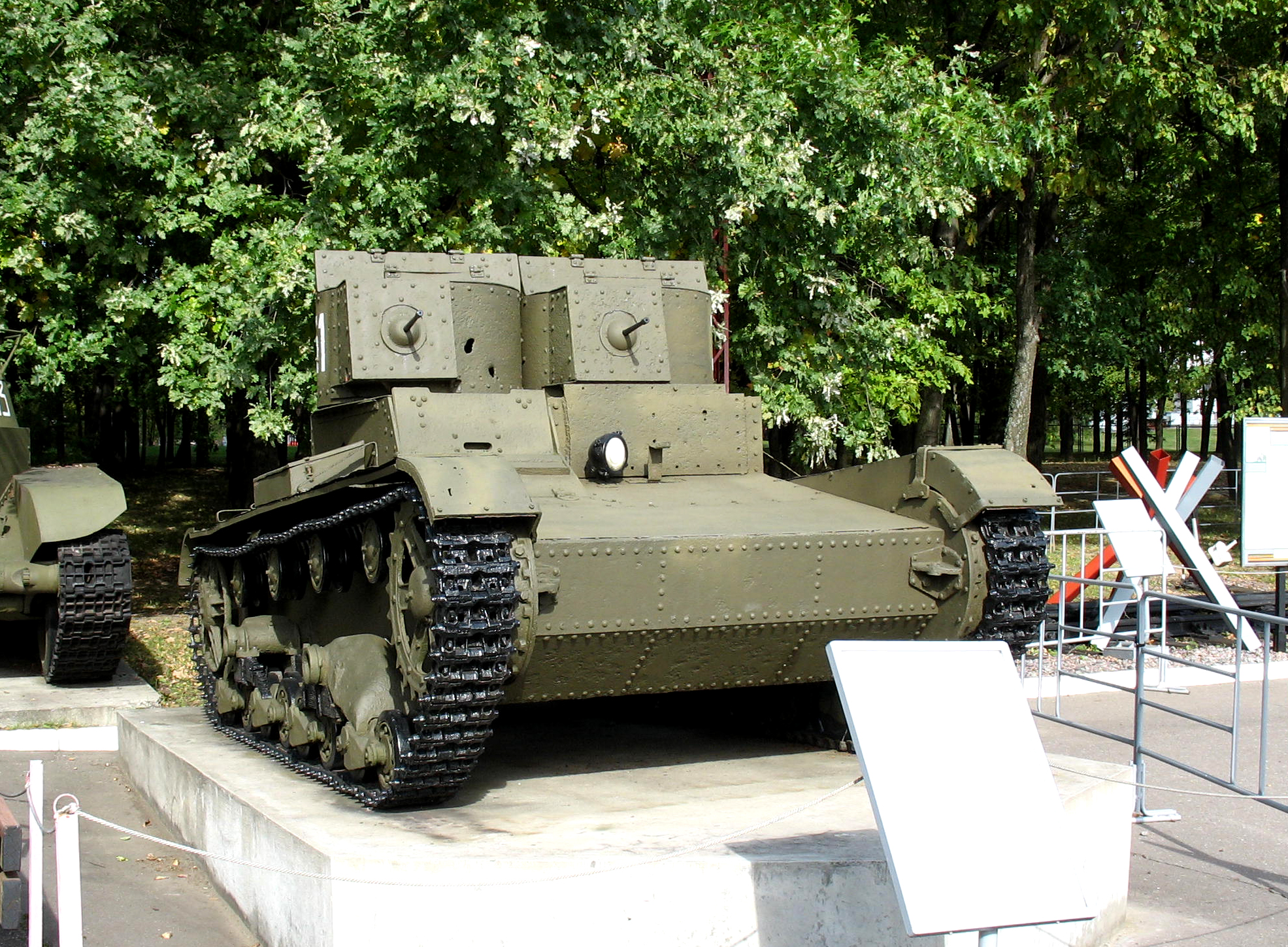
Т-26 — памятник с пробоинами в башне

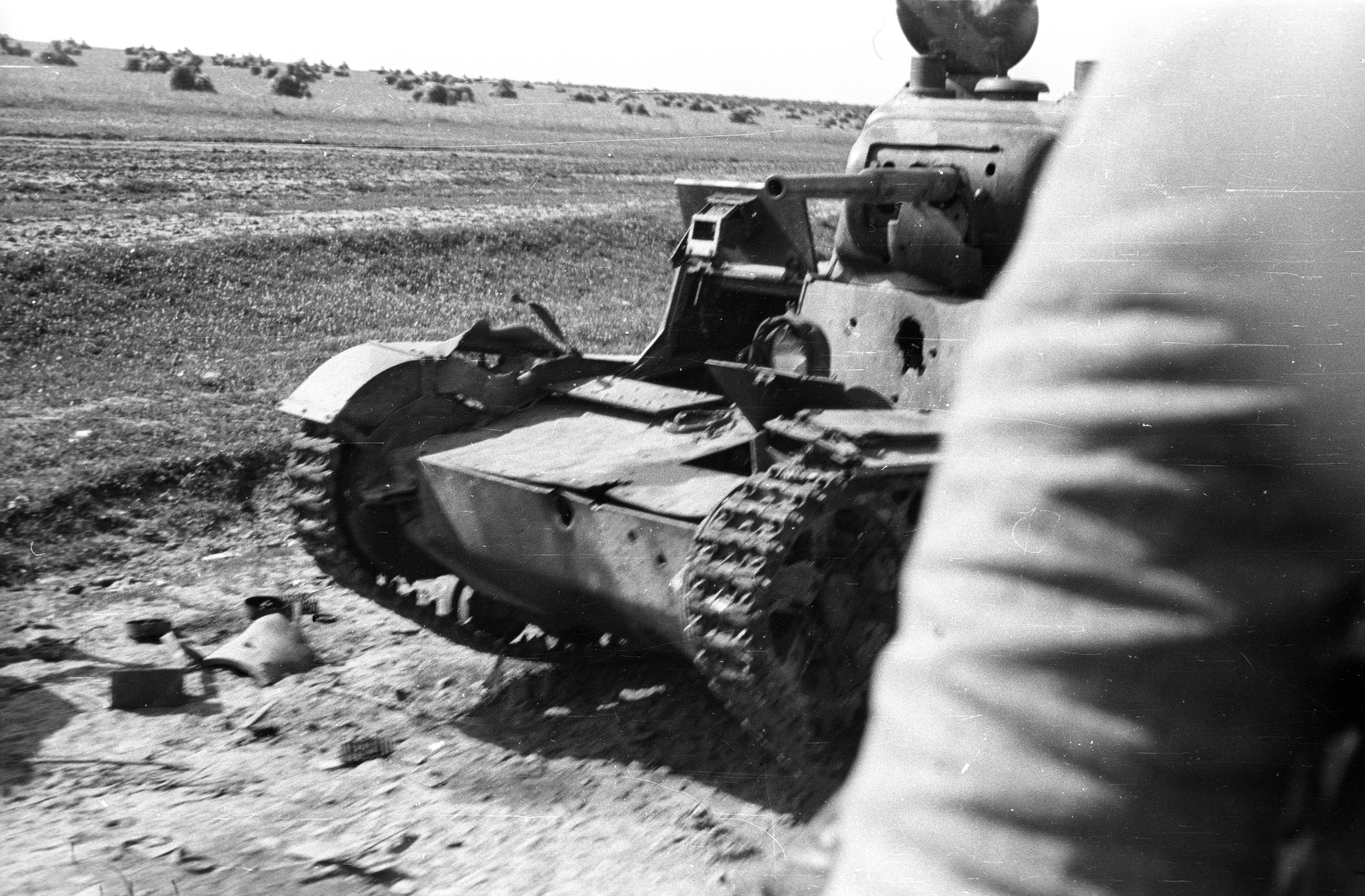
Подбитый Т-26. 1941

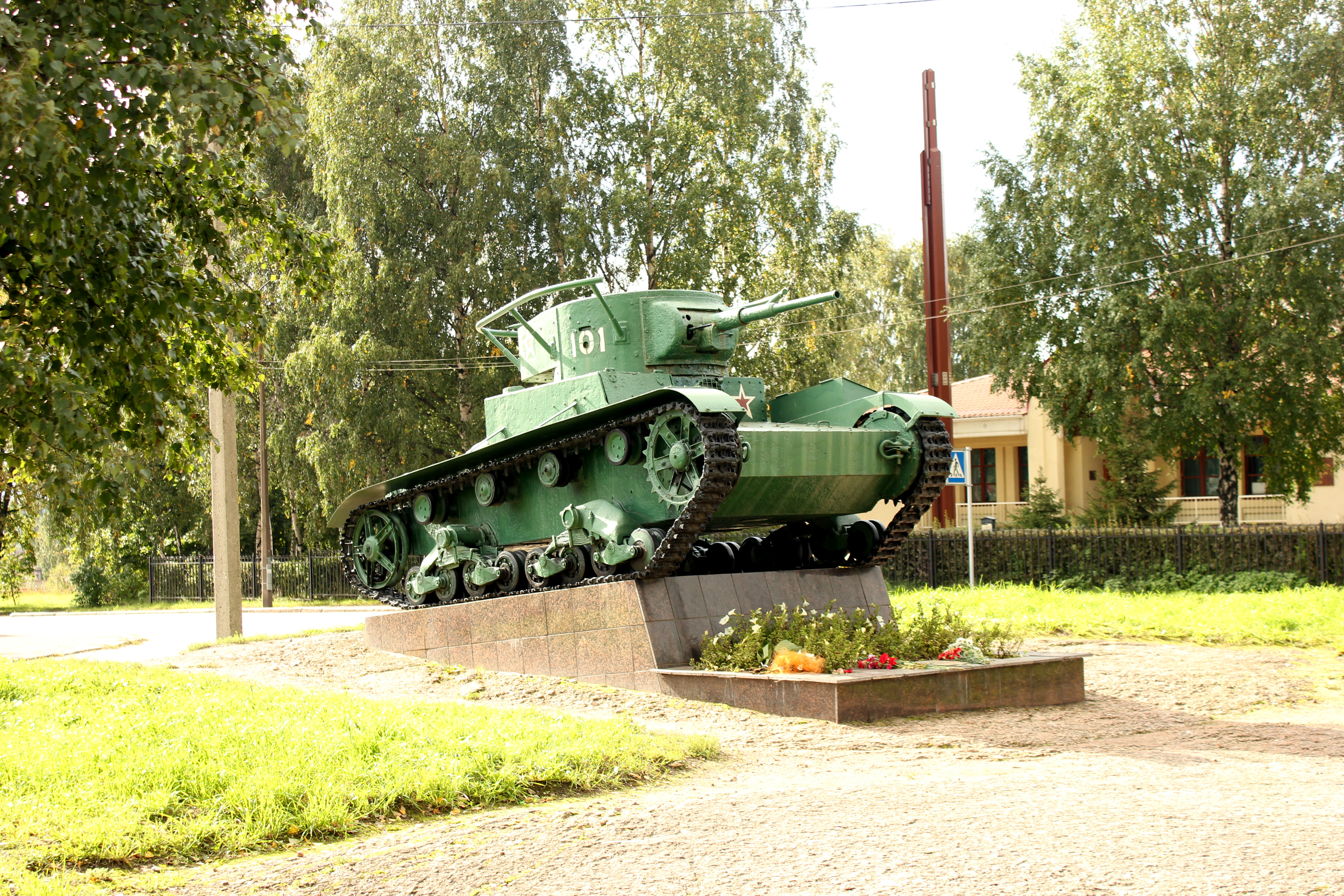
Т-26 — памятник в Выборге. 2011

Воздвигнуть всем погибшим здесь, в пустыне,

Я б на гранитной тесаной стене

Поставил танк с глазницами пустыми;

Я выкопал его бы, как он есть,

В пробоинах, в листах железа рваных,-

Невянущая воинская честь

Есть в этих шрамах, в обгорелых ранах.

На постамент взобравшись высоко,

Пусть как свидетель подтвердит по праву:

Да, нам далась победа нелегко.

Да, враг был храбр.

Тем больше наша слава.Константин Симонов. 1939. Халхин-Гол.

## Комментарии
1. ↑  Выпущенные серией из 15 единиц танки «Рено-Русский» уже к 1930 году выведены из боевых частей в военно-учебные заведения[5].
2. ↑  На серийном Т-18, как и на Т-19, доступ к двигателю был возможен из боевого отделения танка через люки в перегородке.
3. ↑  Рассматривавшаяся в то время руководством СССР как наиболее вероятный военный противник.
4. ↑  В тогдашней советской терминологии — пушка с большей, по сравнению с находящимися на вооружении, начальной скоростью снаряда.
5. 1 2  Соответственно, в радийном и линейном вариантах.
6. 1 2  По британской методике определения мощности.
7. ↑  Техническая скорострельность без учёта времени на прицеливание. Реальная скорострельность даже в наилучших условиях была ниже, так как после каждого выстрела и перезаряжания, из-за потери времени на перенацеливание и корректирование, уходило больше времени
8. 1 2  80 % флегматизированного гексогена + 20 % алюминиевой пудры.

### Видео
- Finnish T-26 tank. YouTube (7 августа 2006). Дата обращения: 22 сентября 2017.
- T-26 display (The Parola Tank Museum). YouTube (4 июля 2009). Дата обращения: 22 сентября 2017.
- «Славная годовщина: первый танковый бой Красной Армии!» www.youtube.com. Дата обращения: 25 апреля 2022.. YouTube (2 декабря 2016).